# Église Saint-Martin de Gilocourt
L'église Saint-Martin est une église catholique paroissiale située à Gilocourt, dans l'Oise, en France. Depuis l'extérieur, elle apparaît comme un édifice de style presque exclusivement gothique flamboyant. L'importance de la surface vitrée et les réseaux très soignés sont à souligner. En revanche, il n'y a qu'un petit clocher en charpente, et la façade occidentale donnant sur la rue est bien austère, malgré l'élégant portail de style gothique primitif. Il annonce une nef du même style, qui n'a jamais été voûtée et dont les fenêtres latérales sont murées, mais qui séduit toujours par ses grandes arcades d'un profil complexe, qui retombent sur des faisceaux de trois colonnettes à chapiteaux de chaque côté. Les bas-côtés sont plus larges que d'habitude, surtout celui du sud, et inondés de lumière. Les parties orientales sont purement flamboyantes, bien qu'englobant encore des structures plus anciennes. Le vaisseau central du chœur et ses bas-côtés sont voûtés à la même hauteur, qui est bien plus modeste que celle de la nef, et forment ensemble un espace liturgique largement unifié, sans aucun cloisonnement. Contrairement aux églises à clocher central, le sanctuaire est bien visible depuis les bas-côtés de la nef. Également remarquable est le plan trapézoïdal, avec deux travées triangulaires flanquant la dernière travée du sanctuaire, qui se termine par un chevet plat. L'église Saint-Martin a été inscrite aux monuments historiques par arrêté du 27 janvier 1948, avec le cimetière qui l'entoure, et bénéficié d'une restauration au cours des années 1990. Elle est affiliée à la « paroisse de la vallée de l'Automne / paroisse Saint-Pierre » de Verberie, et les messes dominicales y sont célébrées tous les deux mois, généralement le dimanche à 9 h.

## Localisation
L'église Saint-Martin est située en France, en région Hauts-de-France et dans le département de l'Oise, au nord de Crépy-en-Valois, dans la vallée de l'Automne, sur la commune de Gilocourt, au centre du village, rue de l'Église. La façade occidentale donne presque directement sur la rue, et n'est précédée que d'un étroit parvis. Une partie du cimetière s'étend au sud de l'église ; et l'autre au nord. On ne peut pas passer devant le chevet, qui frôle le mur du cimetière. À l'est de l'église et du cimetière, se situe un vaste terrain en friche, clôturé, et boisé sur la partie qui jouxte l'édifice. De la sorte, le chevet se dérobe à la vue. Plus loin, à l'est, se trouve le parc du château.

## Historique

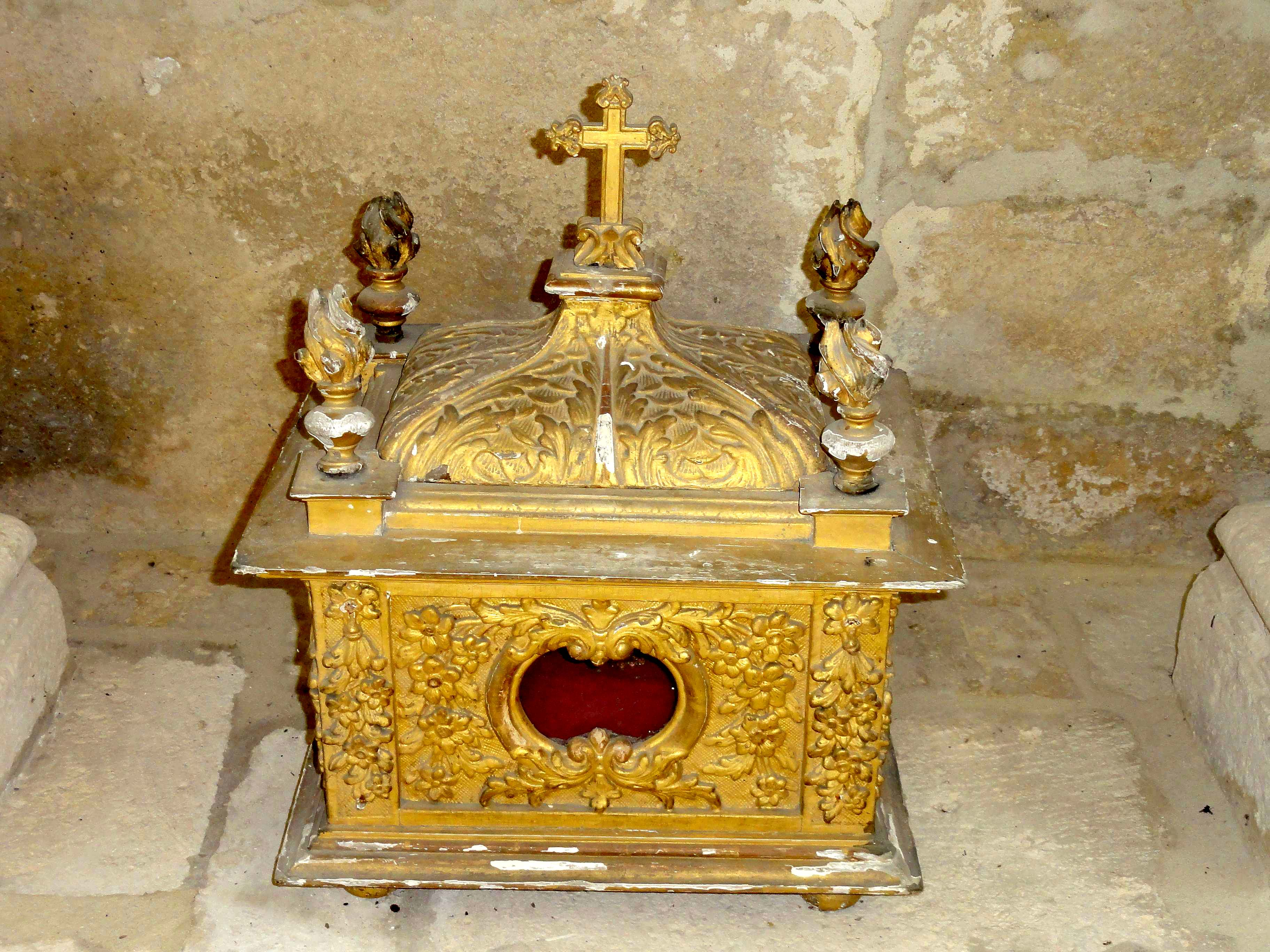
Reliquaire de saint Prix.

L'on ignore pratiquement tout de l'histoire de la paroisse sous l'Ancien Régime, et même sa date de fondation. Elle remonte au moins au milieu du XIIe siècle, quand débute la construction de l'église. Elle est dédiée à saint Martin de Tours. La paroisse relève du doyenné de Béthisy, de l'archidiaconé de La Rivière et du diocèse de Soissons. Le collateur de la cure est l'évêque de Soissons. Sous la Révolution française, Gilocourt est rattaché au diocèse de Beauvais à l'instar de l'ensemble des paroisses sur le territoire du département de l'Oise. Avec le Concordat de 1801, le diocèse de Beauvais est annexé au diocèse d'Amiens, mais est rétabli en 1822. Depuis, Gilocourt en fait partie. La législation ne permettant à l'époque qu'une seule paroisse par canton, Gilocourt a le titre de succursale. Sa circonscription s'étend sur Béthancourt-en-Valois, dont la commune est par ailleurs annexé à Gilocourt en 1825, avant de recouvrir son indépendance dix ans plus tard. Au XIXe siècle, l'église Saint-Martin demeure la destination d'un pèlerinage annuel pour saint Priest. — Depuis la définition de quarante-cinq nouvelles paroisses à l'échelle du diocèse en 1996, le village est affilié à la « paroisse de la vallée de l'Automne / paroisse Saint-Pierre » de Verberie. Cette très grande paroisse s'étend sur quatorze communes dont deux disposent de deux, voire trois églises (Néry et Fresnoy-la-Rivière). Les messes dominicales sont célébrées en l'église Saint-Martin environ tous les deux mois, généralement le dimanche à 9 h 00, ou plus rarement le samedi à 17 h 15.

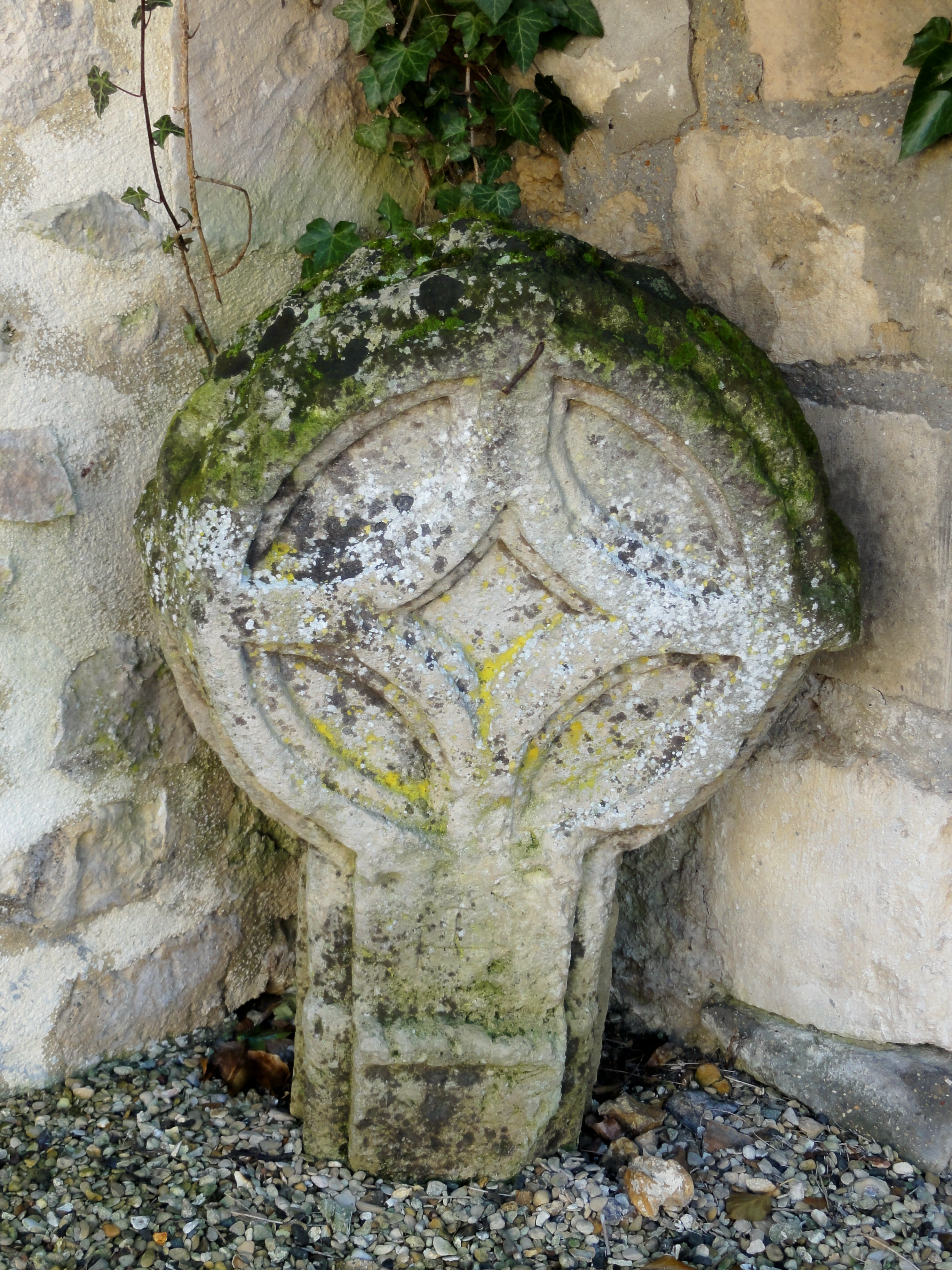
Croix celte au cimetière.

La nef de style gothique primitif est datée des années 1160 / 1170 par Dominique Vermand. Puisque la construction des églises débute généralement par le sanctuaire, qui constitue sa partie la plus importante car accueillant la célébration eucharistique, il y avait certainement un chœur et un transept bâtis quelques années plus tôt, voire nettement plus tôt, puisque le vocable de saint Martin renvoie généralement à une fondation très haute. Des irrégularités dans trois angles du transept actuel, complètement assimilé au chœur et ses collatéraux, semblent indiquer que quelques éléments en élévation se sont conservés de l'ancien transept. À l'extérieur, la distinction entre transept et chœur apparaît nettement, mais l'ensemble a été entièrement repris à la fin du XVe siècle, et transformé dans un édifice de style gothique flamboyant, comme l'indiquent les fenêtres, les crochets qui garnissent les rampants des pignons, et les voûtes avec leurs supports. La reconstruction se poursuit au début du XVIe siècle avec les bas-côtés de la nef, qui sont de dimensions généreuses et éclairés par de vastes baies, mais non voûtés. Ils sont également de style flamboyant. L'église est saccagée sous la Terreur, en 1793, et transformée en manufacture de salpêtre. La remise en état et la réouverture au culte interviennent dans le contexte du Concordat, quand le curé, l'abbé Lannot, revient de son exil. Âgé alors de quarante-sept ans, il reste encore curé de Gilocourt et Béthancourt pendant trente ans, et meurt à l'âge de quatre-vingt-trois ans des suites de brûlures. Il est vénéré par la population comme un excellent prêtre, et enterré au cimetière. Les beaux vitraux du chœur, datés de 1534, sont transportés en l'église Saint-Antoine de Compiègne à cette époque, en ne laissant en place que quelques rares fragments. L'édifice est inscrit aux monuments historiques par arrêté du 27 janvier 1948, avec le cimetière qui l'entoure. Il a été restauré au début des années 1990, et se trouve aujourd'hui en bon état. Dans le cimetière, la présence d'une dizaine de croix celtes demeure un énigme toujours non résolu, car ces stèles funéraires sont en granit, qui est introuvable dans la région.

## Description

### Aperçu général

Plan de l'église.

Régulièrement orientée, l'église se compose d'une nef de quatre travées accompagnée de deux larges bas-côtés ; d'un chœur de deux travées se terminant par un chevet plat ; et de deux collatéraux, dont la deuxième travée est de plan triangulaire. Ainsi, l'ensemble du chevet prend la forme d'une abside à pans coupés, comme à La Roche-Guyon. La deuxième travée du chœur est moins profonde que la précédente. La première travée de chacun des collatéraux est issue de la transformation des anciens croisillons du transept, ce qui n'est plus visible que dans les angles près du mur, et depuis l'extérieur. Ici, l'ancien transept conserve ses pignons aux deux extrémités, et est muni d'un toit perpendiculaire à l'axe de l'édifice, tandis que le vaisseau central et les bas-côtés sont recouverts ensemble par une toiture unique à deux rampants, et les travées triangulaires, de toits en appentis. La première travée du bas-côté sud sert de base au clocher de charpente, composée d'un étage de baies abat-son et d'une courte flèche, le tout étant couvert d'ardoise. Le beffroi repose sur une structure de charpente, qui encombre cette travée, dont les murs ne sont pas renforcés, et qu'aucun arc-doubleau ne sépare de la travée suivante. La nef et les deux bas-côtés sont munis de plafonds plats à trois pans, d'un gabarit trapézoïdal. Seulement le chœur et les anciens croisillons sont voûtés d'ogives. Les travées triangulaires ont des voûtes en berceau. Une sacristie se situe devant la première travée du collatéral sud. Le portail occidental de la nef et la petite porte dans le mur occidental du bas-côté nord constituent l'unique accès à l'église.

### Intérieur

#### Nef

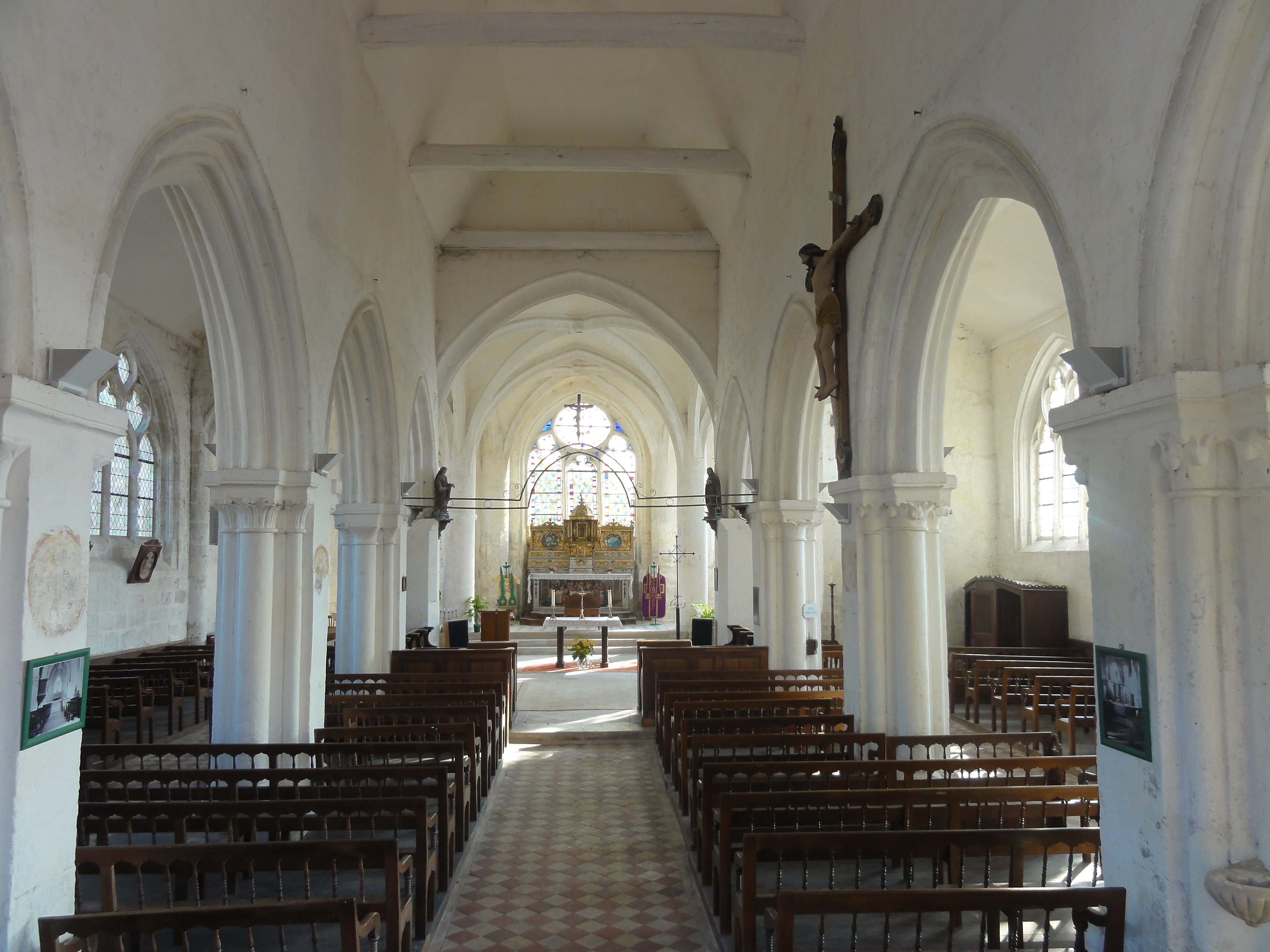
Nef, vue vers l'est.

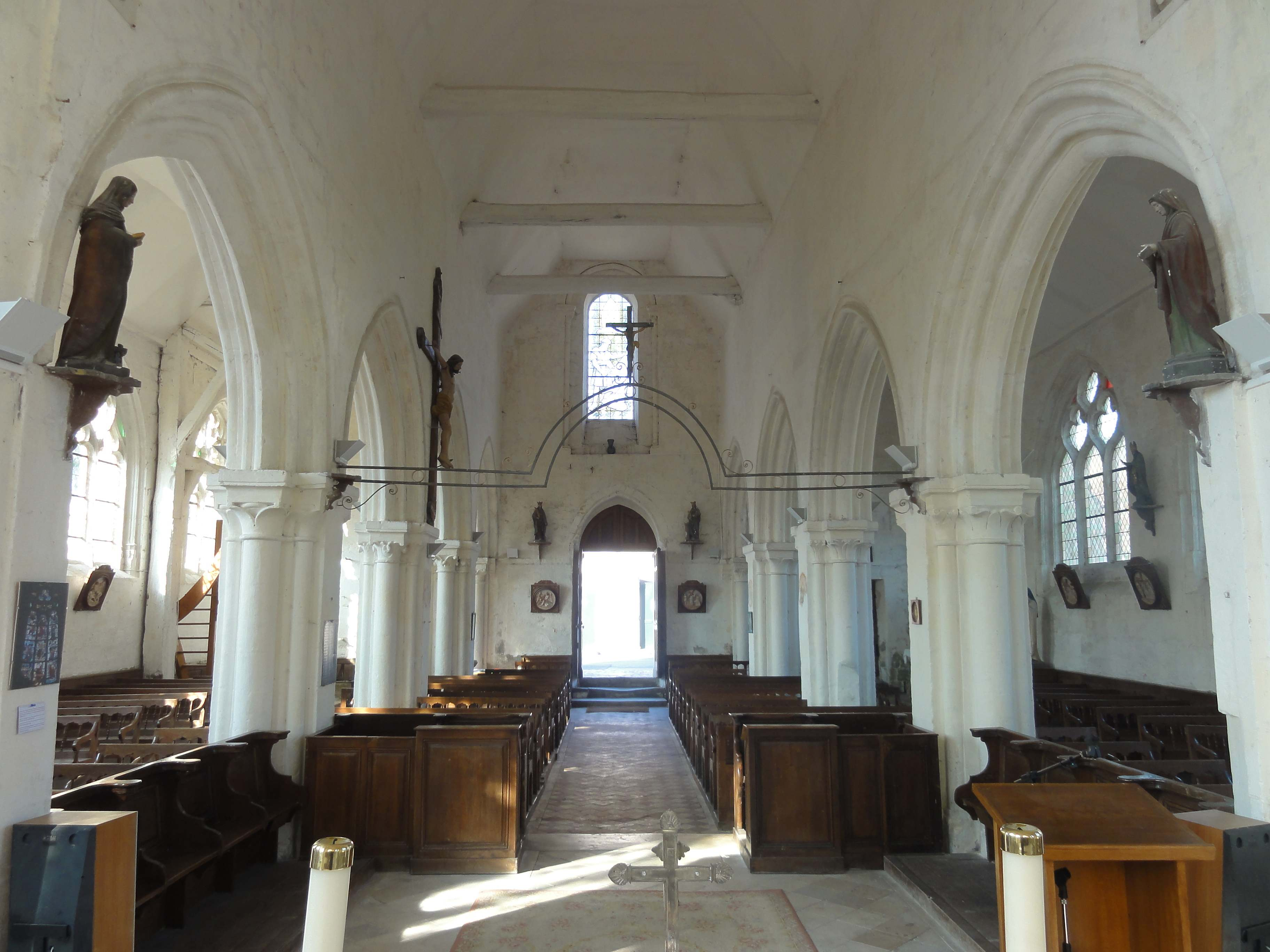
Nef, vue vers l'ouest.

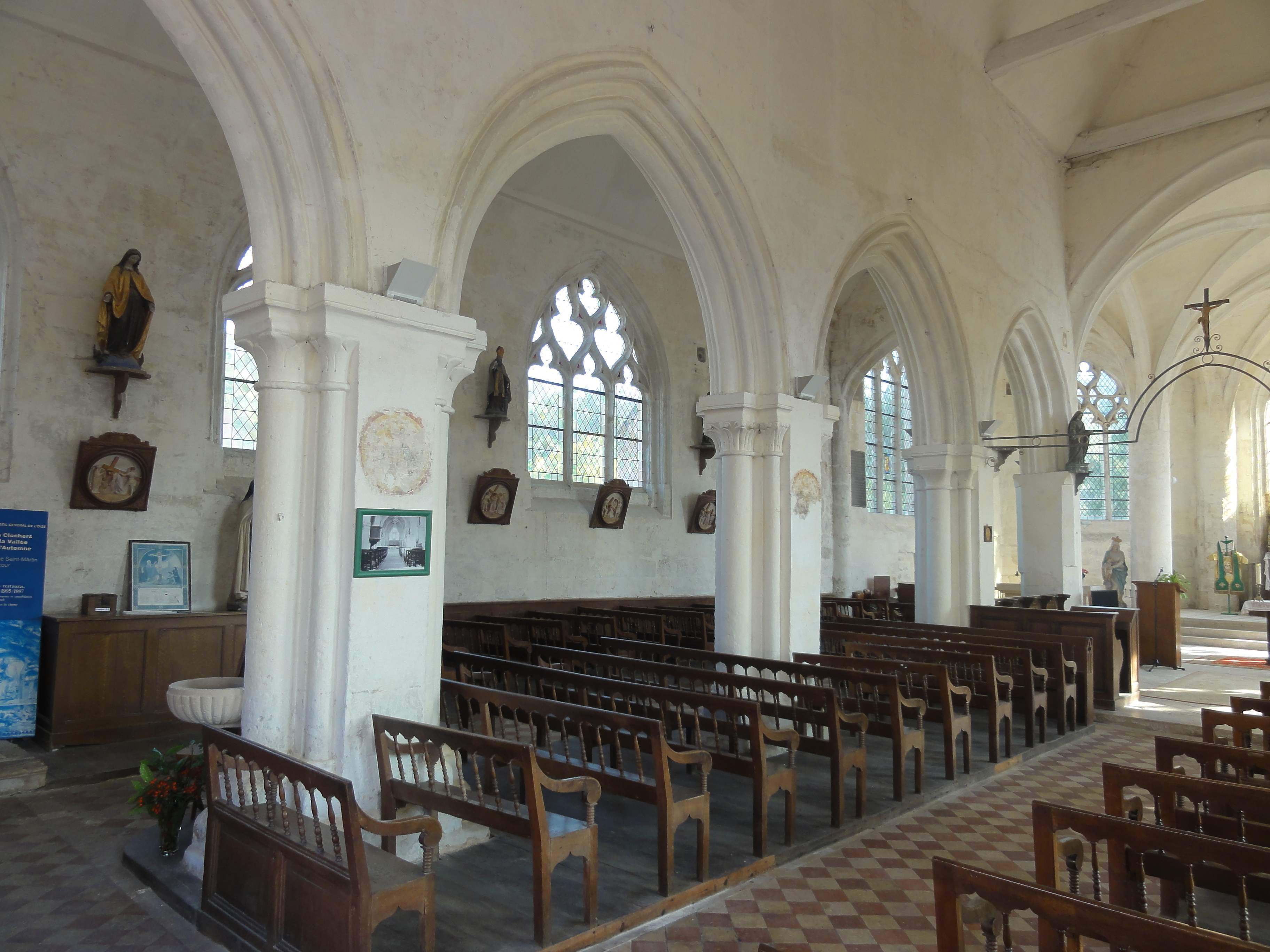
Grandes arcades du nord.

La nef possède des élévations latérales à deux niveaux, à savoir l'étage des grandes arcades et l'étage des fenêtres hautes, qui sont aveuglées depuis la reconstruction flamboyante des bas-côtés : ceux-ci devaient primitivement être moins larges, et couverts de toits en appentis faiblement inclinés. Les grandes arcades sont en tiers-point et à double rouleau. Le rouleau inférieur est mouluré d'un gros tore entre deux tores d'un diamètre habituel, et le rang de claveaux supérieur affiche un tore analogue de chaque côté. La retombée s'effectue sur des tablettes continues, moulurées d'une plate-bande, d'un filet, d'un cavet, et d'une autre plate-bande. Elles sont portées par des piliers rectangulaires à quatre angles rentrants, dans lesquels sont logés les fines colonnettes à chapiteaux correspondant au rang de claveaux supérieur. Pour le rang de claveaux inférieur, des colonnettes à chapiteaux de plus fort diamètre sont adossées, plutôt qu'engagées, aux faces latérales des piliers. Cette disposition est inhabituellement complexe pour les nefs non voûtées de la première période gothique, où le maître d'œuvre se contente le plus souvent de piliers monocylindriques portant de gros chapiteaux. L'on note également que le plan rectangulaire des piliers laisse assez de place sur la face frontale, pour pouvoir y disposer un faisceau de colonnettes destiné à recevoir les doubleaux et ogives des hautes-voûtes. Cependant, les fenêtres hautes, aujourd'hui bouchées, sont situées au-dessus des piliers des grandes arcades. Comparé à la disposition habituelle, qui veut le positionnement des fenêtres au-dessus des grandes arcades, ce parti améliore la stabilité des murs gouttereaux, tout en permettant de réduire leur hauteur. Il n'est pas compatible avec un voûtement de la nef, car les supports des voûtes d'ogives seraient placés devant les fenêtres, ni avec un voûtement des bas-côtés, car la proximité entre le sommet des piliers et le seuil des fenêtres rendrait inéluctable l'obturation de la partie inférieure des baies. Par ces caractéristiques, la nef de Gilocourt se rattache à un petit groupe de nefs de la première période gothique, dont Béthancourt-en-Valois, Champlieu, commune d'Orrouy, Fontenay-en-Parisis, Glaignes, Orrouy et Pontpoint.
Les six chapiteaux d'un pilier sont sculptés d'un même motif, sans aucune exception, ce qui est très rare : souvent, les motifs se répètent de nombreuses fois dans une même église, mais les chapiteaux des différents types sont répartis d'une façon plus ou moins aléatoire au sein d'un même niveau d'élévation. Au revers de la façade, les petits chapiteaux sont seulement décorés de moulures, et le grand chapiteau déploie un motif qui n'apparaît pas ailleurs dans l'église. Enfin, depuis la reconstruction flamboyante du transept, il n'y a plus du tout de chapiteaux à la fin des grandes arcades. Les feuilles d'eau sont le motif récurrent. On les voit dans leur plus simple expression sur le premier pilier du nord ; avec des volutes d'angle sur le troisième pilier du nord (où les volutes sont restées à l'état d'ébauche côté ouest) ; et avec un anneau entre les feuilles et le tailloir, sur le troisième pilier du sud. Aux angles, des cubes relient ici les feuilles aux tailloirs. Au début des grandes arcades du sud, les feuilles développent une certaine plasticité. Sur le deuxième pilier du nord, l'on trouve deux rangs de feuilles d'eau superposées. Les feuilles du rang inférieur sont striées, et celle du rang supérieur se terminent en volutes. Les autres chapiteaux sont plus évolués. Au début des grandes arcades du nord et sur le premier pilier du sud, l'on trouve une forme précurseur des crochets gothiques, et sur le deuxième pilier du sud, des feuilles polylobées aux angles, et des feuilles se terminant par un gros bourgeon au milieu des faces de la corbeille. En ce qui concerne les bases, elles sont formés par un petit tore, une scotie, et un gros tore aplati flanqué de griffes végétales. Les socles cubiques présentent un ressaut à mi-hauteur du côté des arcades, mais pas du côté de la nef et des bas-côtés.
Avec leur mouluration et leurs chapiteaux soignés, les grandes arcades sont les éléments les plus marquants de l'église Saint-Martin, et font son principal intérêt, avec le plan. Elles évoquent l'église de Bémont. À l'instar des piliers, des surfaces murales et du plafond, les chapiteaux sont badigeonnés de blanc, ce qui permet d'améliorer quelque peu la luminosité de la nef, qui n'est éclairée directement que par la grande fenêtre en plein cintre au-dessus du portail, décorée par ailleurs d'une archivolte torique retombant sur deux colonnettes à chapiteaux, contrairement à l'extérieur. Les couches de badigeons ont protégé les croix de consécration médiévaux, peints à l'ocre jaune et rouge, ainsi qu'en noire. Ce sont des médaillons circulaires, munis d'une bordure, qui affichent chacun l'effigie de l'un des Douze Apôtres. Des fleurettes réalisées au pochoir couvrent l'espace libre autour des personnages. Il n'a pas été possible de dégager ces peintures murales sans les endommager. — Le plafond actuel, d'apparence monotone, n'est pas du meilleur effet. Il se substitue à une charpente apparente ou un berceau lambrissé, et s'inscrit dans la mode de recouvrir les nefs de fausses voûtes en berceau en bois plâtré, comme à Béthancourt-en-Valois, Béthisy-Saint-Martin, Boran-sur-Oise, Cauffry, Nogent-sur-Oise, Rully, Saint-Vaast-de-Longmont etc. De la charpente, seuls les entraits restent visibles.

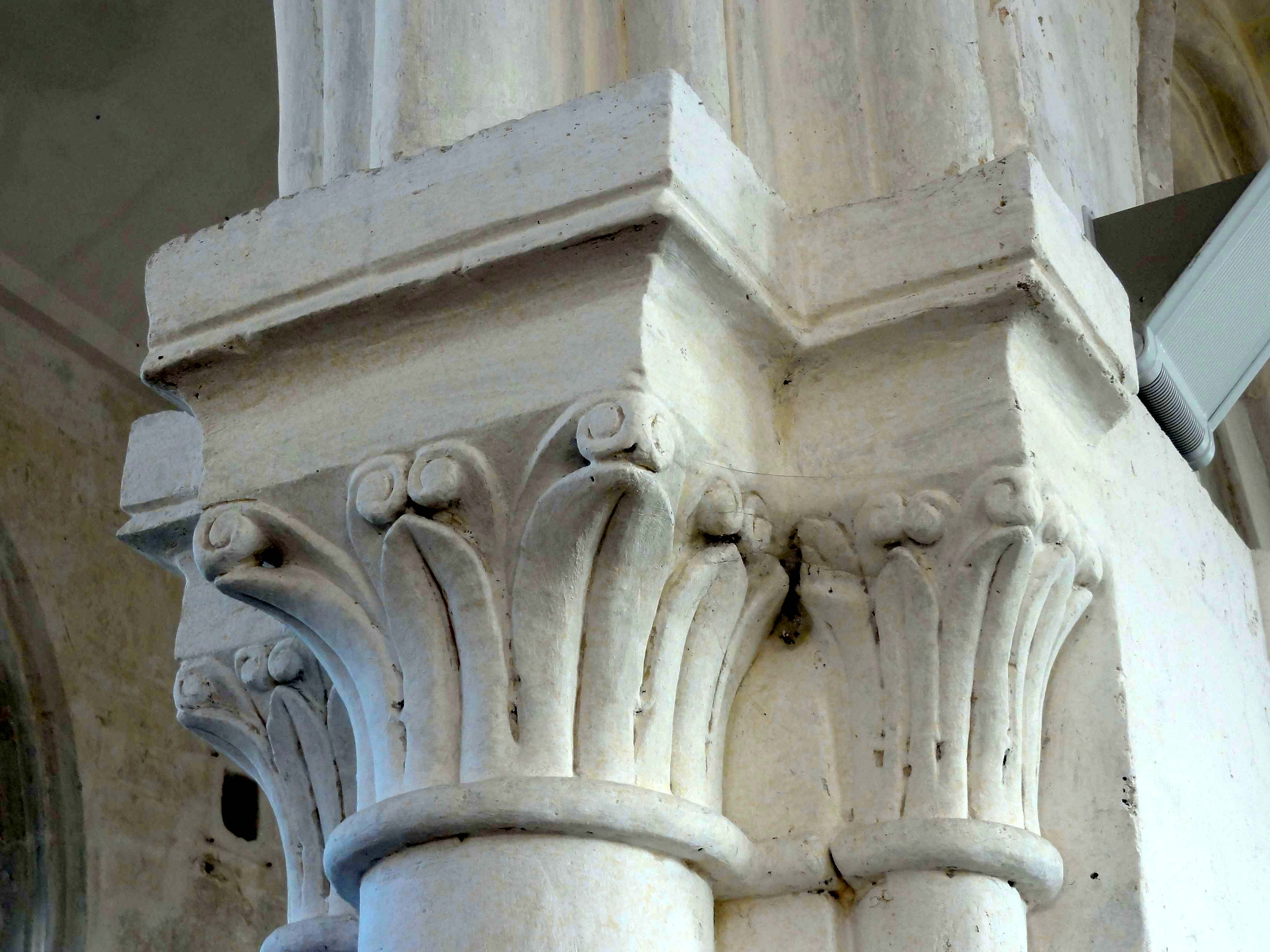
Chapiteaux du 2e pilier du nord.
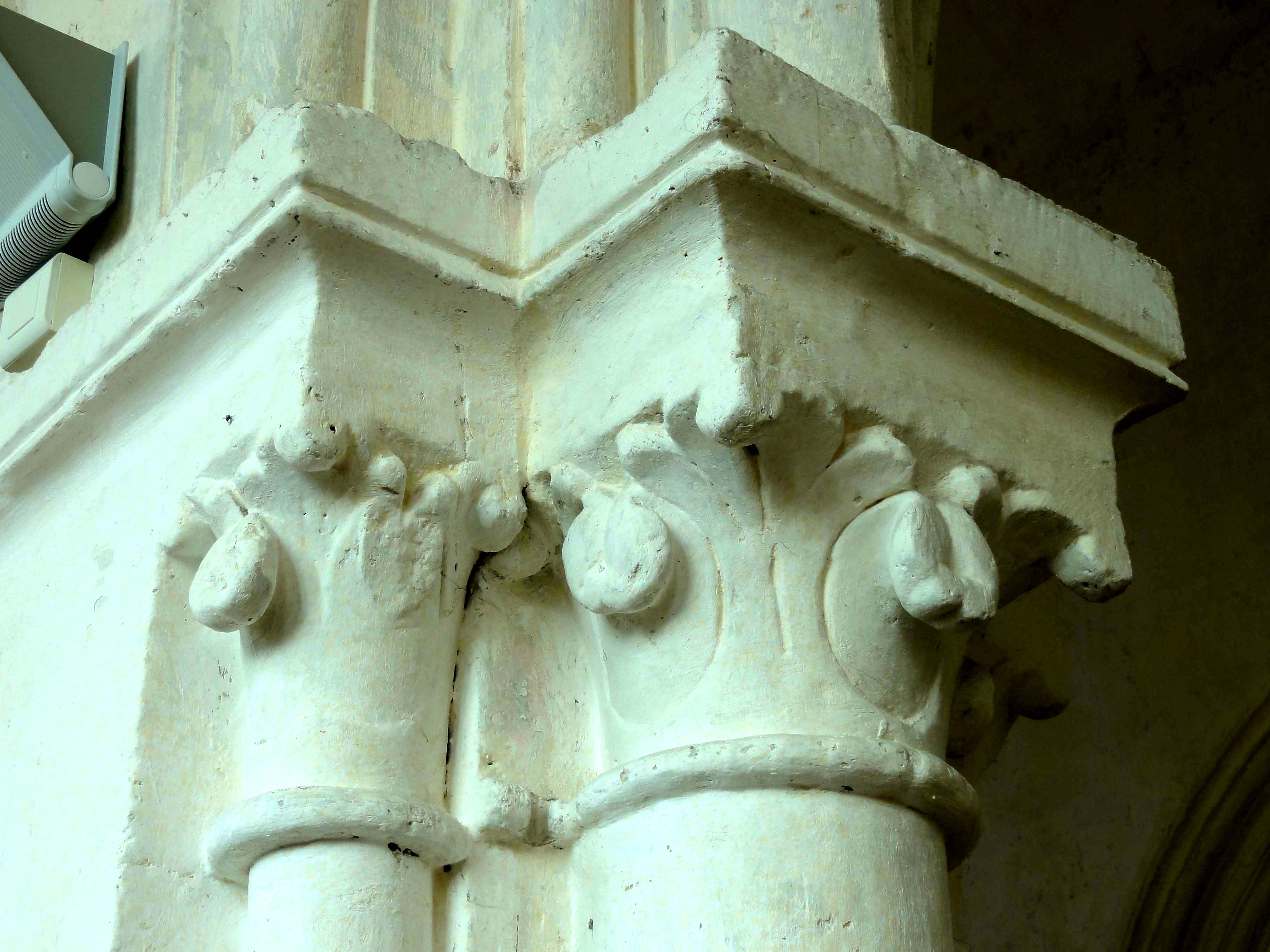
Chapiteaux du 2e pilier du sud.
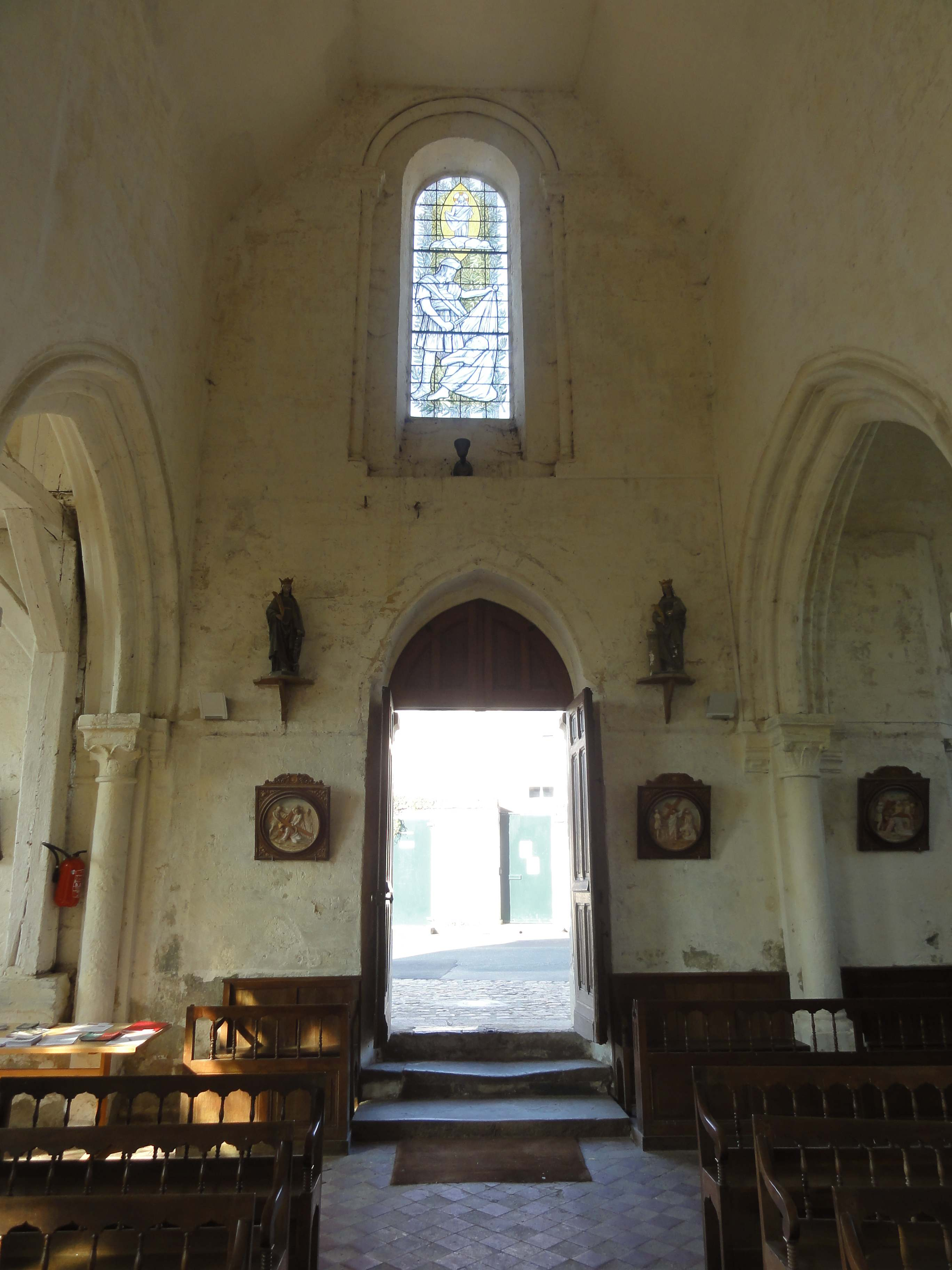
Extrémité occidentale de la nef.
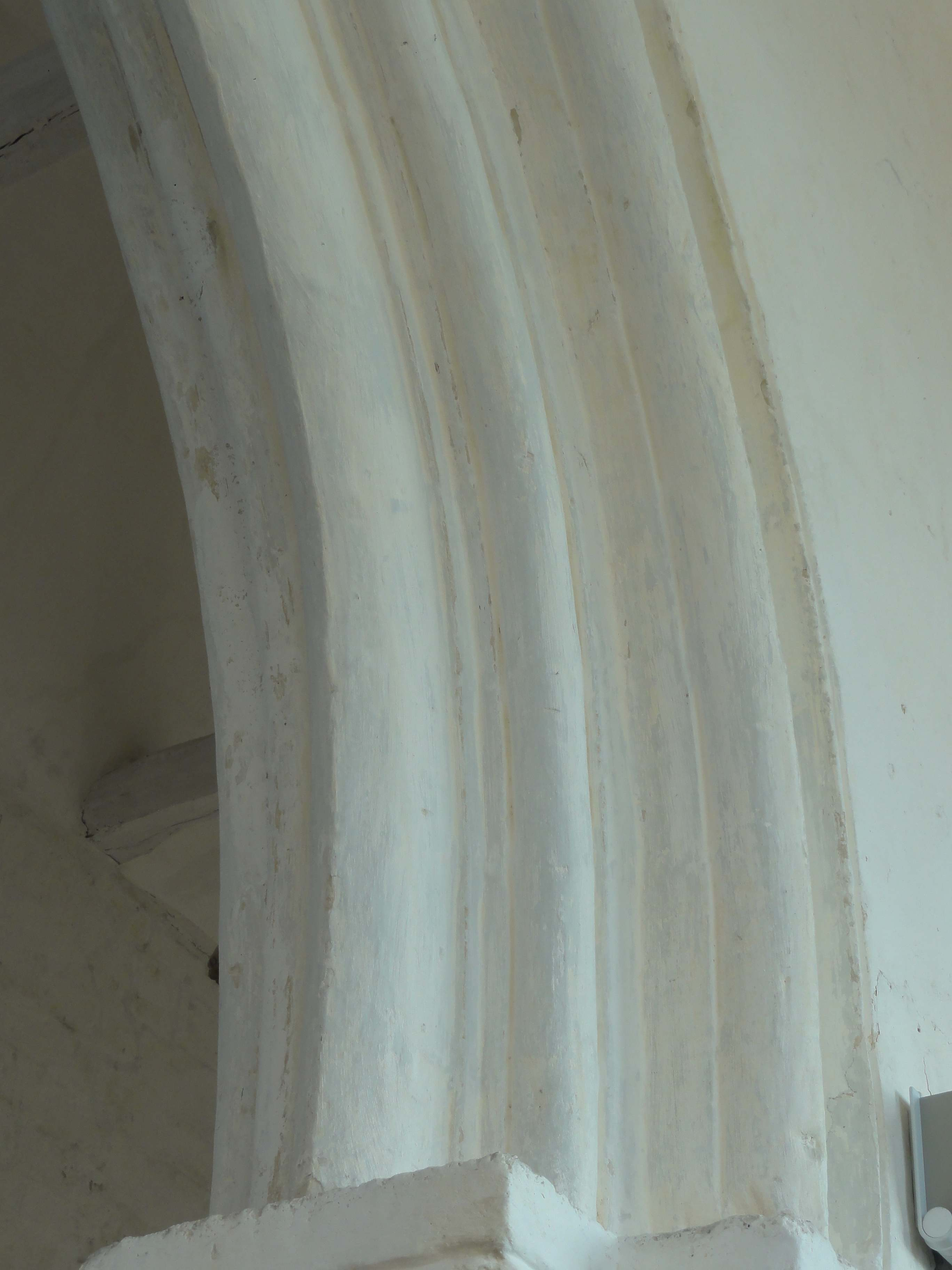
Profil des grandes arcades.
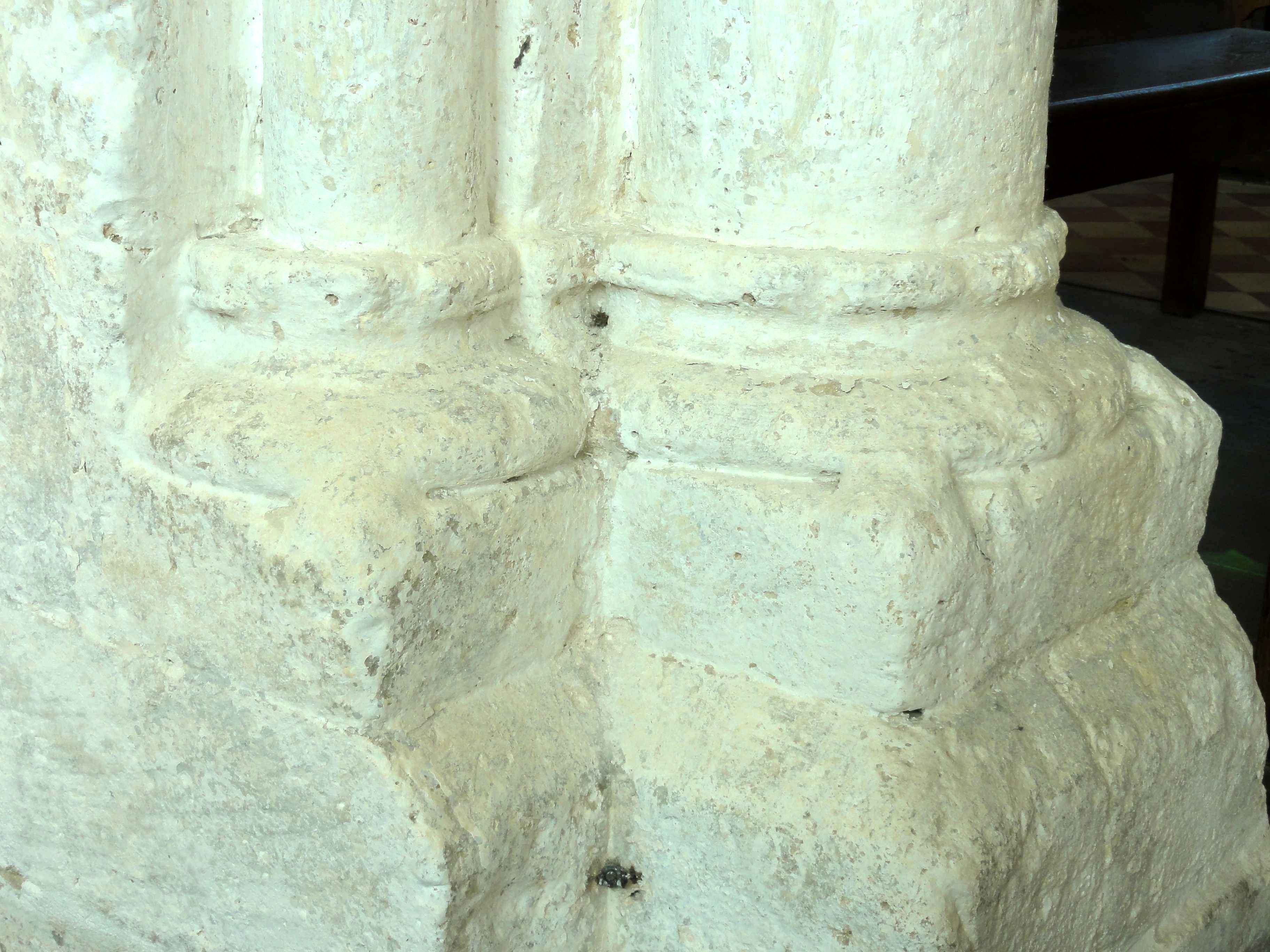
Bases des grandes arcades.
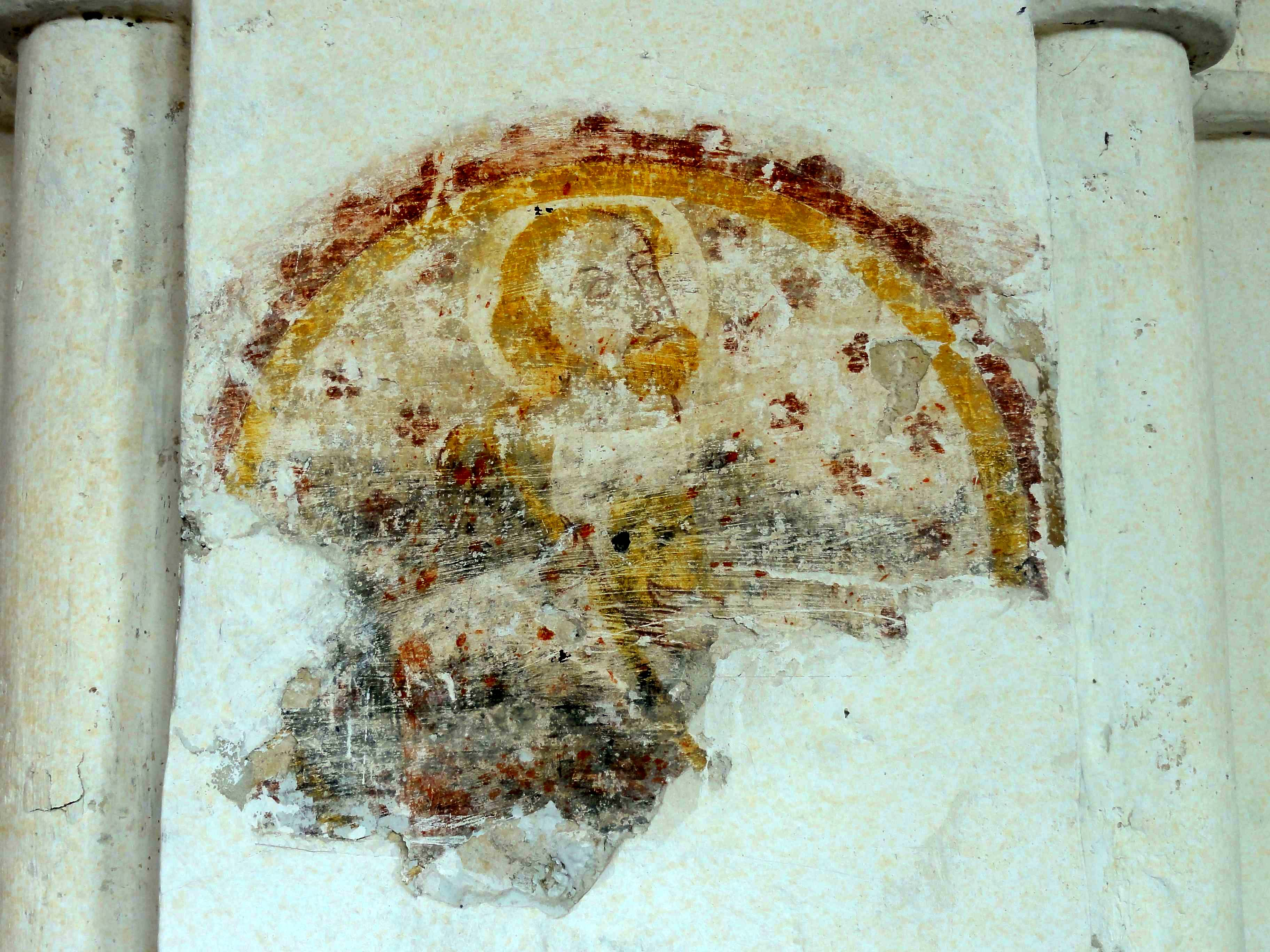
Croix de consécration.

#### Bas-côtés

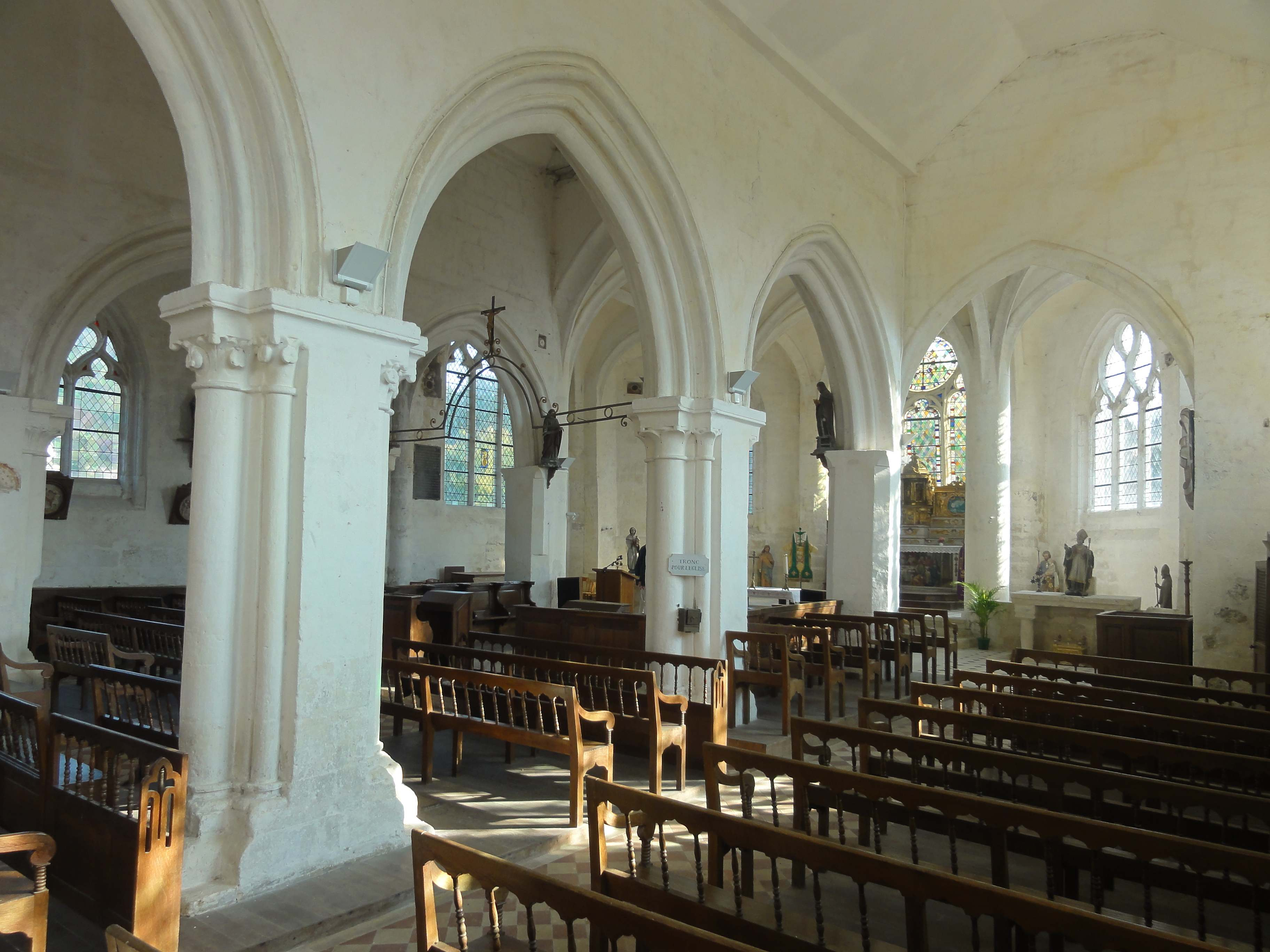
Bas-côté sud, grandes arcades.

Grâce à leurs vastes baies vitrées de verre blanc, les bas-côtés sont inondés de lumière. Bien que ne dépassant guère en hauteur la moitié de la hauteur de la nef, ils ne paraissent pas trapus, grâce à une hauteur toujours supérieure à la largeur. Le bas-côté sud est tout de même aussi large que la nef, et le bas-côté nord est d'un quart environ moins large. Ainsi, les bas-côtés contribuent à augmenter considérablement la capacité d'accueil de la nef, au lieu d'être cantonnés dans un rôle de couloirs de circulation. Qui plus est, la continuité visuelle avec l'espace eucharistique est assurée, ce qui n'est généralement pas le cas dans les églises à clocher central, dont les piles sont nécessairement encombrantes. Sur le plan de l'architecture, les bas-côtés sont uniquement déterminés par les grandes arcades de la nef et par les fenêtres. En l'absence de voûtes ou d'une charpente apparente, et de tout élément à vocation décorative, ils sont dépourvus de caractère propre. Le mur occidental du bas-côté nord présente un massif de maçonnerie faisant saillie devant le mur, entre la porte et les grandes arcades, qui constitue sans doute un vestige de l'ancien bas-côté. Le mur occidental du bas-côté sud ne comporte aucune ouverture. À l'est, la communication avec les collatéraux du chœur, soit les anciens croisillons du transept, est assurée par des arcades moulurées d'une doucine de chaque côté, qui se fondent directement dans les murs ou piliers. Au nord, l'arcade est aussi large que le vaisseau, et en anse de panier. Au sud, elle est moins large, afin de rattraper l'excès de largeur du bas-côté par rapport au collatéraux du chœur, et adopte un tracé en arc brisé. Reste à insister sur les fenêtres, qui sont particulièrement soignées. Au nombre de huit, elles sont toutes en tiers-point, et de dimensions identiques. Le pourtour est mouluré de deux profondes gorges séparées par une arête vive, qui est munie de bases, à l'instar des deux meneaux verticaux qui séparent les trois lancettes à têtes tréflées qui forment la partie inférieure du remplage. Elles sont surmontées de deux grands soufflets trilobés, entre deux étroites mouchettes et sous un écoinçon ajouré ou bien un petit soufflet au sommet ; ou bien d'un réseau plus complexe, formé par deux soufflets, parfois dissymétriques, s'inscrivant dans un ovale, et des grandes mouchettes obliques.

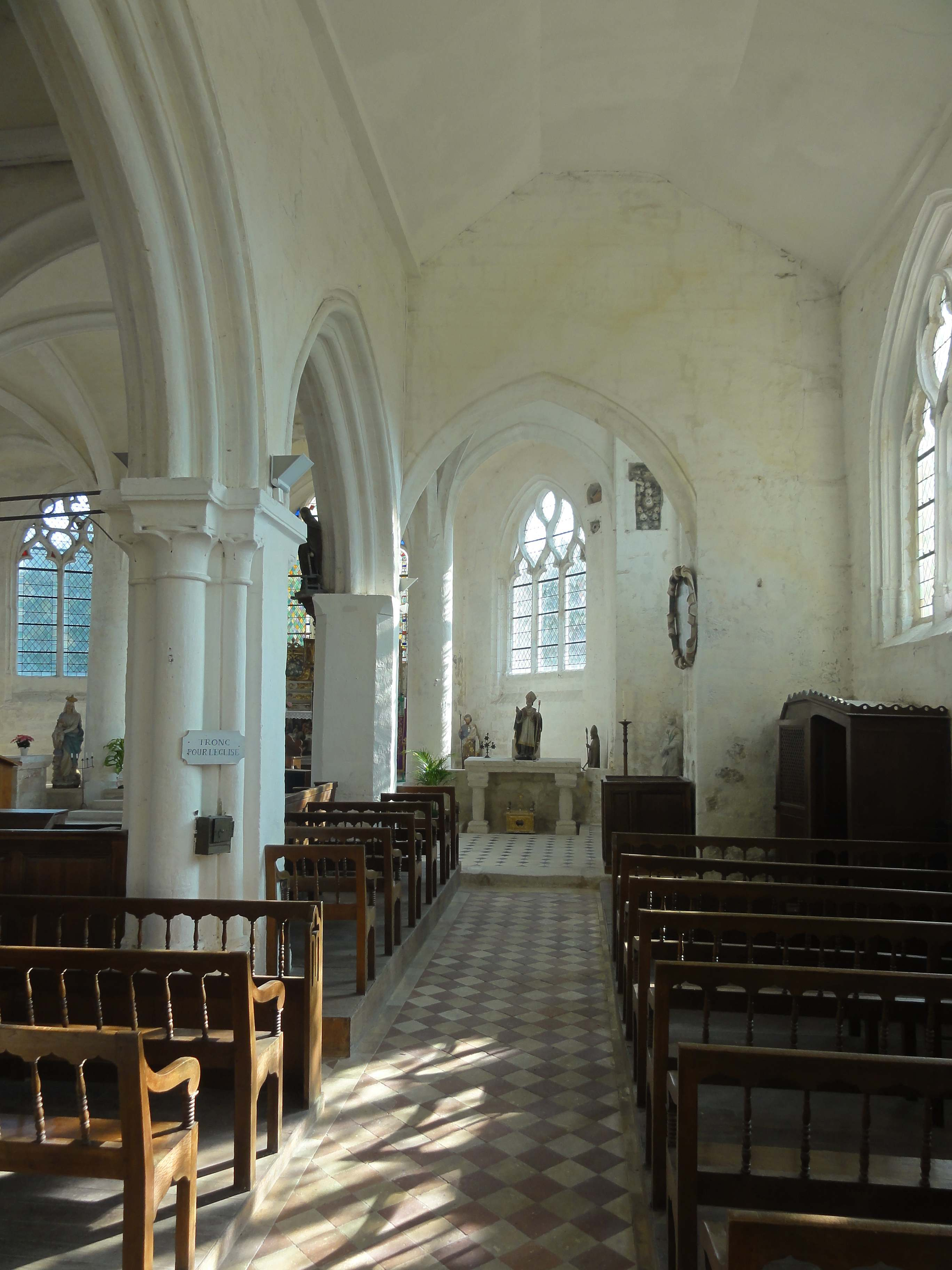
Bas-côté sud, vue vers l'est.
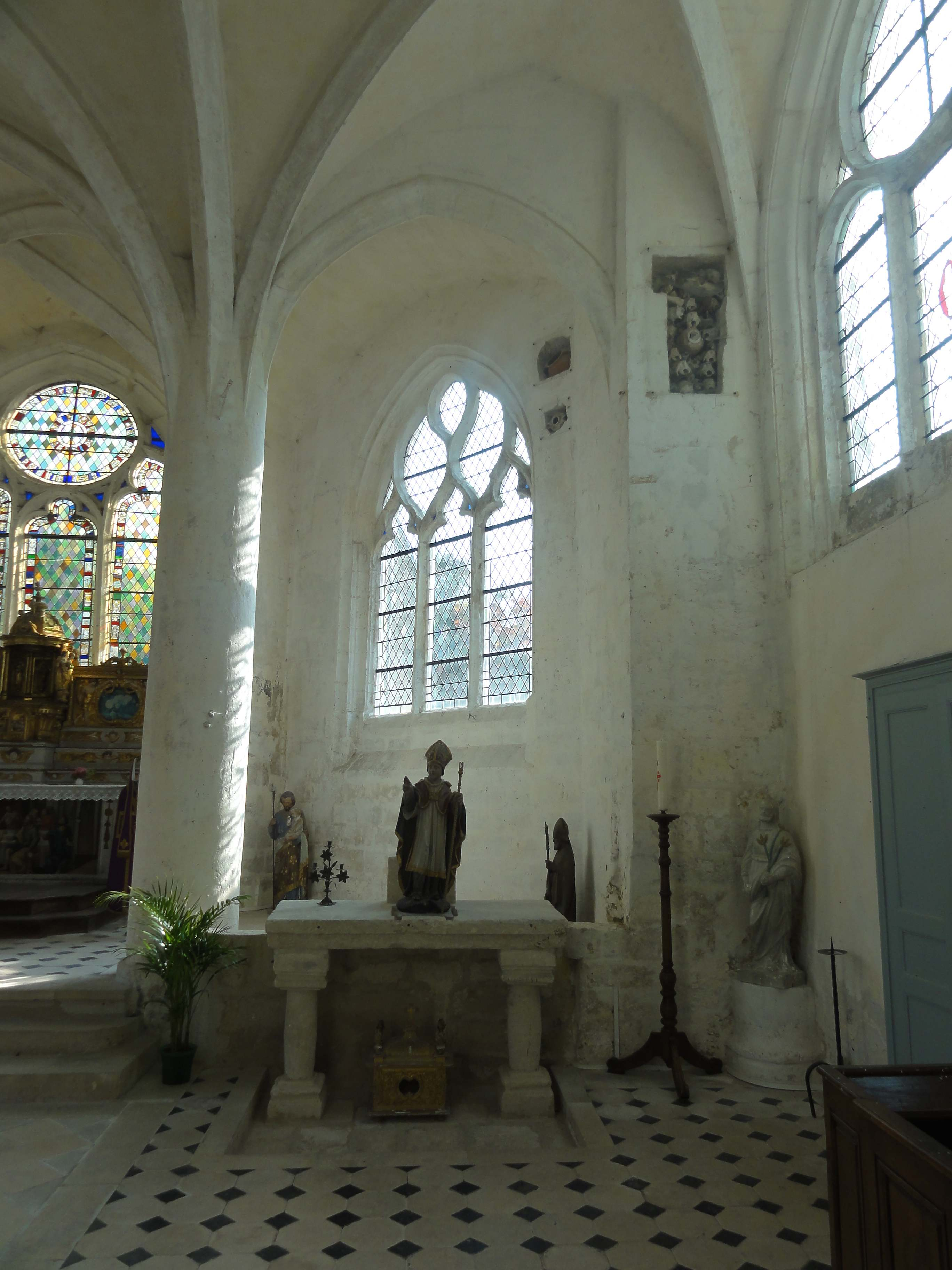
Bas-côté sud, vue vers l'est.
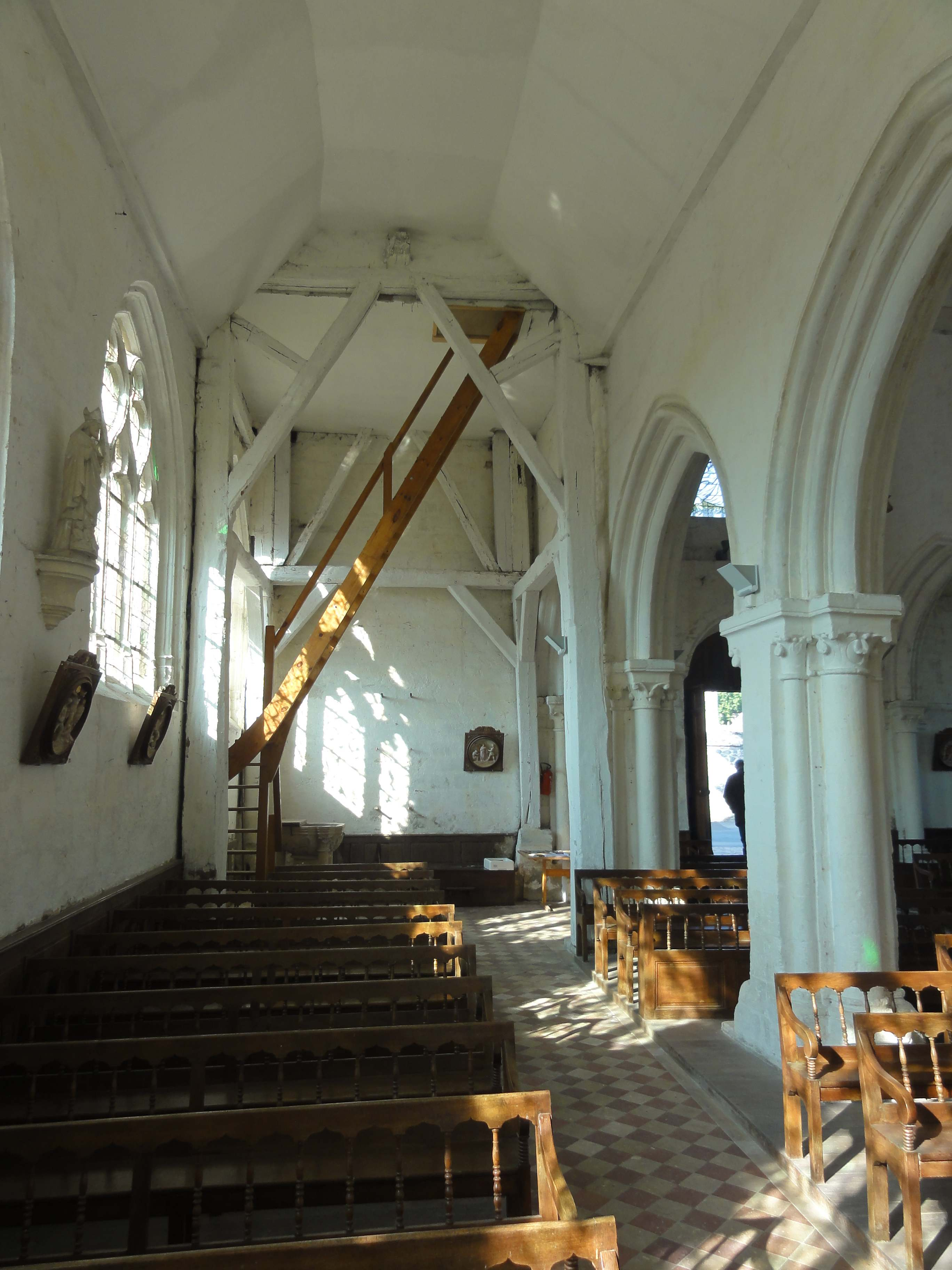
Bas-côté sud, vue vers l'ouest.
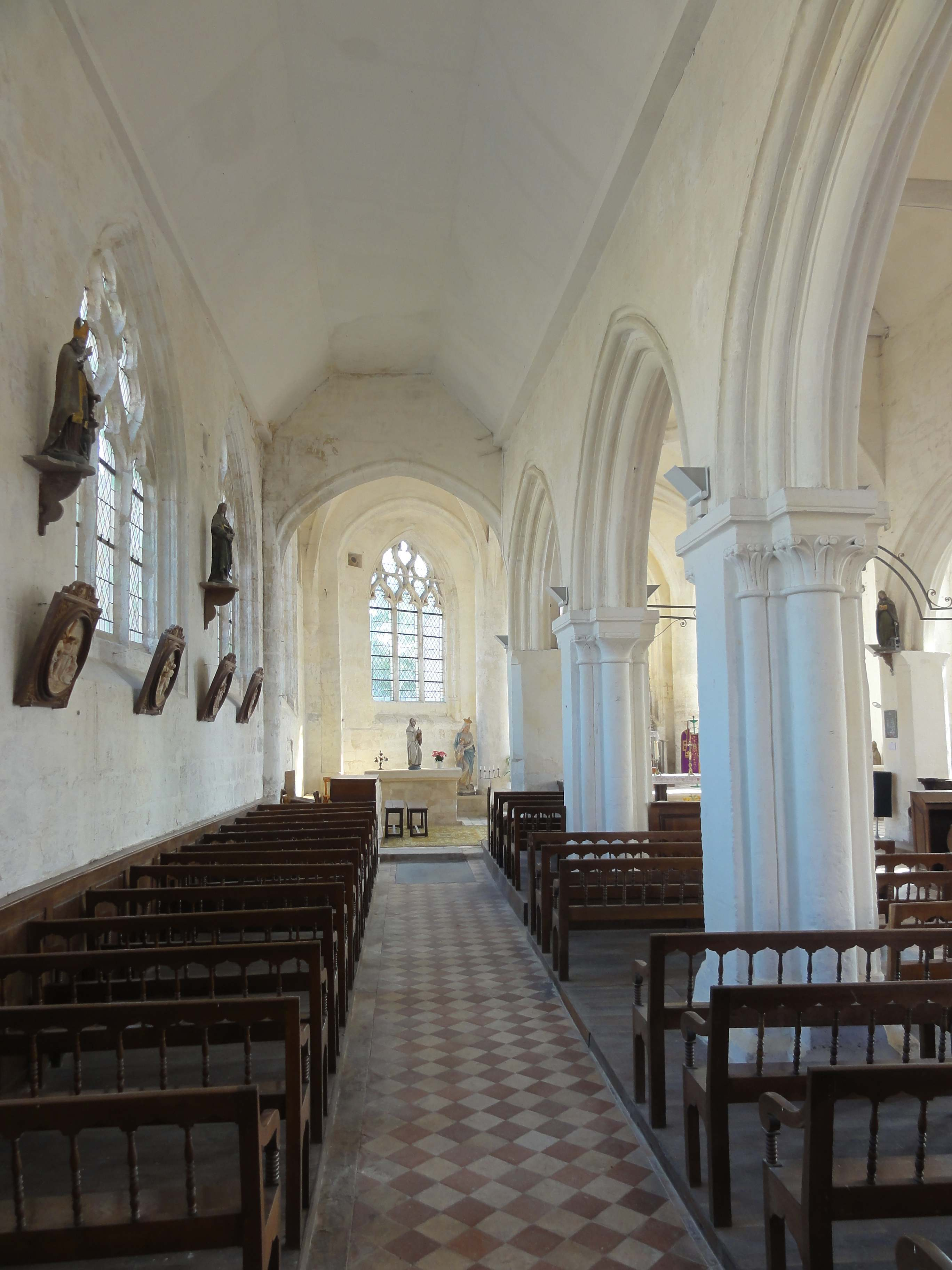
Bas-côté nord, vue vers l'est.
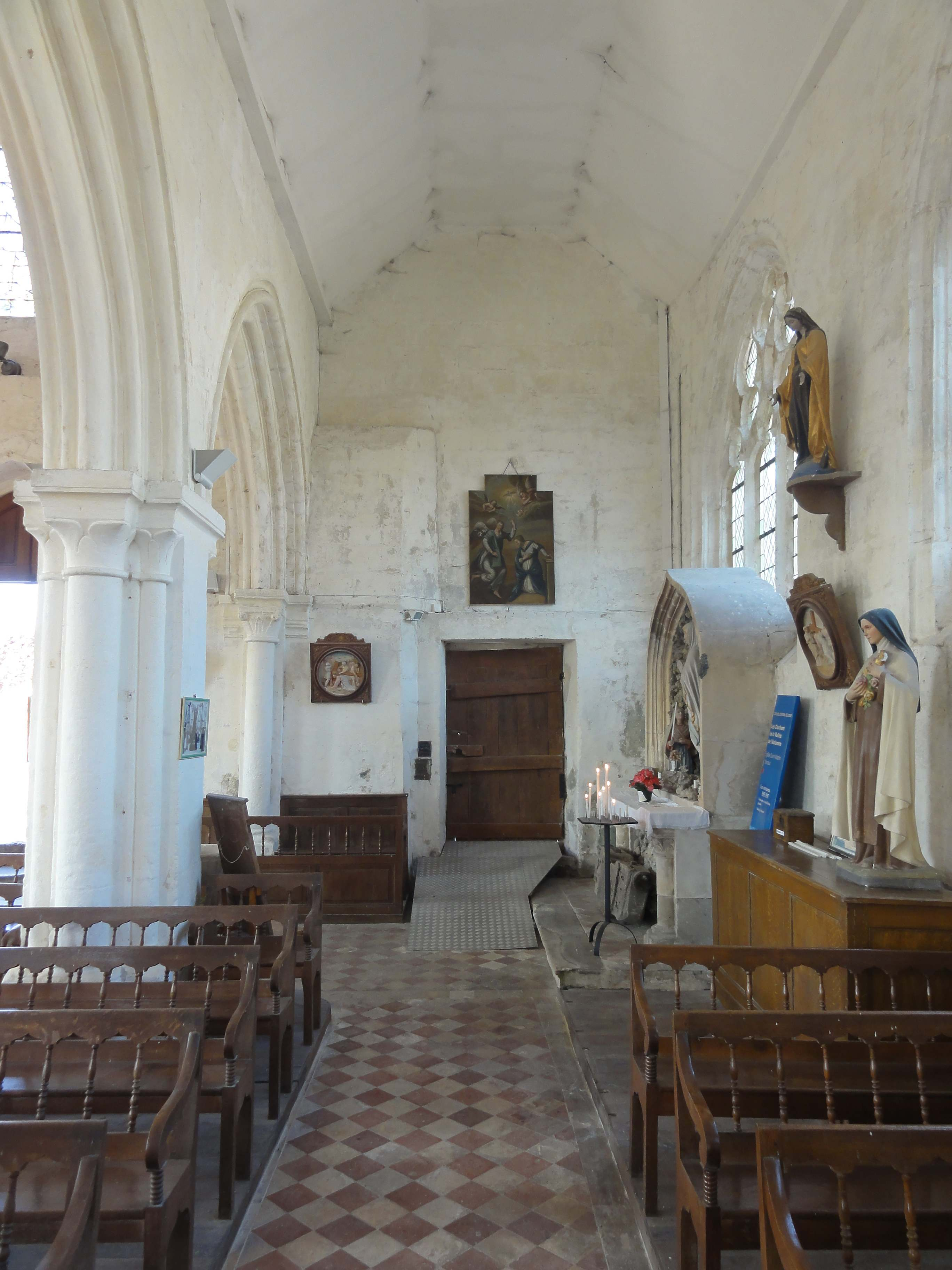
Bas-côté nord, vue vers l'ouest.
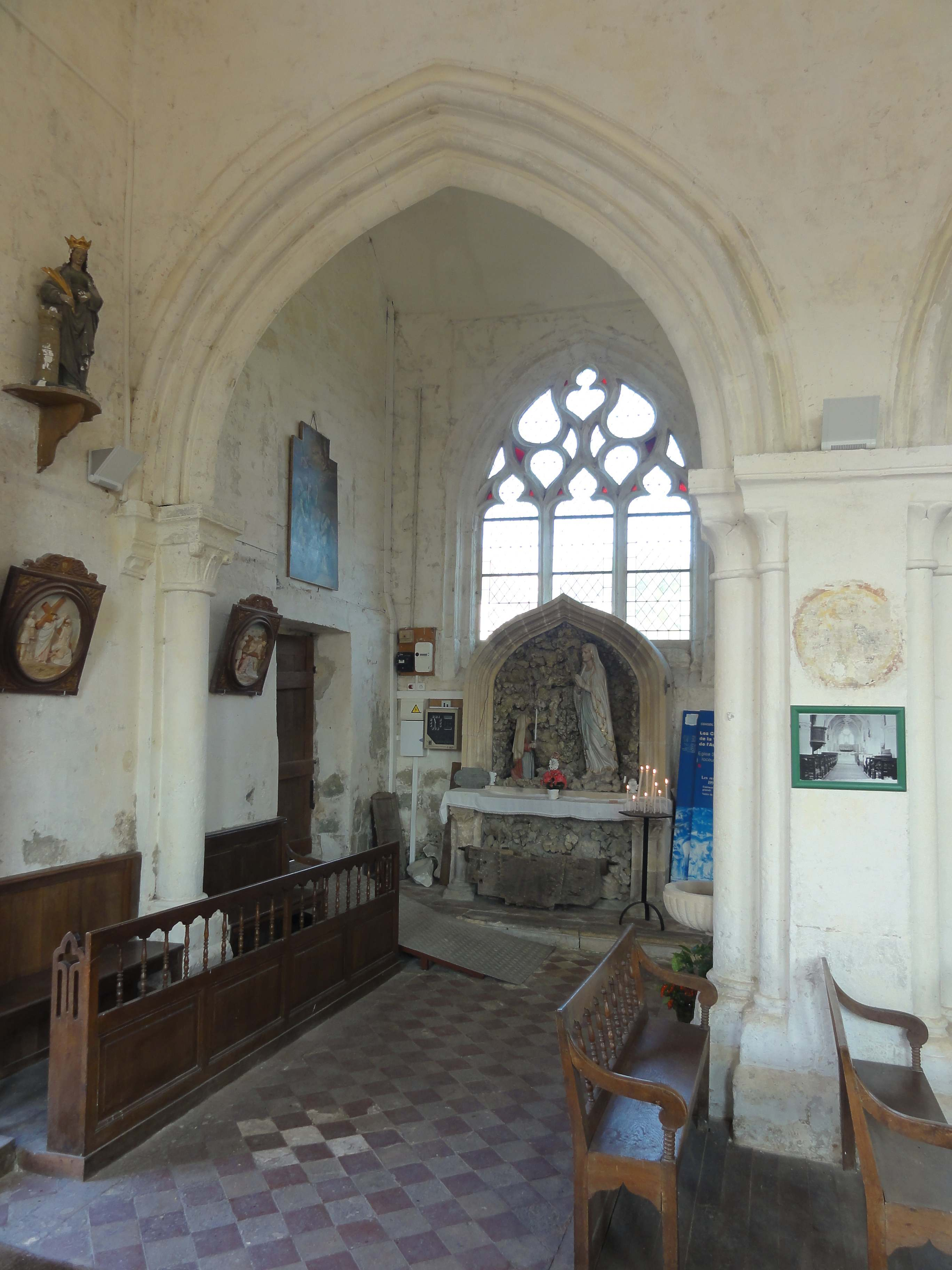
1re grande arcade du nord, vue dans le bas-côté.

#### Chœur et collatéraux

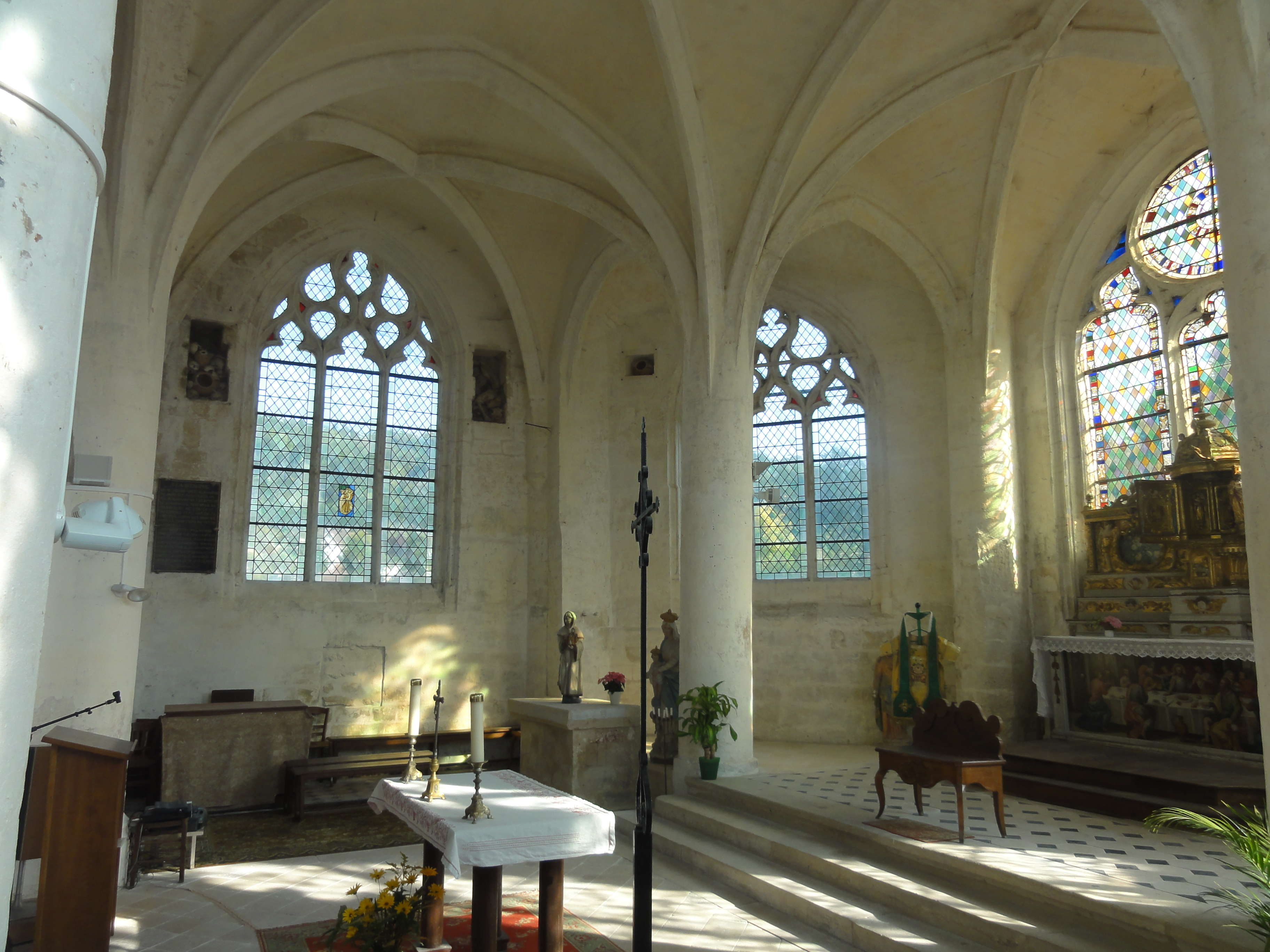
Vue vers le nord.

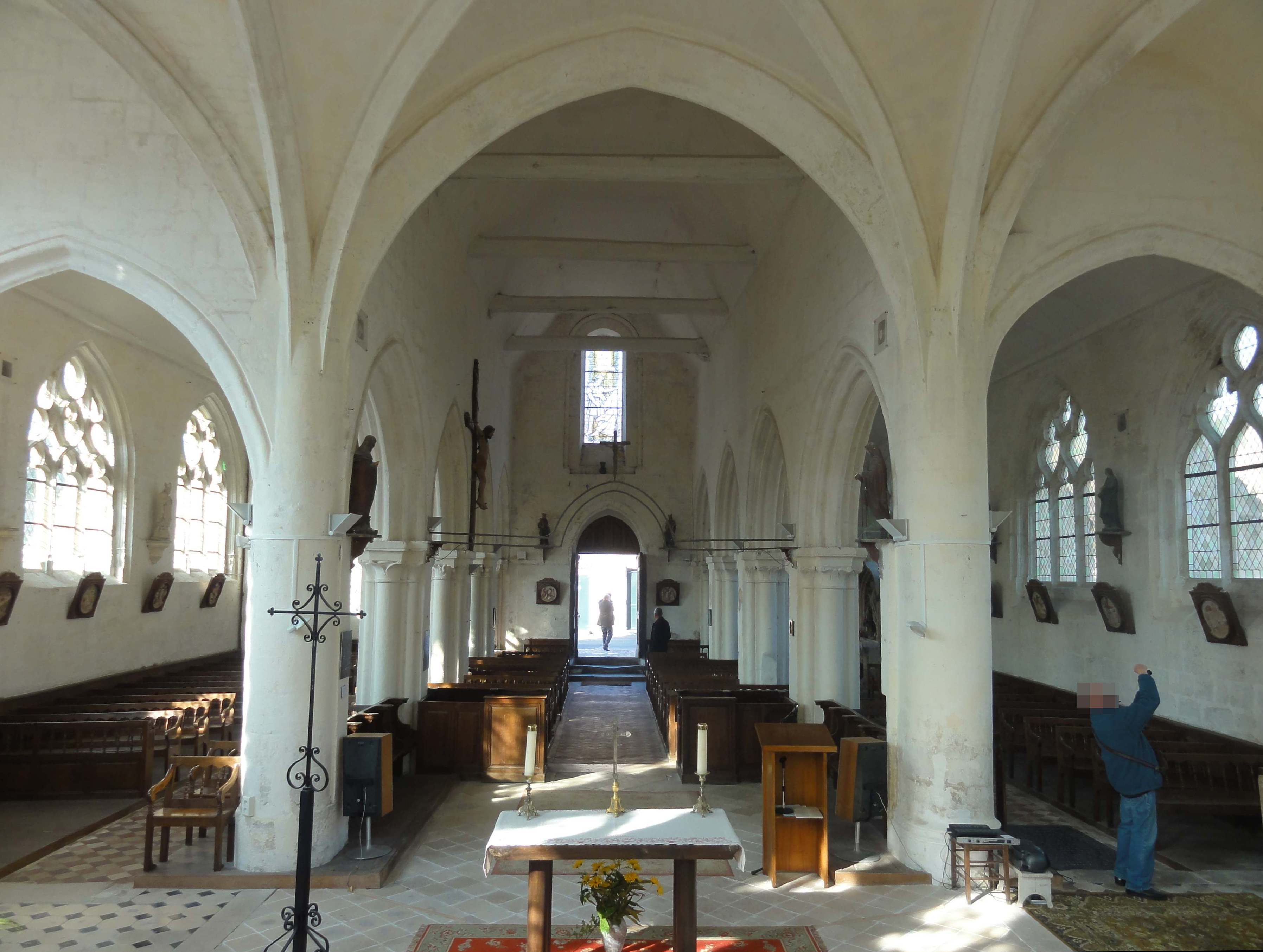
Vue vers l'ouest.

Avec ses collatéraux, voûtés à la même hauteur, le vaisseau central forme un espace unique largement unifié, à la manière des chœurs-halle de la moyenne vallée de l'Oise et ses environs. Ce concept est surtout mis au honneur à la première période gothique, mais à la période flamboyante, quelques chœurs-halle sont encore édifiés, dont notamment  Jaux et Orrouy. Dominique Vermand cite aussi Gilocourt à ce titre, bien que le plan trapézoïdal déroge au plan rectangulaire qui est habituellement de mise. Quoi qu'il en soit, la priorité pour le maître d'œuvre est l'unification de l'espace, plutôt que de donner une hauteur importante à l'ensemble. Elle reste donc assez modeste, à peine supérieure à celle des bas-côtés, et l'on ne dénombre qu'un unique niveau d'élévation. La relative simplicité du voûtement va dans le même sens : les clés de voûte ne sont pas décorées, ce qui, à la période flamboyante, n'arrive généralement que dans les bas-côtés de la nef ; il n'y a pas d'arcs formerets ; et les piliers ne sont pas ondulés, mais simplement monocylindriques et appareillés en tambour, comme à Bessancourt, Boran-sur-Oise, La Chapelle-en-Serval, Jagny-sous-Bois, Orrouy, Précy-sur-Oise, Survilliers, Le Thillay ou Vauréal.
Au début du vaisseau central, les piliers sont pour moitié engagés dans les piliers carrés à la fin de la nef, mais devant le chevet, ce n'est pas le cas, et le mur se juxtapose aux piliers. C'est un parti plutôt étonnant. Dans le collatéral nord, des petits piliers cylindriques sont engagés dans les angles nord-ouest et nord-est de la première travée (soit l'ancien croisillon), dont le premier est partagé avec l'arcade vers le bas-côté, tandis que l'autre est bientôt intercepté par un cul-de-lampe. Dans le collatéral sud, il n'y a pas de supports du côté sud, et les nervures pénètrent directement dans le mur. Qu'il s'agisse d'ogives ou de doubleaux, ils partagent tous le même profil aigu, qui est d'un mince filet entre deux doucines. Comme dans les bas-côtés, les fenêtres jouent un rôle déterminant. Au nord, ils affichent des réseaux semblables à ceux des bas-côtés. Au sud, la fenêtre de la deuxième travée montre un réseau simplifié, privé de certaines ramifications. La fenêtre de la première travée a apparemment été refaite après le milieu du XVIe siècle, car son remplage est constitué de deux formes en plein cintre flanquant un rectangle, qui est surmonté d'un oculus circulaire. La baie du chevet comporte un oculus analogue, mais les autres formes sont plus proprement flamboyantes. Ce sont des lancettes inscrivant des têtes trilobées. La lancette médiane est en plein cintre. Les sommets des deux autres lancettes s'inclinent vers l'oculus central, afin de maximiser leur hauteur et de limiter l'envergure des écoinçons. Bien que moins élaboré que les autres réseaux, qui ont recours à des dessins-type, le réseau de la baie d'axe est le plus original.
Les irrégularités aux deux extrémités de l'ancien transept ont déjà été signalées ; elles s'explique par l'intégration d'anciennes structures du XIIe siècle dans l'édifice actuel. Plus étonnantes sont les onze niches murales à 4,35 m du sol et plus, qui ont été découvertes lors des travaux de restauration entre 1992 et 1997. Quatre se situent près des quatre angles de l'ancien transept, et les deux autres à proximité du transept, dans les travées triangulaires. Elles doivent donc dater de la période flamboyante. Ces niches sont remplies d'ossements humains et de chevaux, provenant d'une fosse commune, et de poteries. Leur signification demeure inexpliquée.

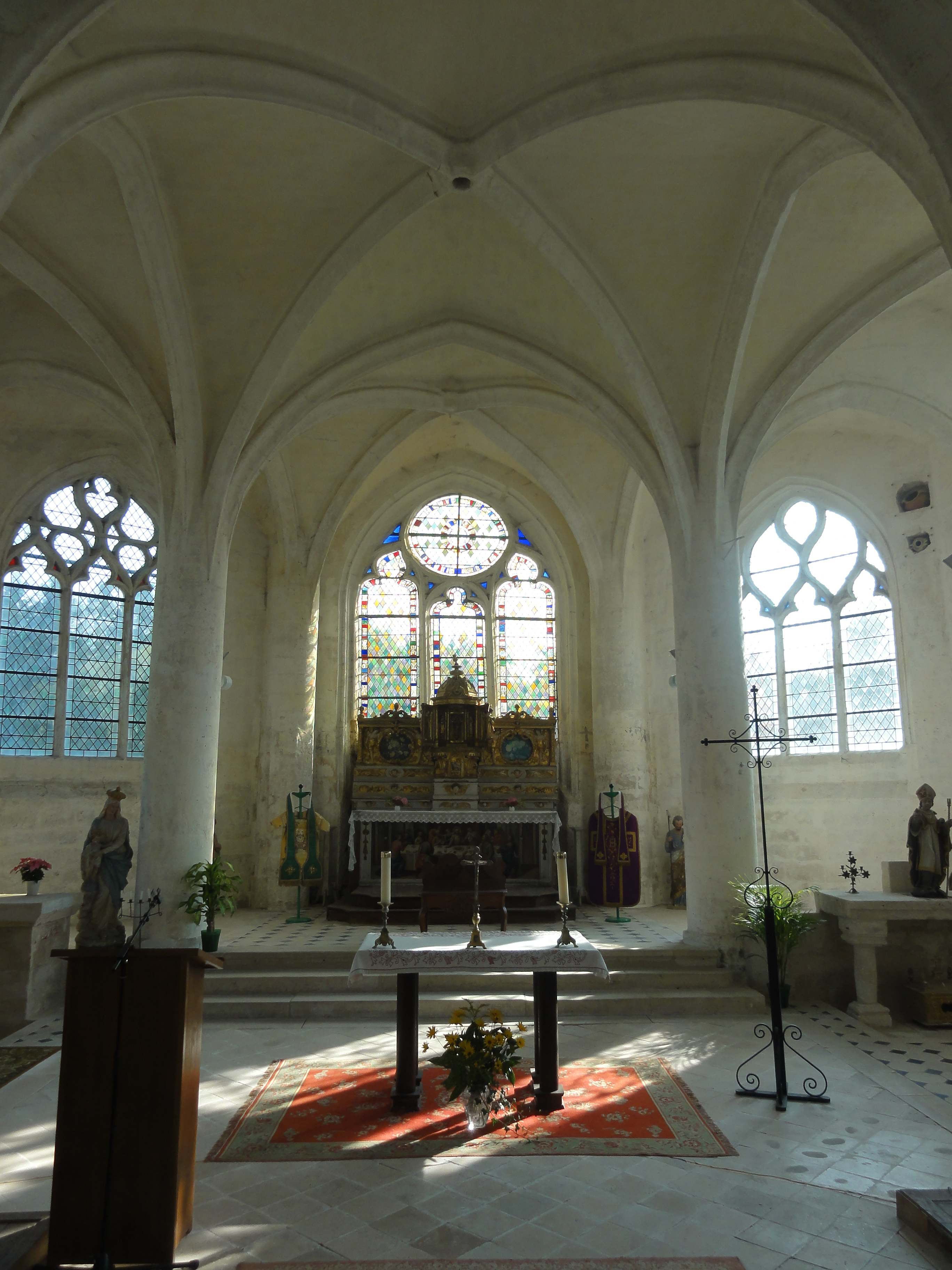
Vaisseau central, vue vers l'est.
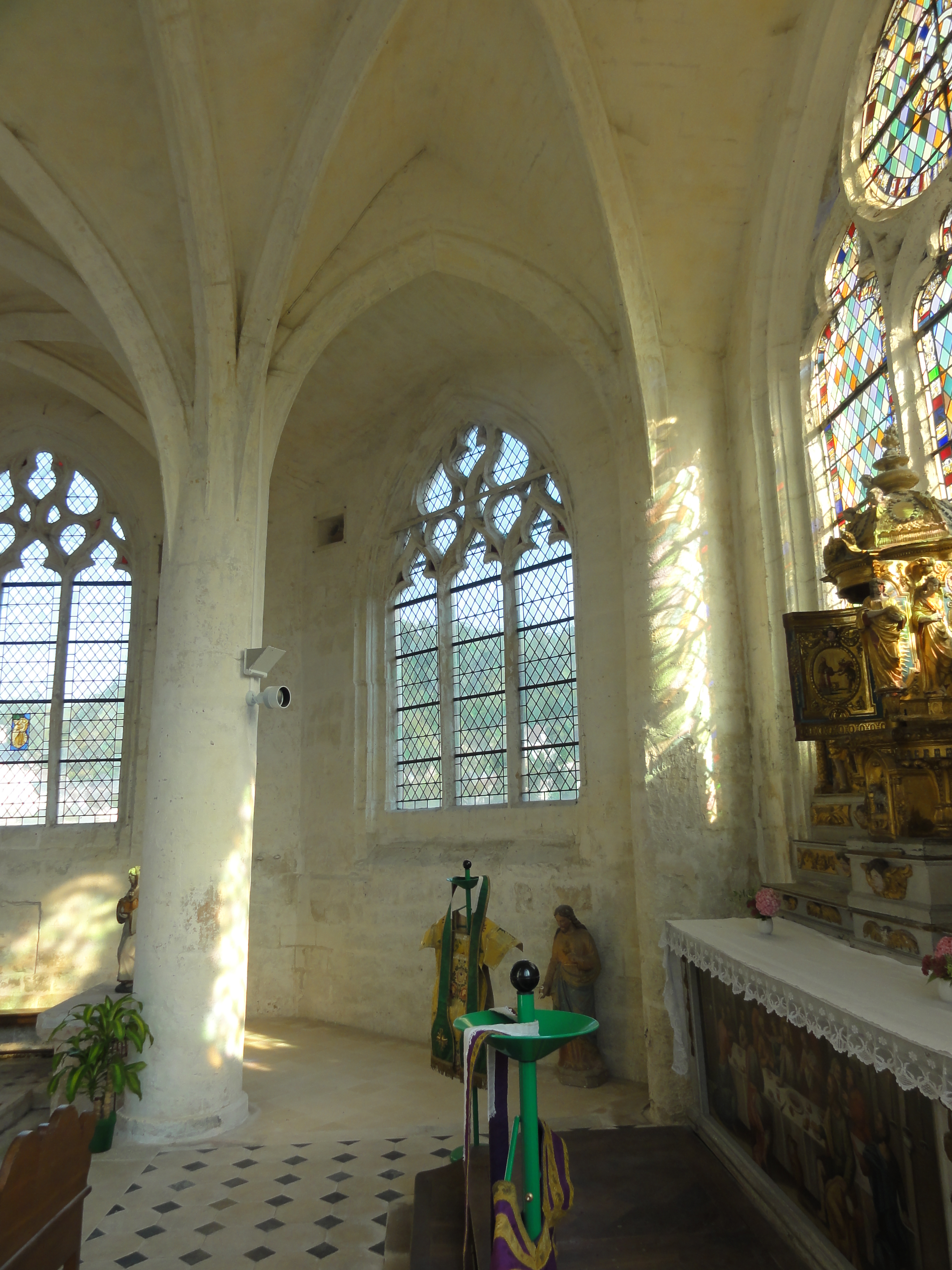
Vaisseau central, 2e travée, vue vers le nord.
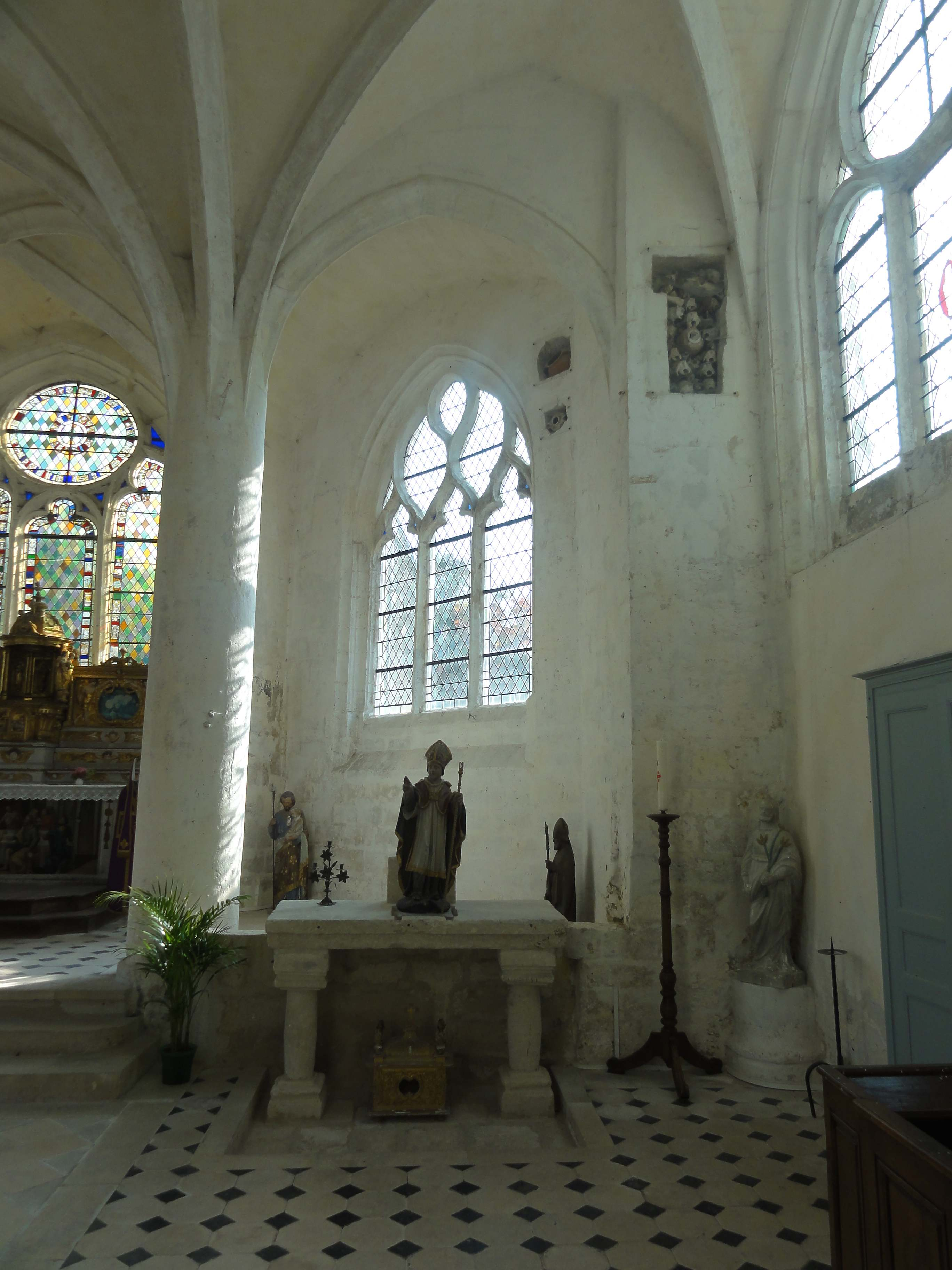
Ancien croisillon sud, vue vers l'est.
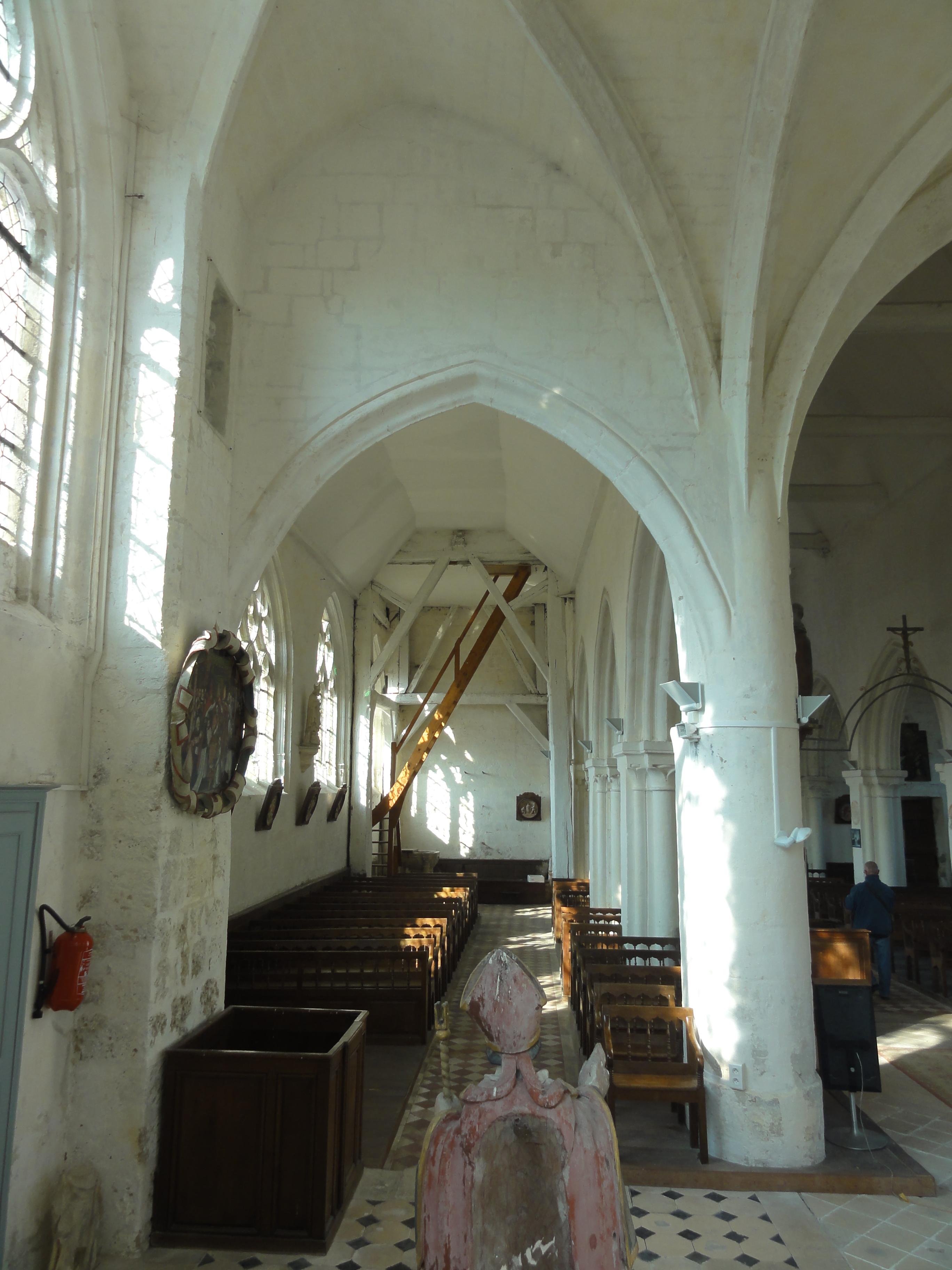
Ancien croisillon sud, vue vers l'ouest.
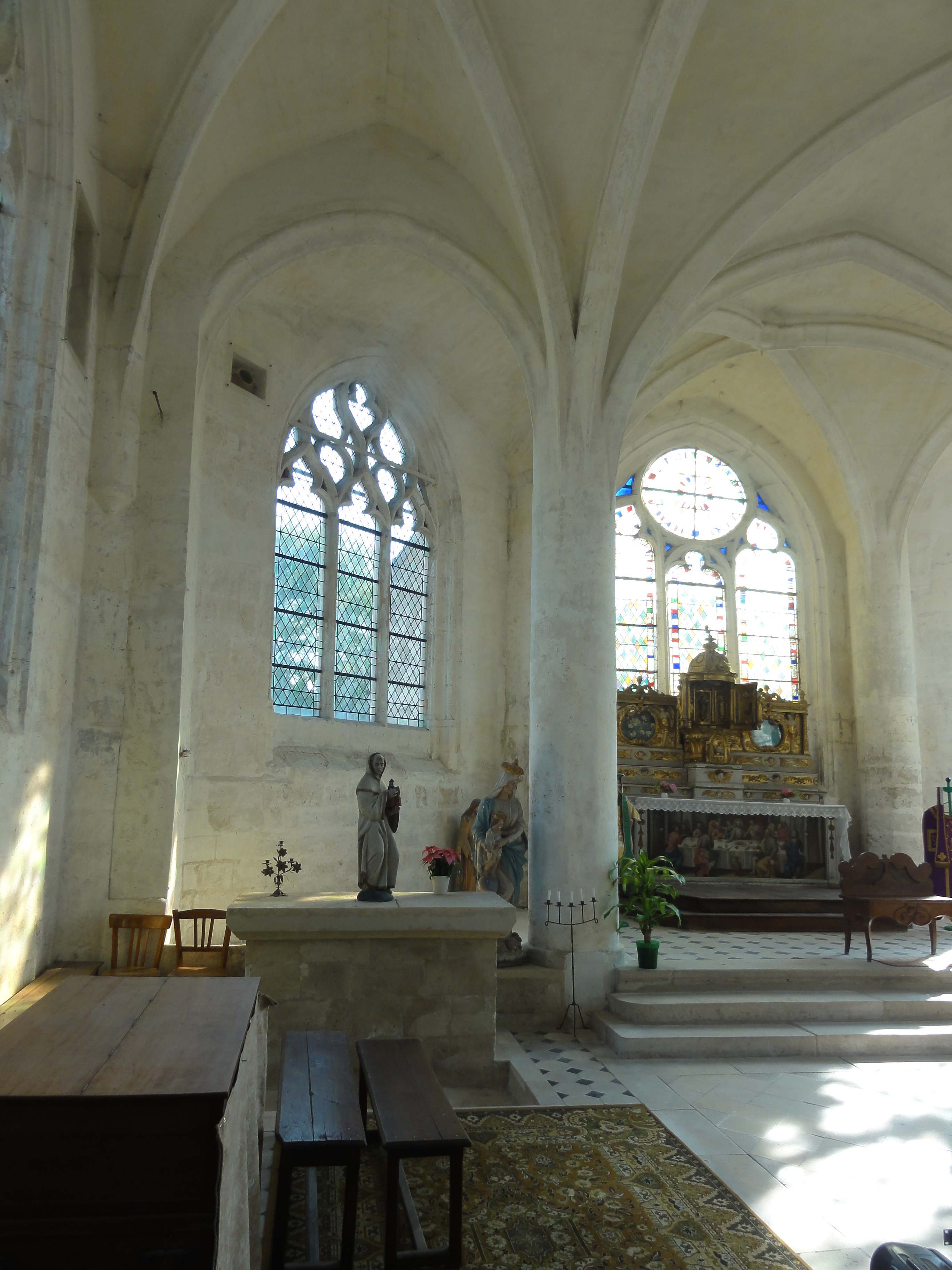
Ancien croisillon nord, vue vers l'est.
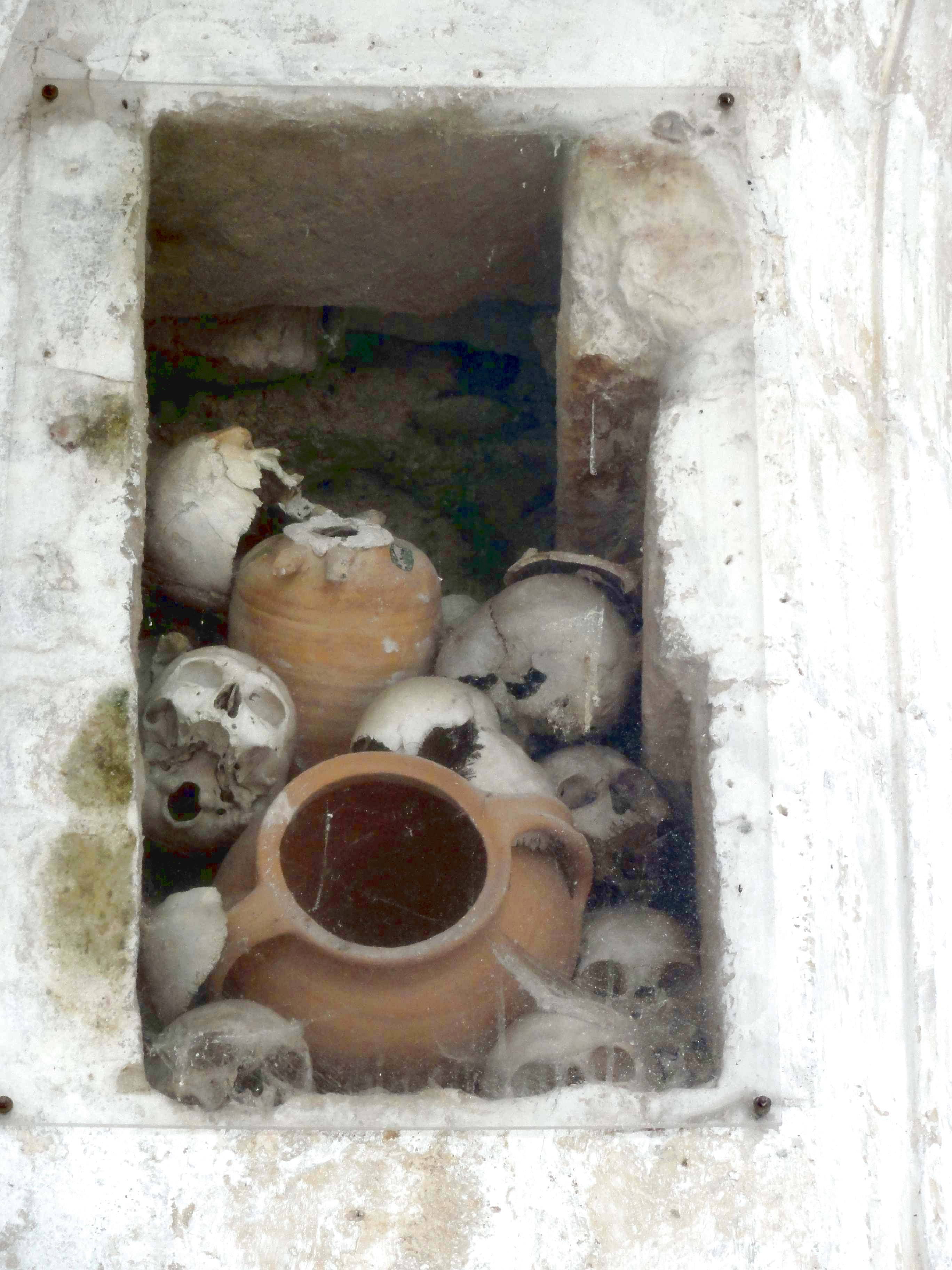
Niche murale avec crânes humains et poteries.

### Extérieur

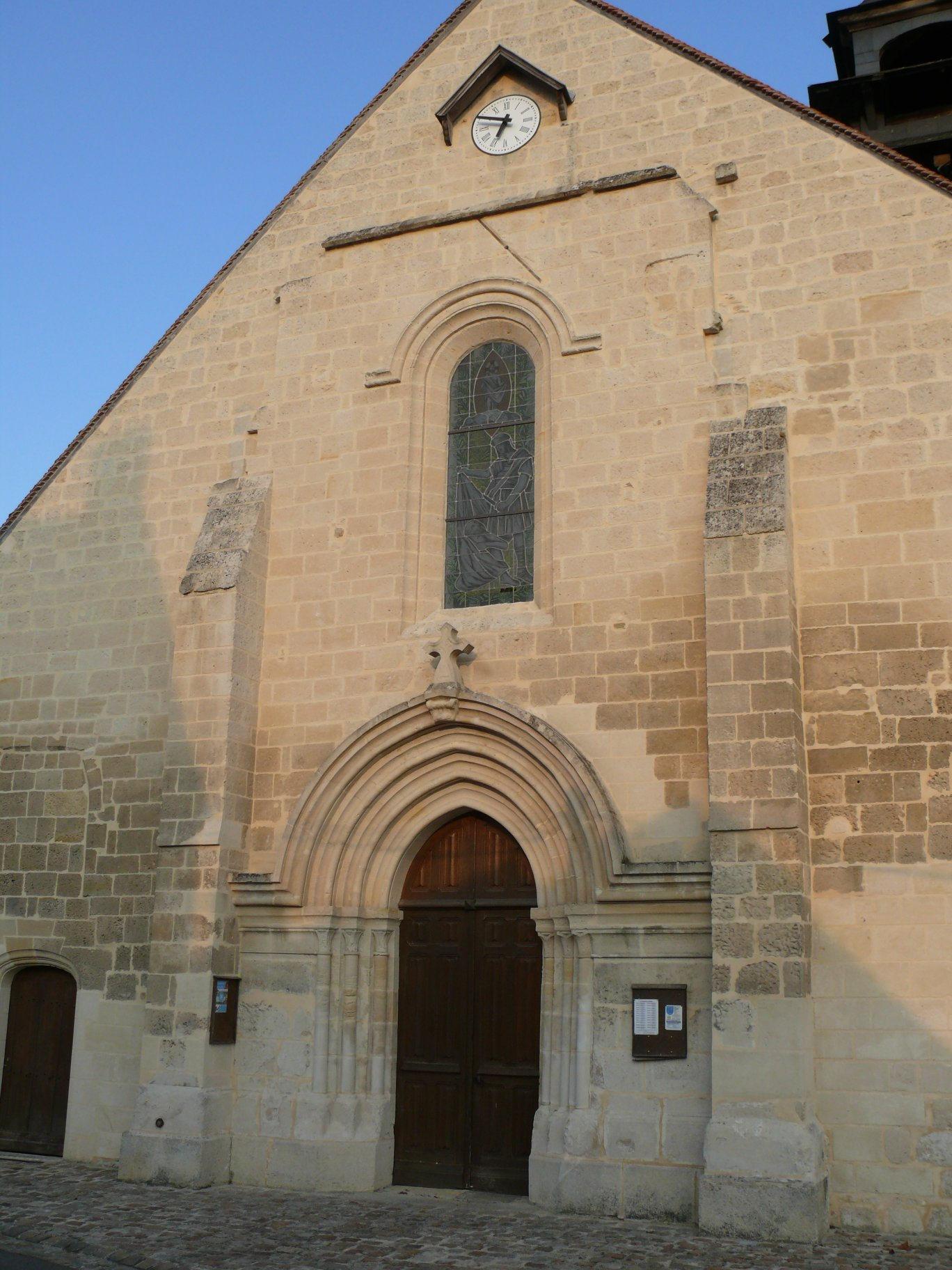
Mur occidental de la nef.

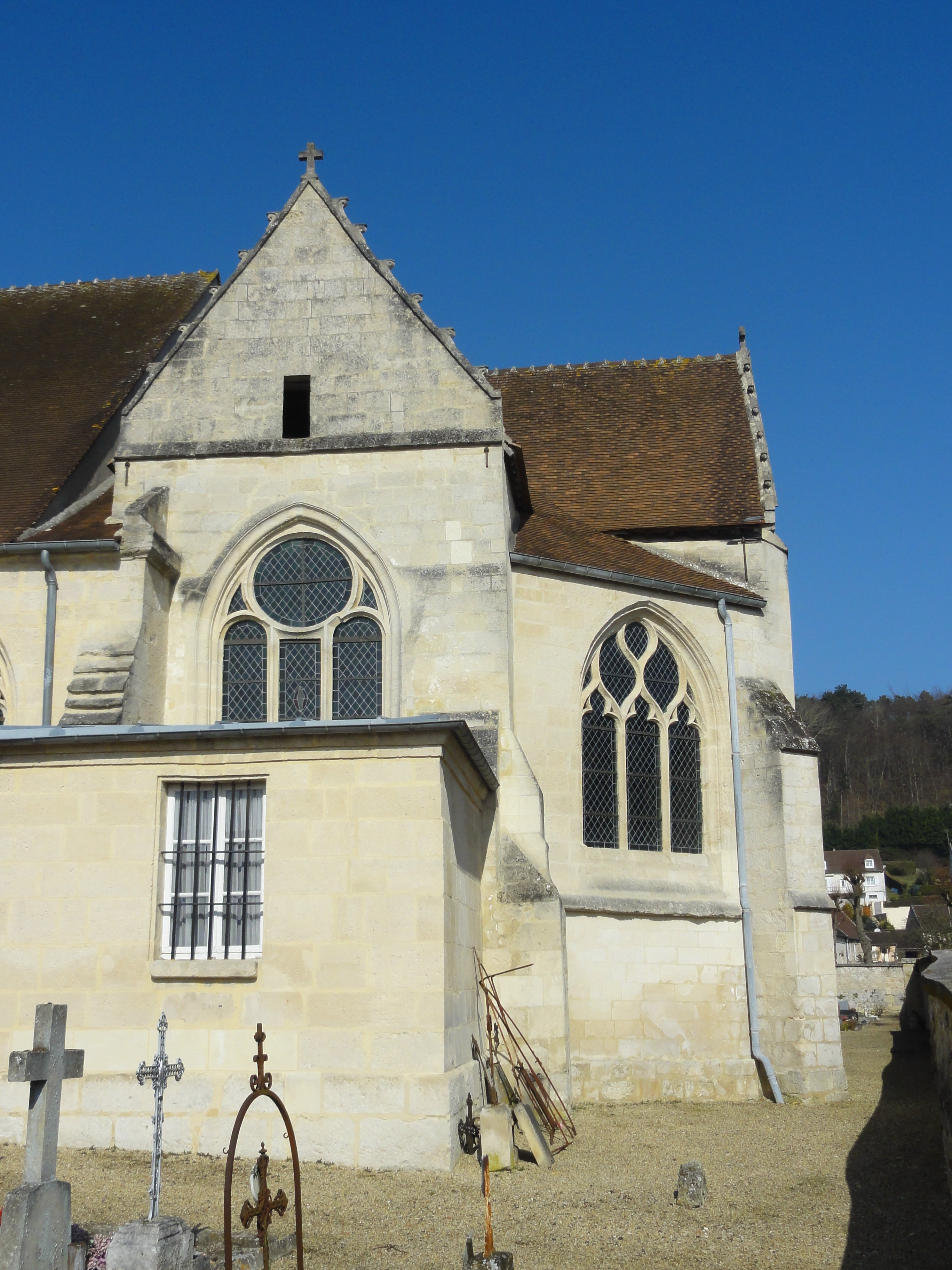
Parties orientales.

Depuis l'extérieur, l'église Saint-Martin donne l'impression d'un édifice presque uniquement gothique flamboyant, ce qui n'est en réalité pas le cas, comme l'a montré le regard sur l'intérieur de la nef. L'ensemble des murs est appareillé en pierre de taille, avec de la pierre calcaire d'un teint blond. Les élévations latérales séduisent par l'ampleur que prennent les baies vitrées, et le dessin de leurs réseaux. La façade occidentale est beaucoup moins avenante, ce qui vient de la nudité des murs des bas-côtés, dont les fenêtres occidentales ont été murées, et qui ne possèdent même pas de contreforts côté ouest. Quant à la petite porte du bas-côté nord, elle est extérieurement en anse de panier, et seulement entourée de quelques moulures prismatiques. L'ancien pignon de la nef a été démoli, et remplacé par le grand pignon commun aux trois vaisseaux, lors de la reconstruction du début du XVIe siècle. Le larmier en haut du mur de la nef correspond à la naissance de l'ancien pignon. Les deux contreforts plats, scandés par un larmier peu prononcé et s'amortissant par un glacis, délimitent latéralement le mur de la nef des années 1160-70. La partie inférieure de ce mur est entièrement occupée par le portail, qui est en tiers-point. Elle s'ouvre sous une quadruple archivolte, dont chaque voussure est moulurée uniformément d'un tore et d'une gorge. L'ensemble est surmonté d'un bandeau saillant, et sommé d'une croix. La voussure supérieure ne retombe pas sur des colonnettes à chapiteaux, mais son profil se prolonge latéralement au niveau des impostes. Le portail s'ouvre donc entre trois colonnettes à chapiteaux de chaque côté. Les tailloirs carrés affectent le même profil que ceux des grandes arcades de la nef, et les chapiteaux, qui se distinguent par la forme mince et allongée des corbeilles, sont tous sculptés des mêmes feuilles plates. Ils sont portés par de fines colonnettes appareillées. Ce portail est d'une facture élégante et austère à la fois.
Sur les élévations latérales des bas-côtés, la décoration fait entièrement défaut. Après les premières assises, les murs se retraitent grâce à un fruit, qui est agrémenté d'une plinthe moulurée. Les fenêtres occupent presque tout l'espace disponible entre les contreforts. Comme à l'accoutumée à la période flamboyante, la mouluration est identique à l'intérieur et à l'extérieur de l'église. Cependant, le larmier dans le prolongement des glacis au seuil des fenêtres n'existe pas à l'intérieur. Ce larmier passe autour des contreforts. Ceux-ci s'amortissent par un glacis à gradins, quatre assises avant le sommet des murs. En tant que base du clocher, la première travée du bas-côté sud dépasse d'un bon mètre la hauteur des murs gouttereaux. Ici, les contreforts sont différents. Ils montent jusqu'à la gouttière, et sont munis d'un larmier simple au niveau du glacis sommital des autres contreforts. Le clocher proprement dit est d'une largeur moins importante que sa base. Cette différence de largeur est rachetée par des toits en appentis. L'étage de beffroi est constitué de deux arcades en anse de panier par face. Trois niveaux d'abat-sons passent tout autour, et confèrent à la petite construction une apparence pittoresque. La flèche octogonale est un peu trapue. Restent à évoquer les parties orientales, qui ne donnent lieu qu'à un petit nombre de remarques. Les rampants des trois pignons des anciens croisillons et du vaisseau central sont garnis de cinq ou six crochets. Assez curieusement, les anciens croisillons n'ont pas de contreforts, mais sont épaulés, à l'intersection avec les bas-côtés, par les contreforts de ces derniers. Au chevet, l'on trouve seulement deux contreforts, qui appartiennent aux travées triangulaires, ce qui explique leur position oblique. Le mur oriental du vaisseau central ne dispose pas de contreforts propres, ce qui est apparemment imputable au manque de place : le mur de clôture du cimetière passe immédiatement devant le chevet.

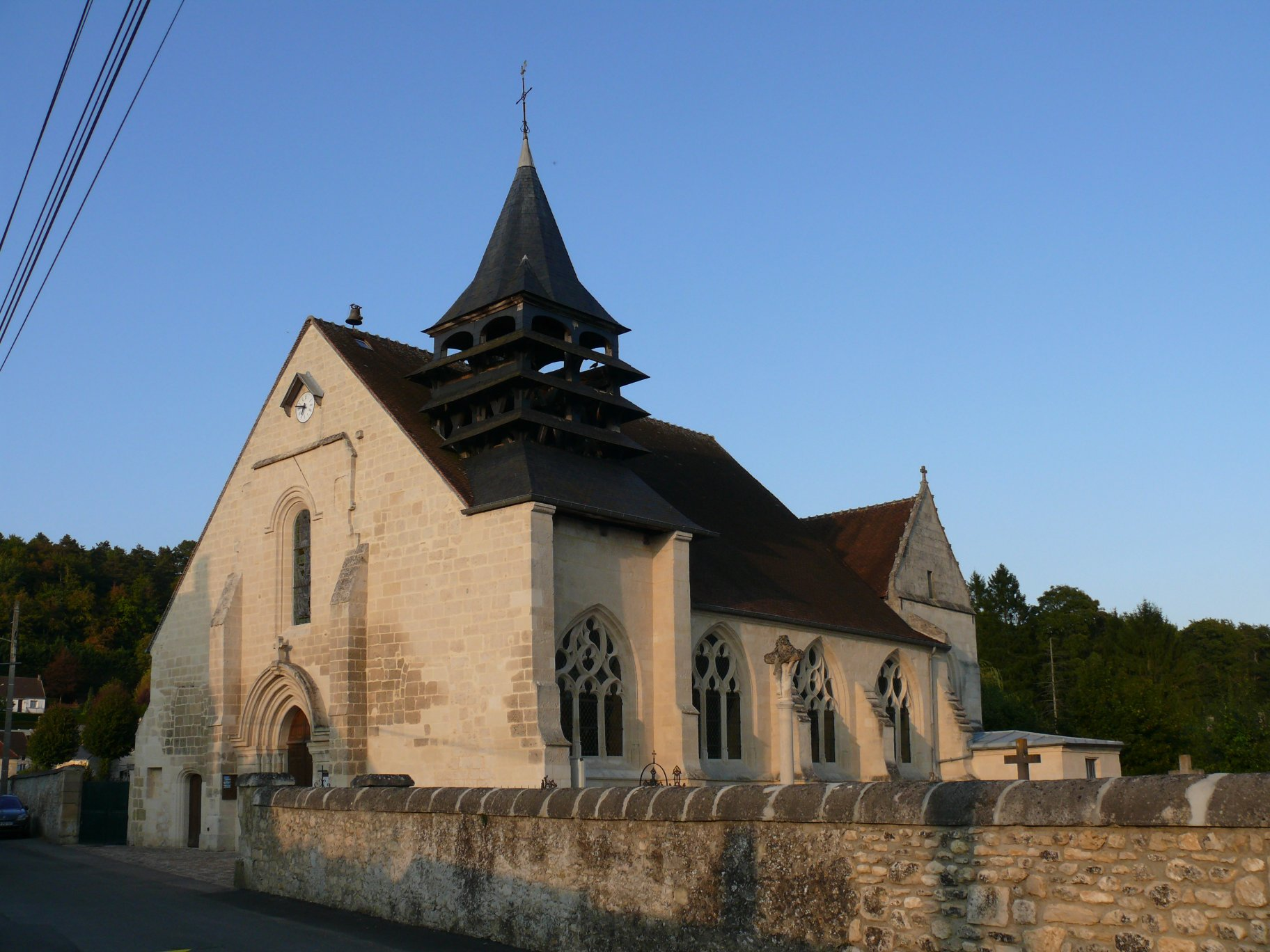
Vue depuis le sud-ouest.
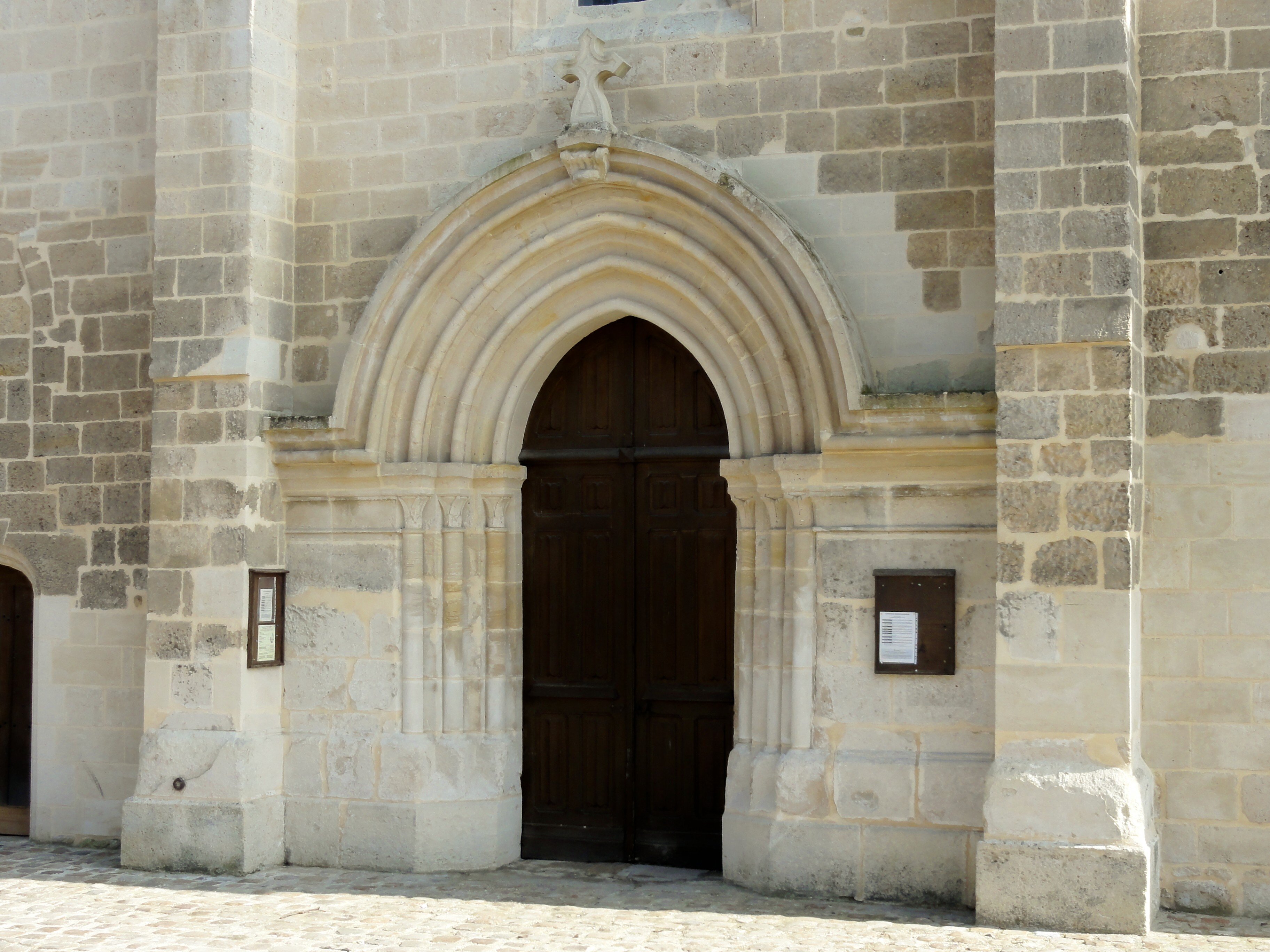
Portail occidental.
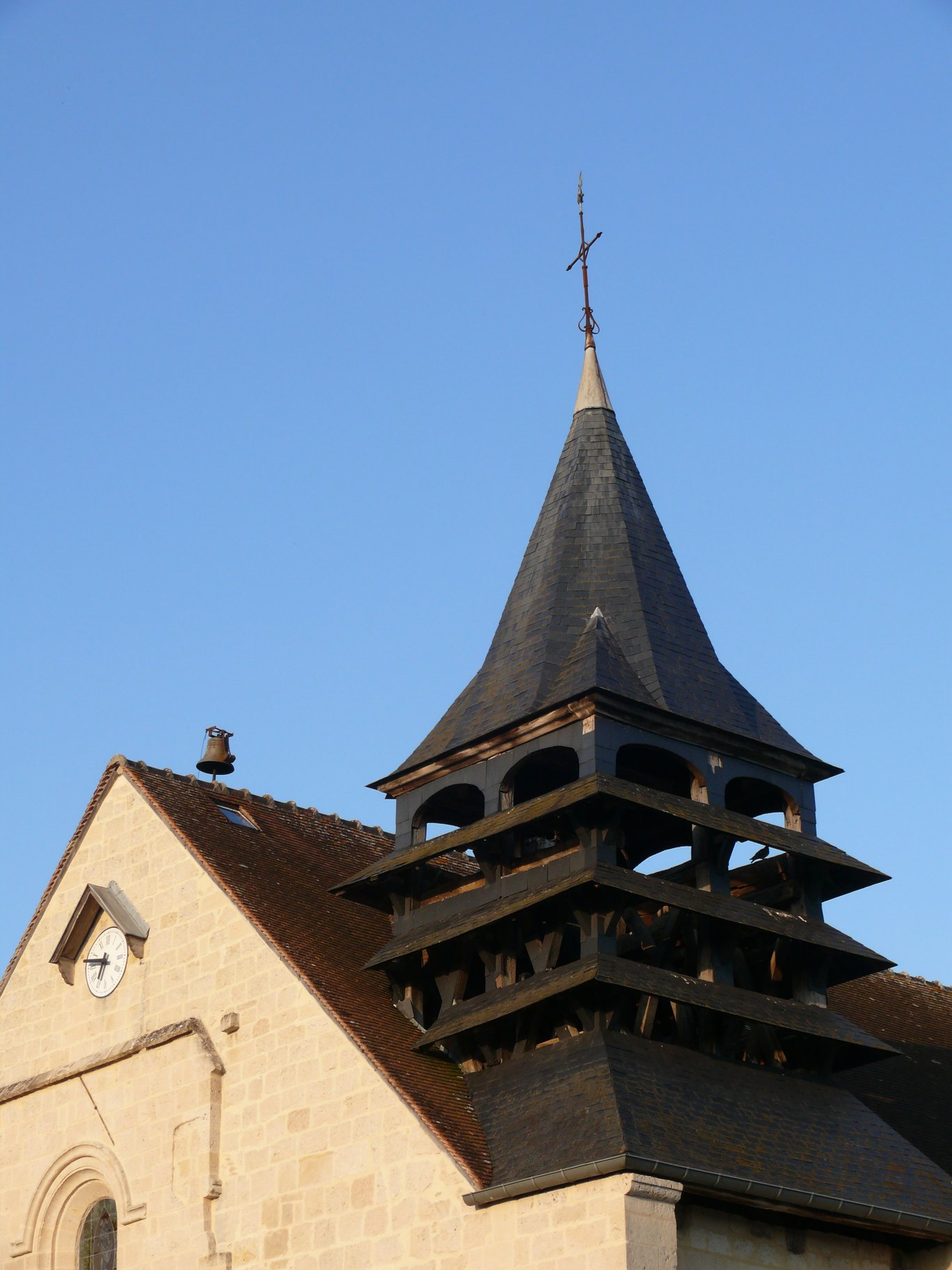
Clocher, côté sud-ouest.
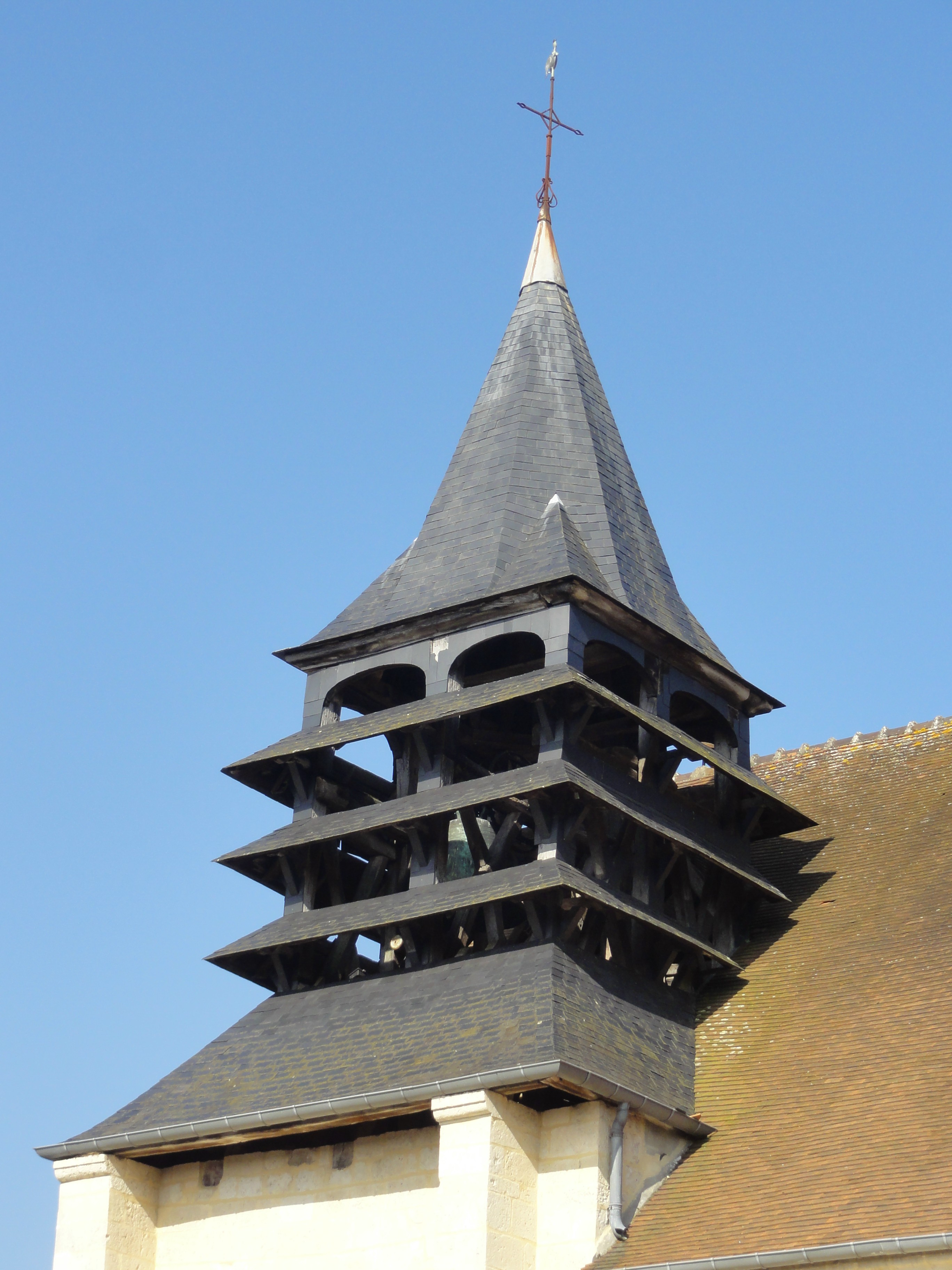
Clocher, côté sud.
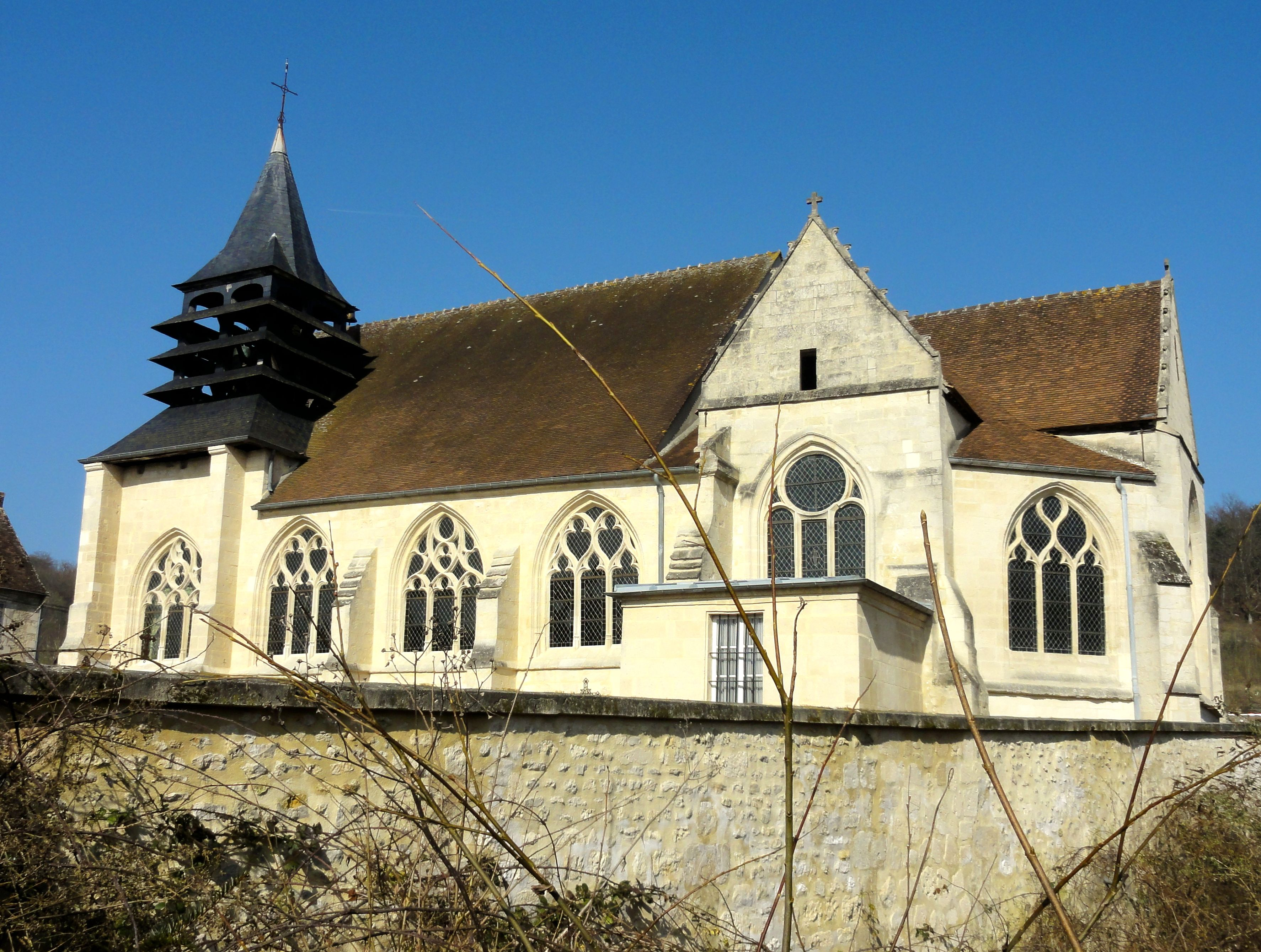
Vue depuis le sud.
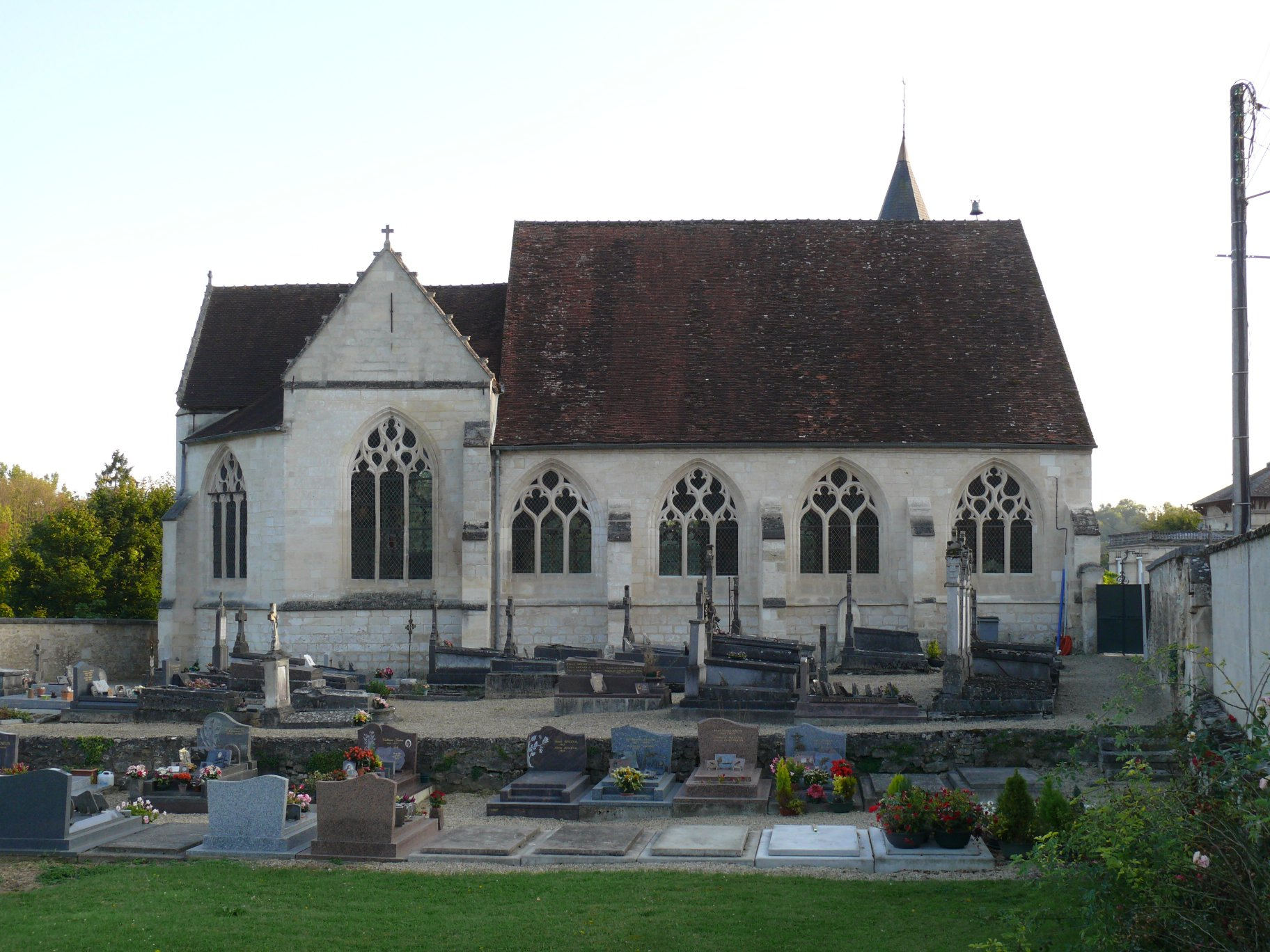
Vue depuis le nord.

## Mobilier
Parmi le mobilier de l'église, dix-sept éléments sont classés ou inscrits monument historique au titre objet, à savoir les fonts baptismaux, la cloche, sept statues, deux reliquaires, un tableau, le tabernacle à ailes et le gradin d'autel, et quelques fragments de vitraux de la Renaissance. Les œuvres d'art ne sont pas toutes visible dans l'église. Les plus précieuses sont exposées au musée de l'Archerie et du Valois de Crépy-en-Valois ; d'autres sont mises en réserve.

### Fonts baptismaux

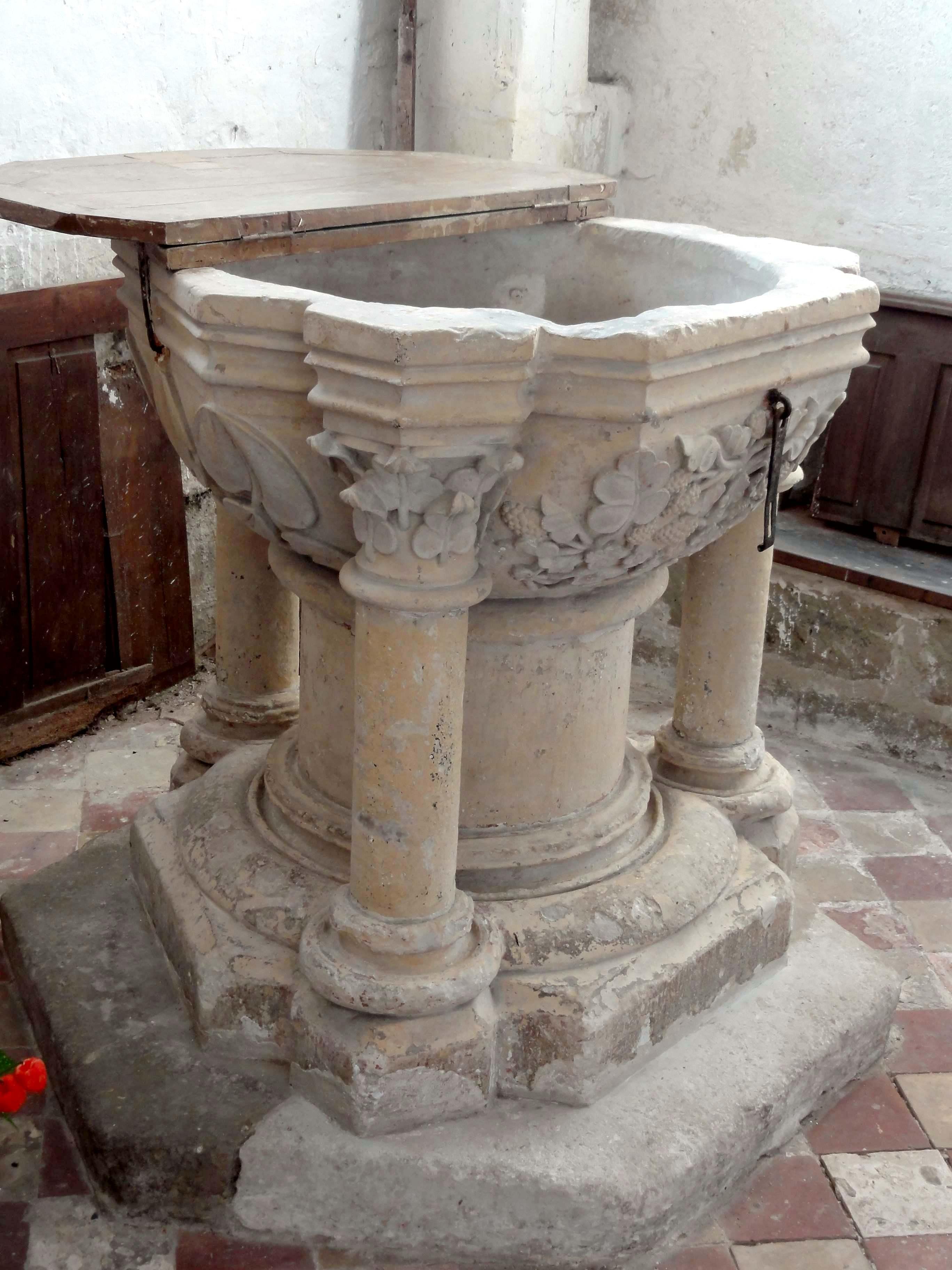
Fonts baptismaux.

Les fonts baptismaux se présentent sous la forme d'une cuve baptismale à infusion en pierre calcaire. Ils mesurent 106 cm de hauteur avec le socle, et 93 cm de diamètre, et datent de la fin du XIIIe siècle. La cuve est hexagonale à la bordure, puis transite vers un plan circulaire du haut vers le bas. Elle repose sur un gros pied cylindrique, qui a environ la même hauteur que la cuve elle-même, et est munie d'une base. Trois colonnettes à chapiteaux cantonnent la cuve. Leurs tailloirs sont moulurés selon le même profil que la bordure de la cuve ; leurs fûts montrent en haut le même astragale que le pied ; et les bases sont presque analogues. Elles se composent d'un petit tore, d'une scotie et d'un gros tore qui est aplati pour le pied de la cuve, et non aplati pour les colonnettes. Le pied et les colonnettes ont chacun leur propre socle hexagonal. Ce n'est pas seulement la forme complexe qui fait l'intérêt des fonts baptismaux, partagée du reste avec Gilocourt, Pondron et Trumilly, mais aussi la sculpture. Elle est d'une facture naïve, peu naturaliste, et déploie des feuilles à cinq lobes sur les chapiteaux, et des feuilles de nénuphar ou des pampres sur la cuve, où les motifs sont différents sur chacun des trois compartiments délimités par les colonnettes à chapiteaux. Le couvercle est moderne. Le classement au titre objet remonte à 1908,,.

### Cloche
La cloche en bronze nommée Marie, dimensions non prises, date de 1654. Elle est toujours suspendue dans le beffroi. Lors de l'électrification de la cloche, le battant d'origine a été remplacé par un battant en fer. L'inscription porté sur le pourtour est la suivante « L'AN 1654 M[AIT]RE FRANÇOIS PAUL DE MANSAN CHER S[EI]GR ET VICOMTE DE MORCOURT GILLOCOURT BELLIVAL FEIGNEUX PONDRON ETC. ET NOMMEE MARIE PAR LES SIEURS PAROISSIENS ET HABITANTS DE CE LIEU DE GILLOCOURT MES PARRINS ET MARAINES FRANÇOIS THOMAS BOCQUET MARGUILLIERS ». Le classement au titre objet remonte à 1913 (sans illustration).

### Statues et reliquaires

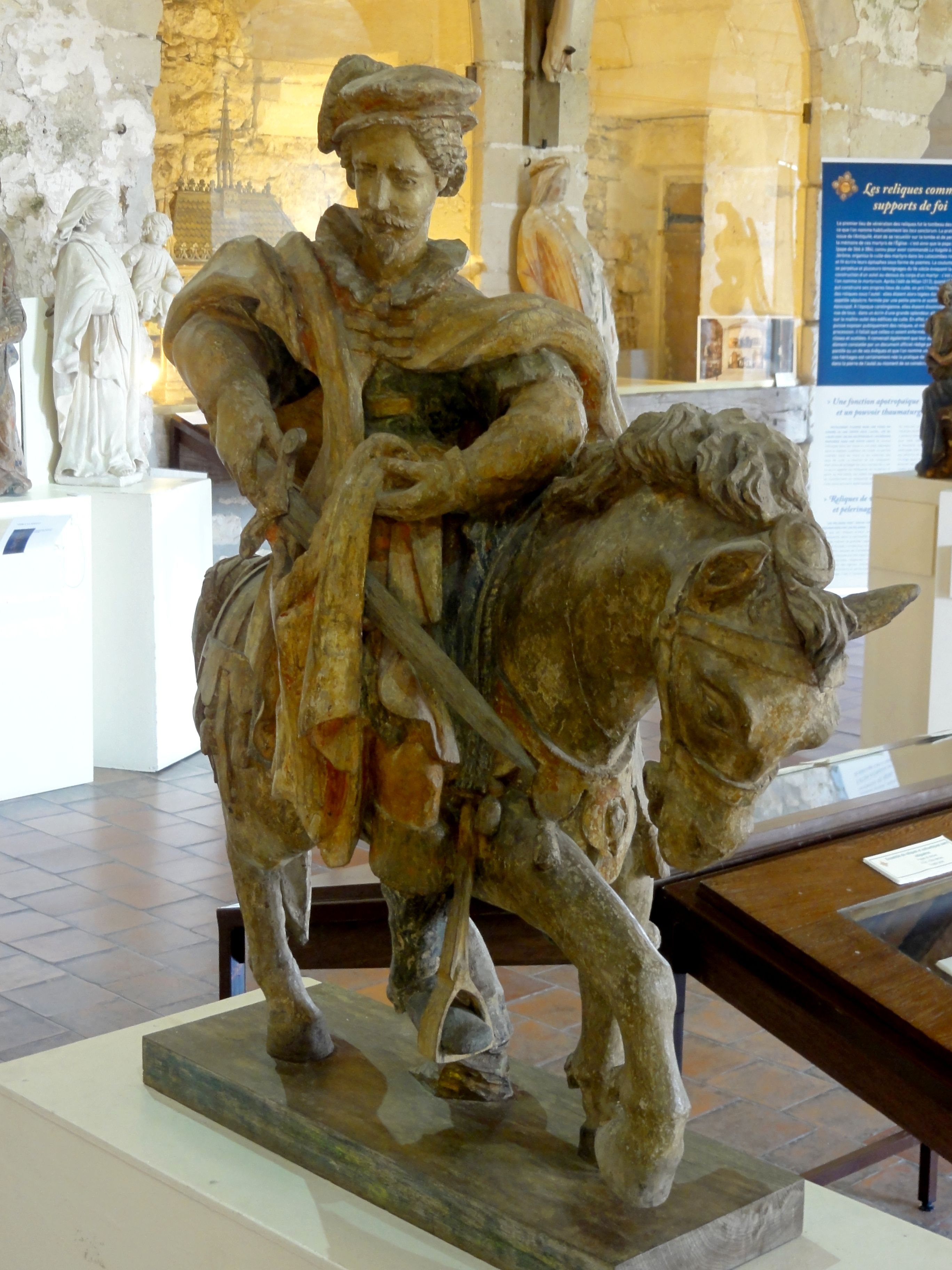
Charité de Saint-Martin.

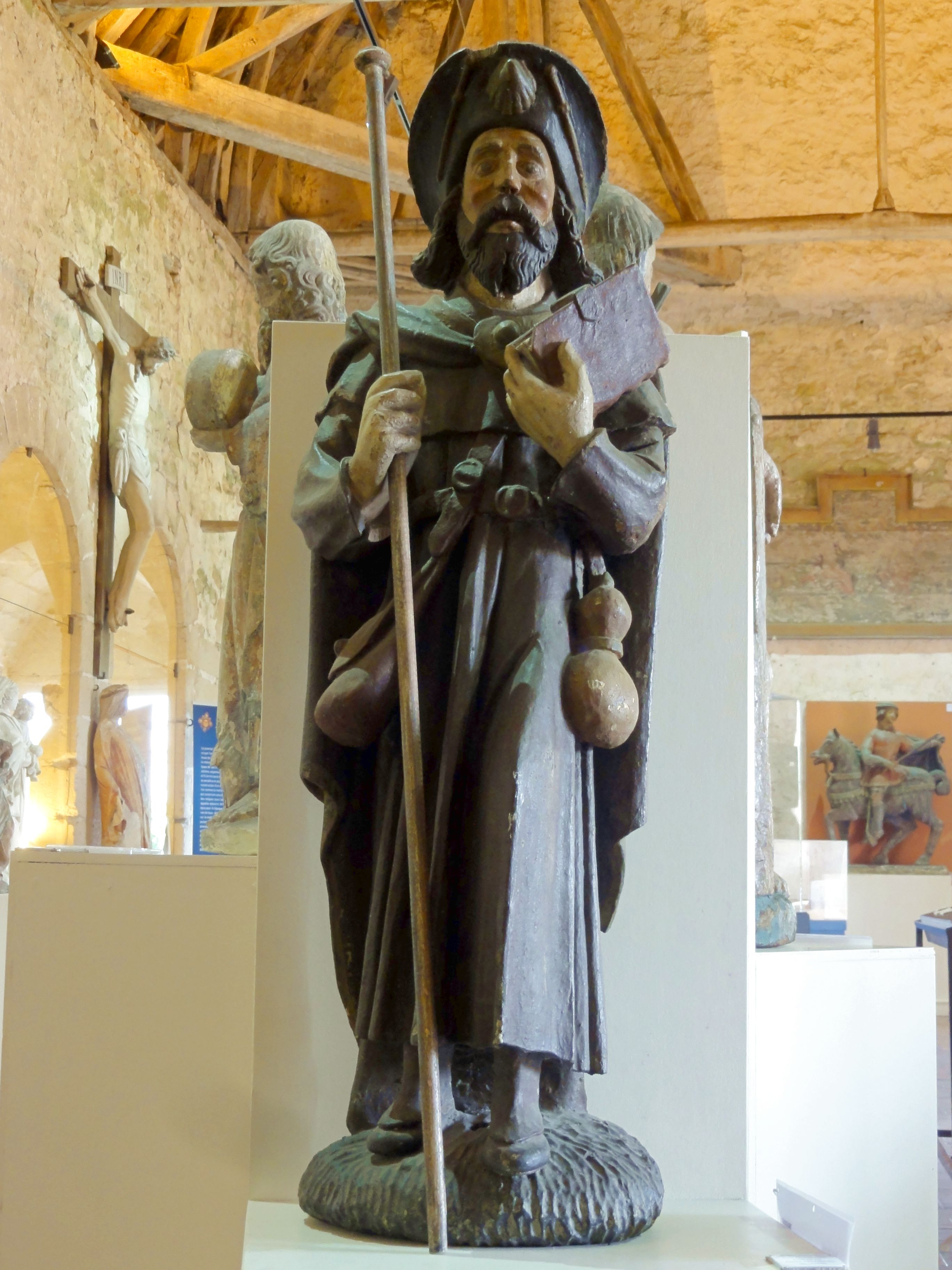
Saint Jacques le Majeur.

- Le groupe sculpté représentant la Charité de Saint-Martin, c'est-à-dire le saint installé sur sa monture, alors qu'il est encore soldat romain, et découpant son manteau en deux avec son épée pour le partager avec un chemineau, est en bois polychrome. Cette polychromie, très discrète, provient d'une restauration en 1961, quand la tête et les jambes du cheval ont été consolidées. Le mendiant manque. D'après les auteurs du catalogue d'une exposition Charité de saint Martin, qui a été organisée à Paris en 1961, le groupe sculpté date seulement du XIXe siècle. Il serait simplement exécuté dans un style archaïsant, qui s'inspire d'œuvres de ce type réalisées dans le Valois aux XVe et XVIe siècles. Lors du  classement en novembre 1974, le groupe sculpté a néanmoins été considéré comme datant du XVIe siècle, sans doute par erreur. Il est exposé au musée de l'Archerie et du Valois[12].
- La statue de saint Prix (Priest) en tenue épiscopale, en bois polychrome, mesure 103 cm de hauteur, et date du XVIe siècle. Elle est inscrite depuis janvier 1996, et placée sur l'autel de saint Prix, dans le collatéral sud[13].
- La statue de saint Bernard de Clairvaux, en bois polychrome, mesure 98 cm de hauteur, et date du XVIe siècle. Elle est inscrite depuis janvier 1996, et placée sur l'autel du collatéral nord[14].
- La statue de la Vierge de douleur provenant d'une poutre de gloire, en bois polychrome, dimensions non prises, date du XVIe siècle. Elle est exposée au musée de l'Archerie et du Valois, et pas encore protégée au titre des monuments historiques à ce jour, contrairement au saint Jean provenant probablement du même ensemble (voir ci-dessous).
- La statue de saint Jean Apôtre, en bois polychrome, mesure 110 cm de hauteur, et date du XVIe siècle. L'Apôtre a le regard affligé, et rejoint les mains pour la prière. La posture et l'iconographie permettent aisément de reconnaître un saint Jean provenant d'une poutre de gloire, où il devait accompagner le Christ en croix en réunion avec la Vierge de douleur, probablement celle signalée ci-dessus. Ces statues sont habituellement dépourvues d'attribut. L'œuvre est inscrite depuis janvier 1996, et exposée au musée de l'Archerie et du Valois[15].
- La statue de saint Jacques le Majeur, en bois polychrome, mesure 102 cm de hauteur, et date du XVIe siècle. L'Apôtre porte la tenue traditionnelle du jacquet, avec le bourdon de pèlerin (le bâton), la besace, la calebasse (gourde), le mantelet (grande cape) et le chapeau de feutre à larges bords orné d'une coquille Saint-Jacques. L'œuvre est remarquable pour sa plasticité et son bon état de conservation. Elle est inscrite depuis janvier 1996, et exposée au musée de l'Archerie et du Valois[16].
- La statue de saint Quentin, en bois polychrome, mesure 85 cm de hauteur, et date du XVIe siècle. Le martyr est nu, hormis un perizonium, et attaché par ses bras à un siège. L'œuvre est inscrite depuis janvier 1996, et exposée au musée de l'Archerie et du Valois[17].
- La statue de saint Jean-Baptiste, en pierre polychrome, dimensions non prises, date du XVIe siècle. Ici, le précurseur ne porte pas un agneau dans ses bras, mais un médaillon rond avec l'effigie d'un agneau. L'œuvre, qui est classée depuis novembre 1966, est exposée au musée de l'Archerie et du Valois[18].
- En plus des œuvres originales mentionnées ci-dessus, l'église possède un certain nombre de sculptures sulpiciennes en staff, qui sont issues de fabrications en série. Elles représentent la Vierge de l'Immaculée Conception ; sainte Véronique présentant son voile où le visage du Christ souffrant a laissé son empreinte ; sainte Anne en tant que patronne des menuisiers, avec des outils à ses pieds ; sainte Cécile, patronne des musiciens, avec une petite harpe ; sainte Catherine, avec la roue dentée de son martyre ; sainte Barbe à côté de la tour où elle fut enfermée par son père ; et saint Éloi, patronne des forgerons, en tenue épiscopale mais avec un marteau et une enclume. Existe également une statue de saint Éloi en bronze. L'on peut enfin signaler le Christ en croix de la nef, qui a été surpeinte. Aux quatre extrémités de la croix, figurent les traditionnels quadrilobes représentant les quatre symboles du Tétramorphe. Le nom de l'Évangéliste correspondant est renseigné sur un phylactère.
- Le reliquaire dit de saint Prix, en bois taillé et doré, date du XVIe siècle. Il est placé sur le maître-autel, et inscrit depuis janvier 1996[19].
- Un autre reliquaire dit de saint Prix, lui aussi en bois taillé et doré, légèrement plus grand que l'autre, date du dernier quart du XVe ou du premier quart du XVIe siècle. Il n'est pas visible dans l'église. Son inscription est intervenue en janvier 1996[20] (sans illustration).

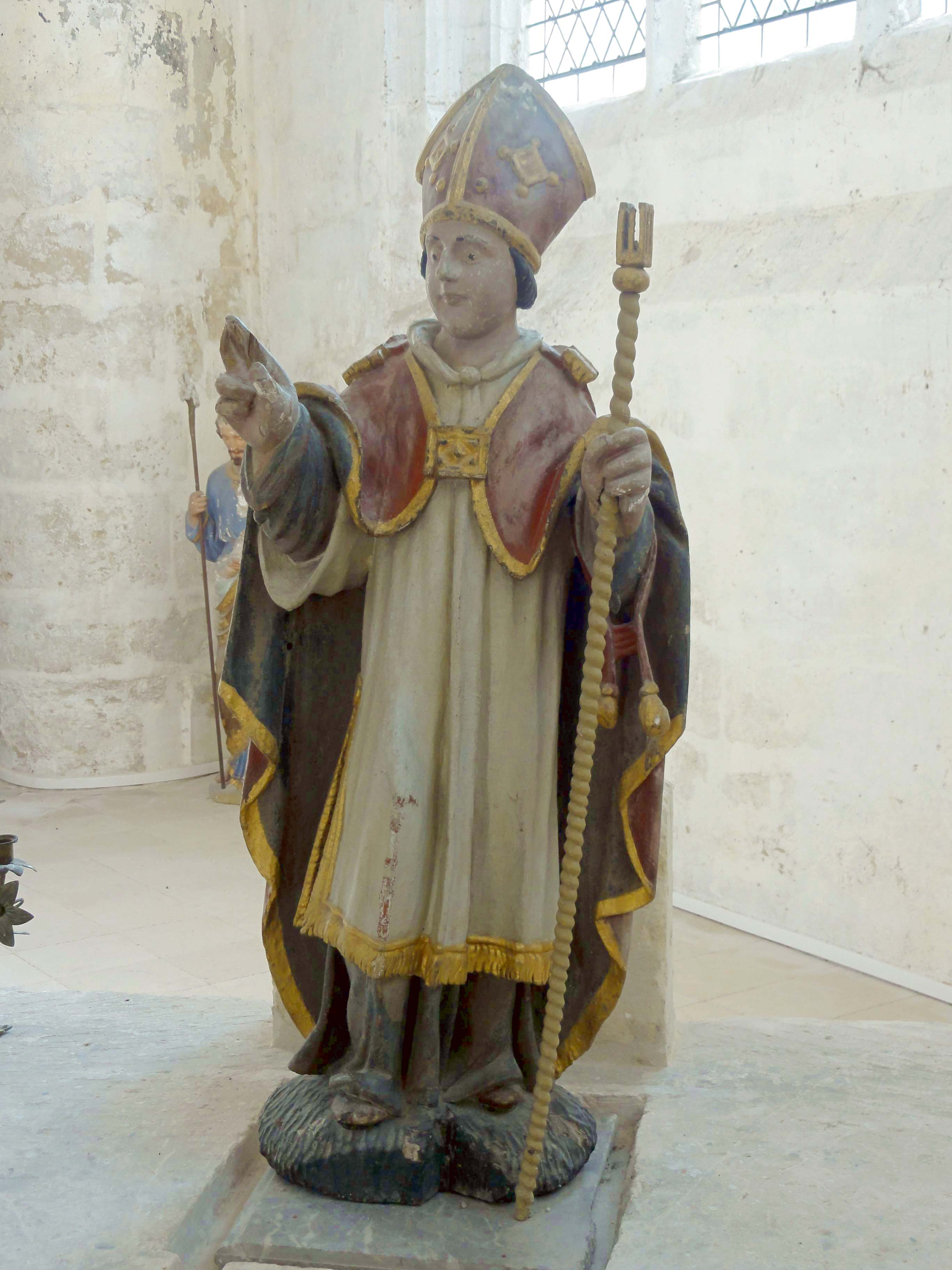
Saint Prix.
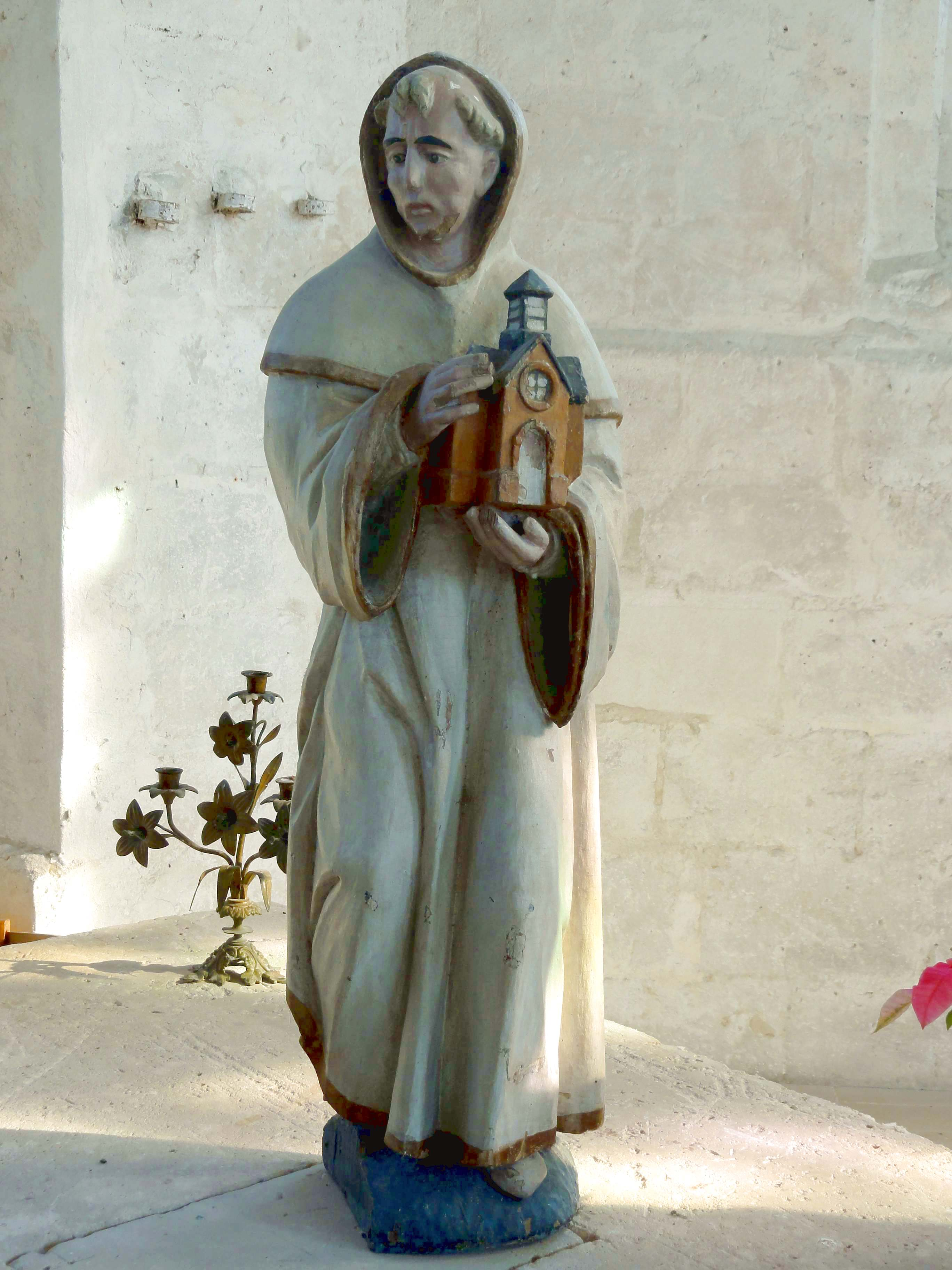
Saint Bernard.
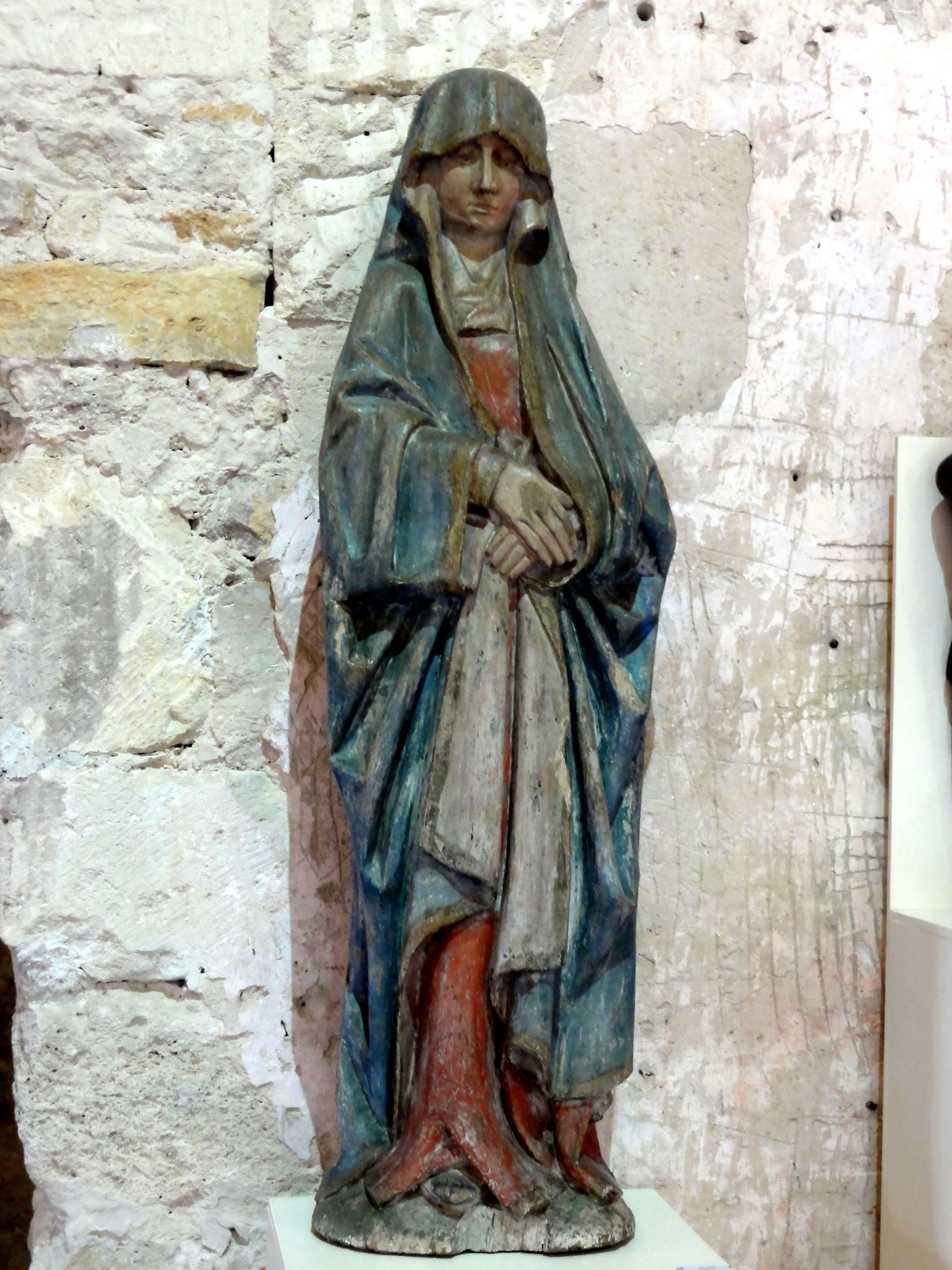
Vierge de douleur.
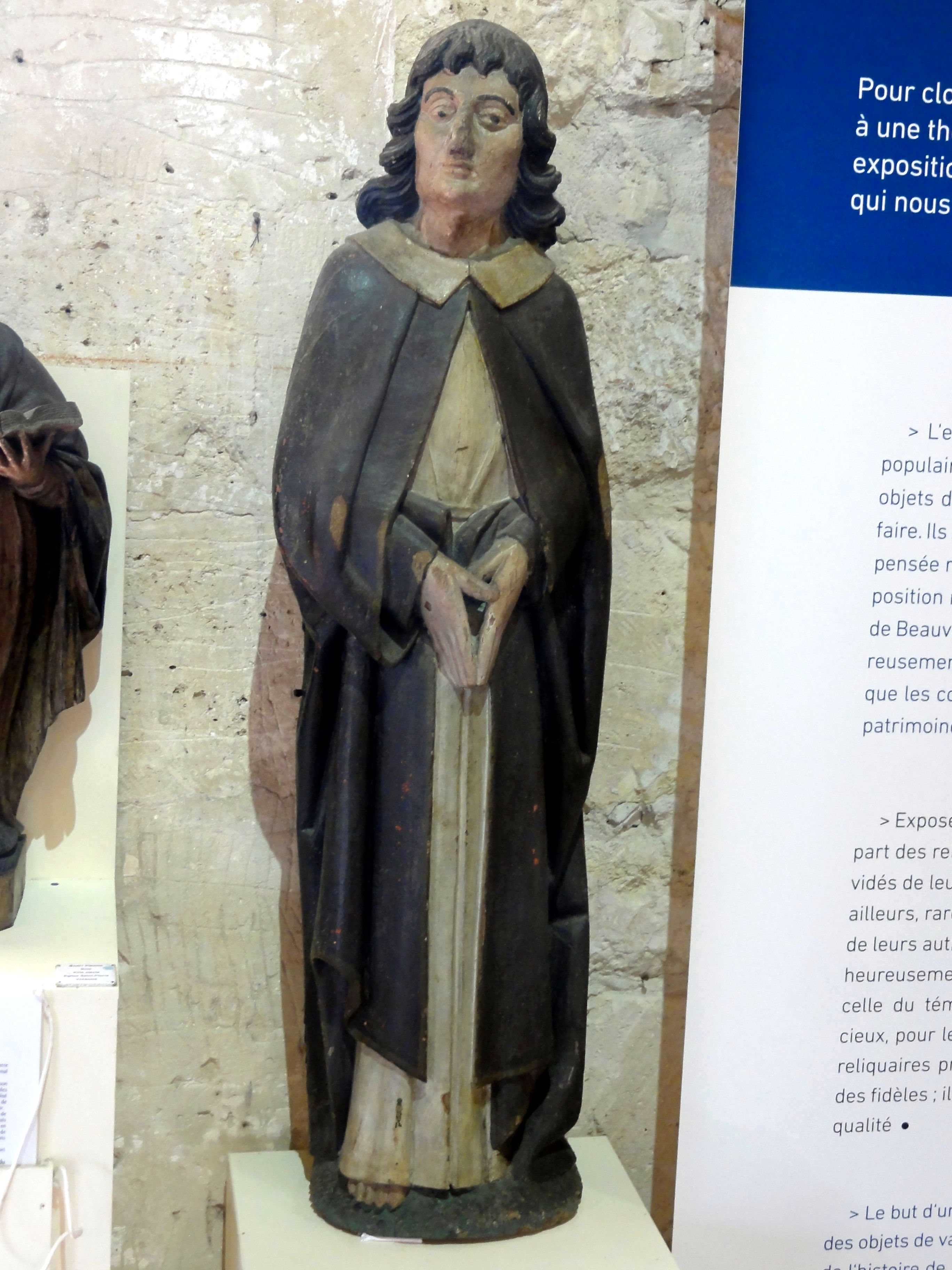
Saint Jean.
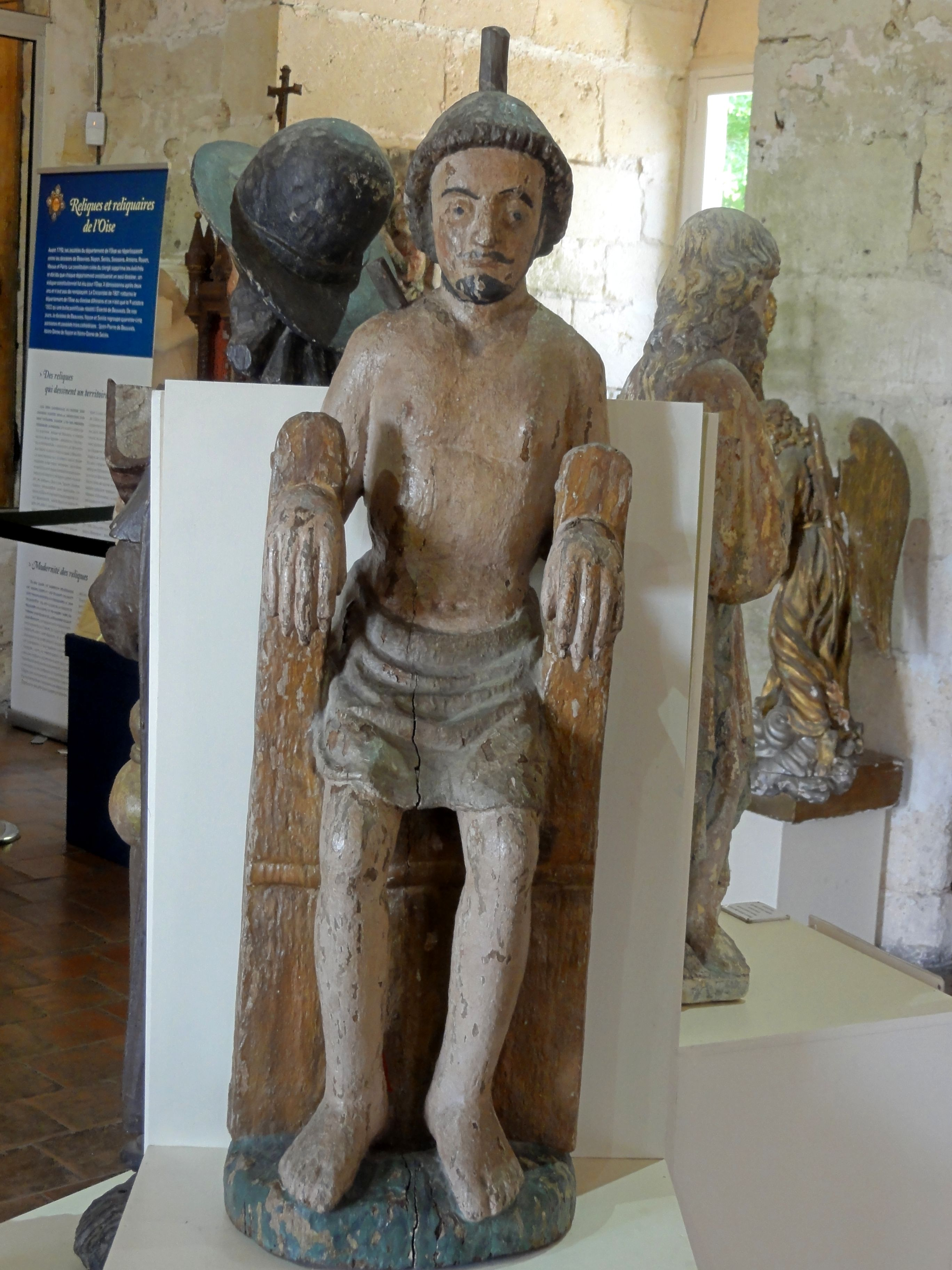
Saint Quentin.
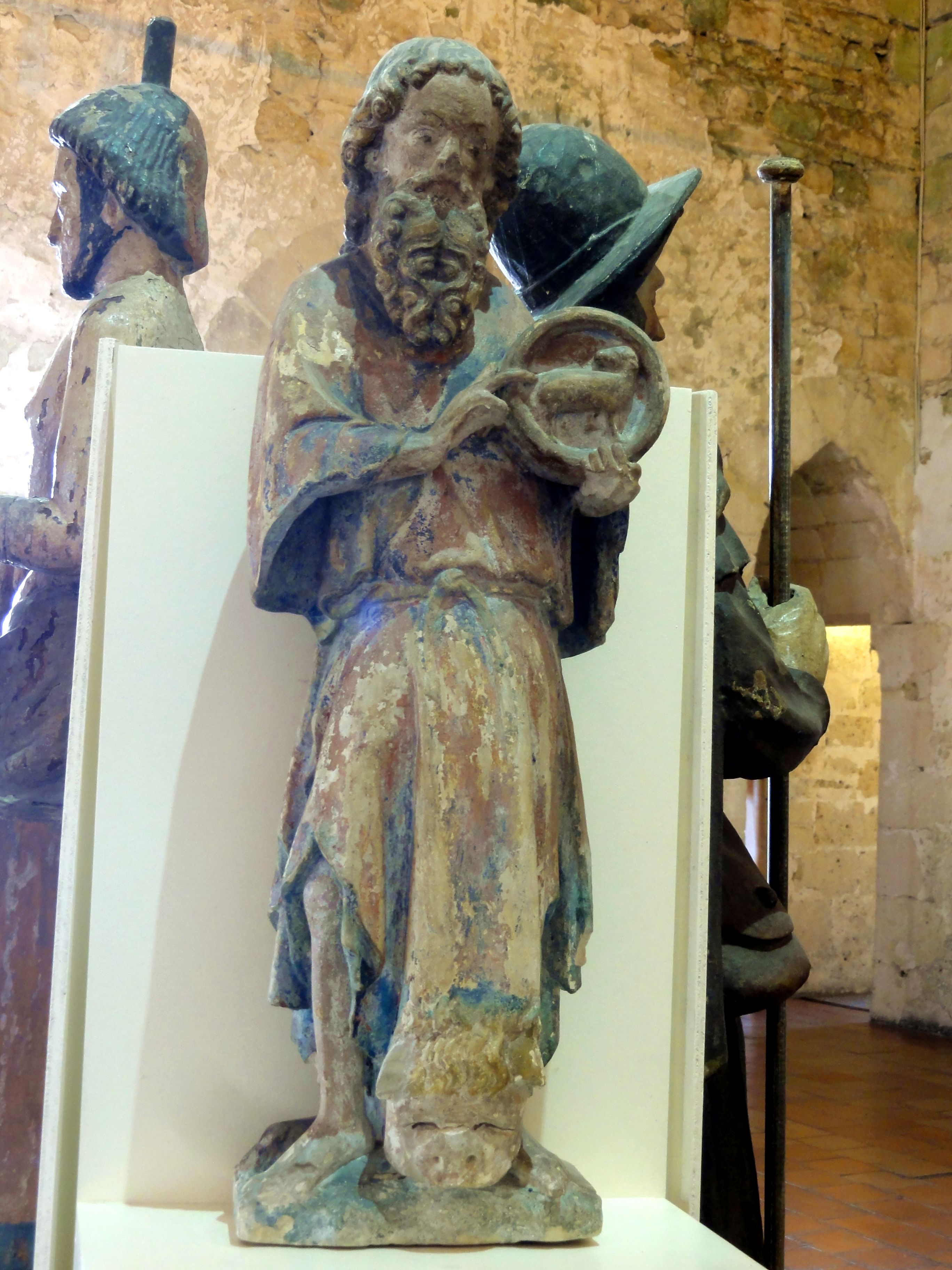
Saint Jean-Baptiste.

### Tabernacle et gradin d'autel

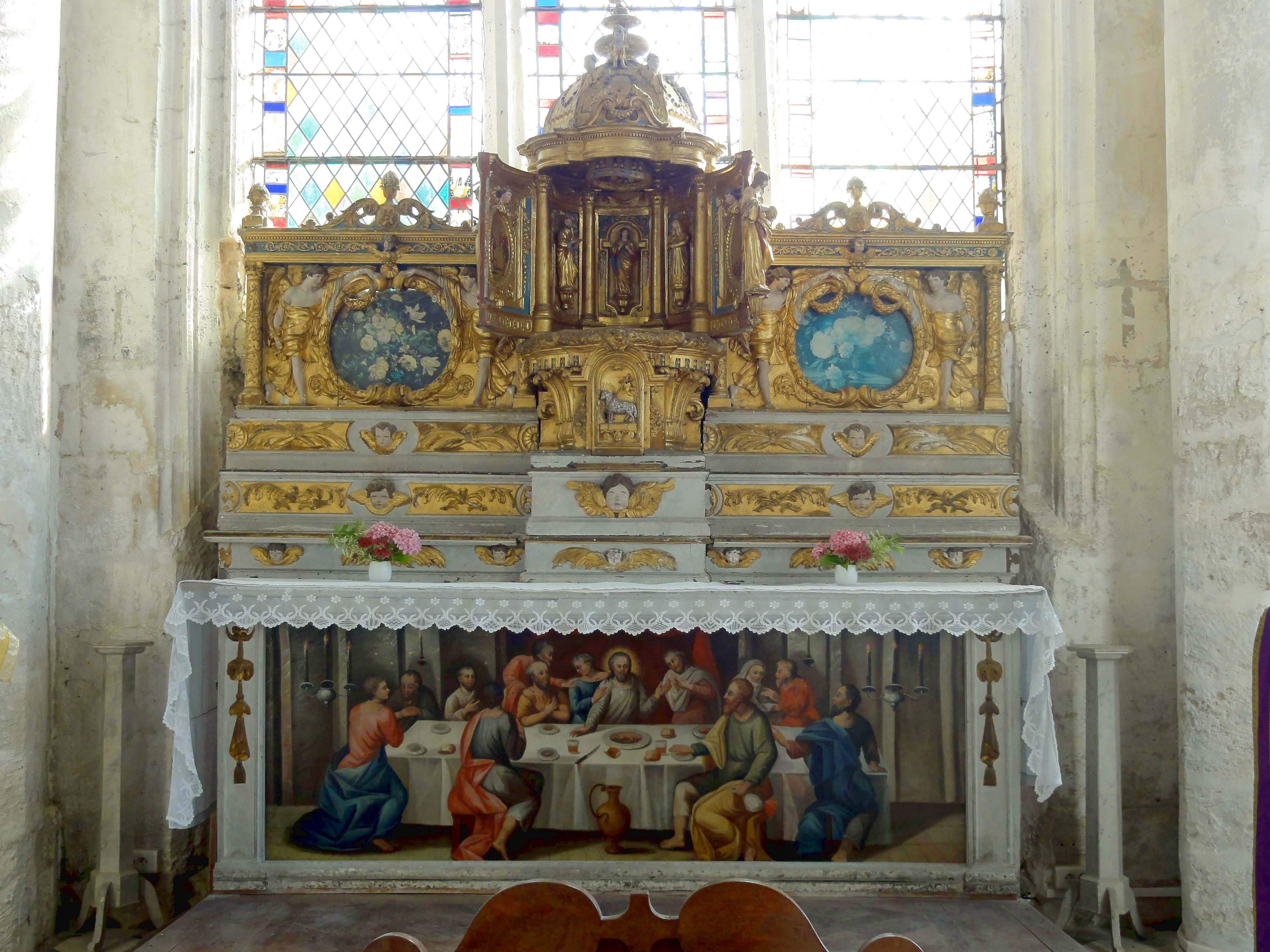
Tabernacle à ailes et maître-autel.

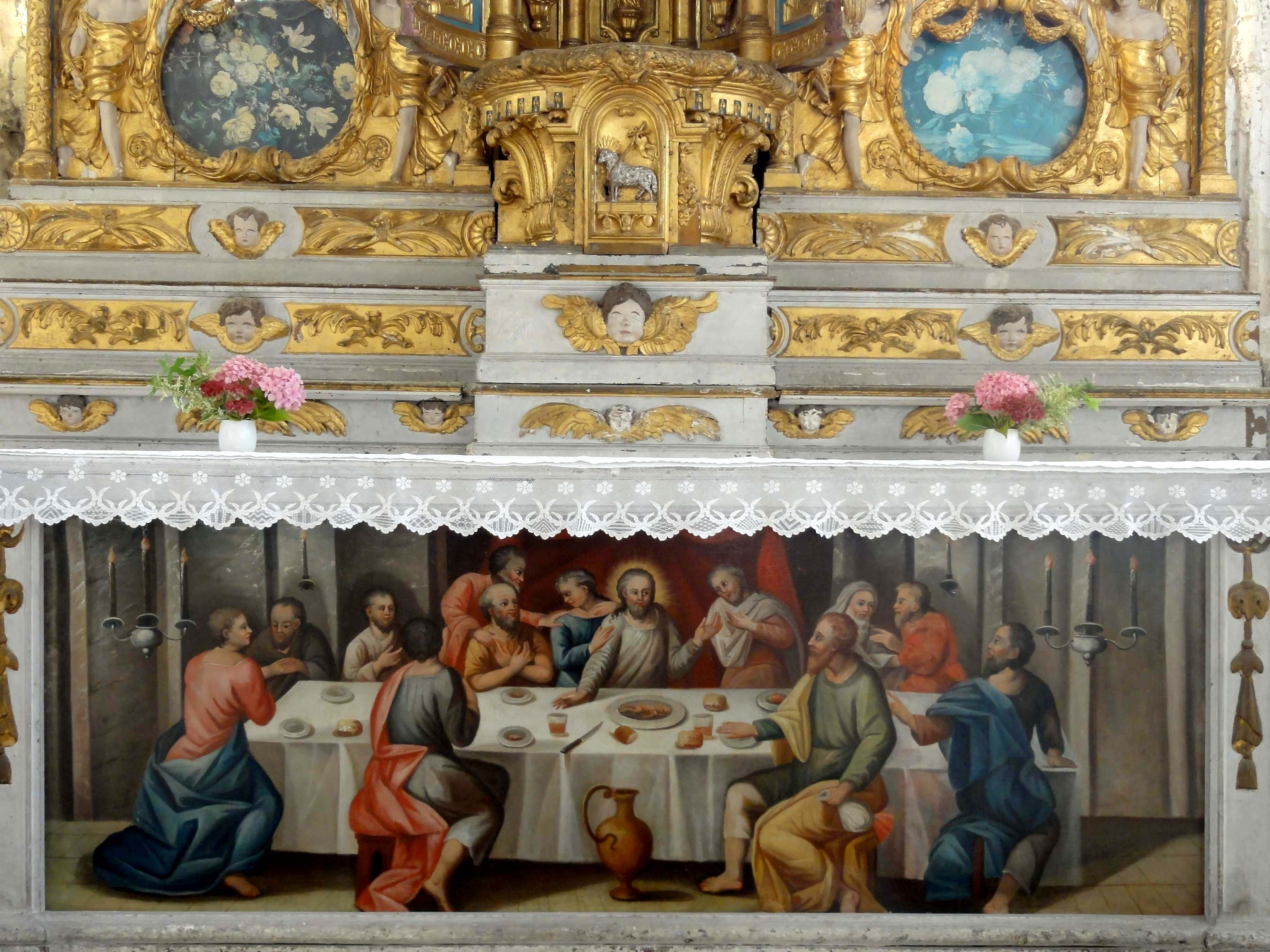
Gradins d'autel et maître-autel.

Le tabernacle à ailes, pouvant également être qualifié de retable du fait de son envergure importante, est en bois taillé, peint ou doré. Il date du XVIIe siècle, et provient de l'ancien couvent des Ursulines de Crépy-en-Valois, où il a été acquis par M. Praquin, cultivateur à Gilocourt, lors de la dissolution du couvent et de la vente aux enchères de son inventaire comme bien national, sous la Révolution française. Ce meuble sacré de style baroque est d'une richesse sculpturale et ornementale extraordinaire, et se démarque en outre par une décoration intérieure du tabernacle, qui est tout aussi abondante que l'ornementation extérieure. Le tabernacle est placé sur deux gradins, et possède un soubassement qui développe un encorbellement. L'agneau mystique tenant un étendard se profile dans le compartiment central. Pour compenser la hauteur de ce soubassement, les ailes latérales ont un gradin supplémentaire. Ces gradins sont essentiellement décorés de putti et de branches de palme. Le tabernacle lui-même ainsi que les ailes latérales font appel à l'ordre corinthien, avec des colonnettes enveloppées de rinceaux à l'extérieur, et lisses à l'intérieur, et des entablements à denticules, dont les métopes sont également agrémentées de rinceaux. Devant les panneaux des ailes latérales, des anges à la physionomie de jeunes hommes tendent un médaillon enfermant un tableau représentant des fleurs, peintes de façon réaliste. Ainsi, l'iconographie religieuse proprement dite est pratiquement absente sur les ailes latérales, si l'on fait abstraction d'une coquille Saint-Jacques et d'une tête d'angelot au-dessus du médaillon. À gauche, la tête est légèrement inclinée, ce qui est la principale différence entre les deux ailes, qui sont donc strictement identiques. Le couronnement est formé par deux pots à feu pour chacune des deux ailes, celui au centre étant flanqué de deux ailerons.
La partie antérieure du tabernacle est en hémicycle, et subdivisée en trois compartiments, séparés par des figures d'Apôtres sculptées en haut-relief. Les deux sont des jeunes hommes, comme saint Jean. Contrairement à l'usage général, les statuettes ne sont donc pas placées dans des niches, mais font corps avec le meuble. Le compartiment central, coupé en deux car partagé par les deux vantaux de la porte, arbore néanmoins au milieu une statuette du Christ entouré de rayons de lumière. Le Christ fait partie du vantail de droite, et cache la coupure entre les deux vantaux quand le tabernacle est fermé. L'intérieur, qui est de plan circulaire, réserve une couronne au Saint-Sacrement. Devant des niches de faibles profondeur et sur des consoles, sont placées les statuettes du Christ (au milieu), de la Vierge Marie et d'un Apôtre barbu, sans doute saint Pierre. Les revers des portes sont peints de deux scènes de la légende d'un saint évêque. Pour revenir vers l'extérieur du tabernacle, il reste à mentionner qu'il est coiffé d'un dôme garni de volutes, de guirlandes et de têtes de chérubin, et sommé d'un pot à feu. Ce tabernacle est classé au titre objet depuis avril 1985, et a bénéficié d'une restauration. Ses gradins sont classés par un arrêté différent, également depuis avril 1985. L'ensemble est complété par un autel, qui, comme à Béthancourt-en-Valois, est une simple caisse, dont la face frontale est presque entièrement occupée par un tableau représentant la Cène. L'autel est posé sur deux degrés en bois.

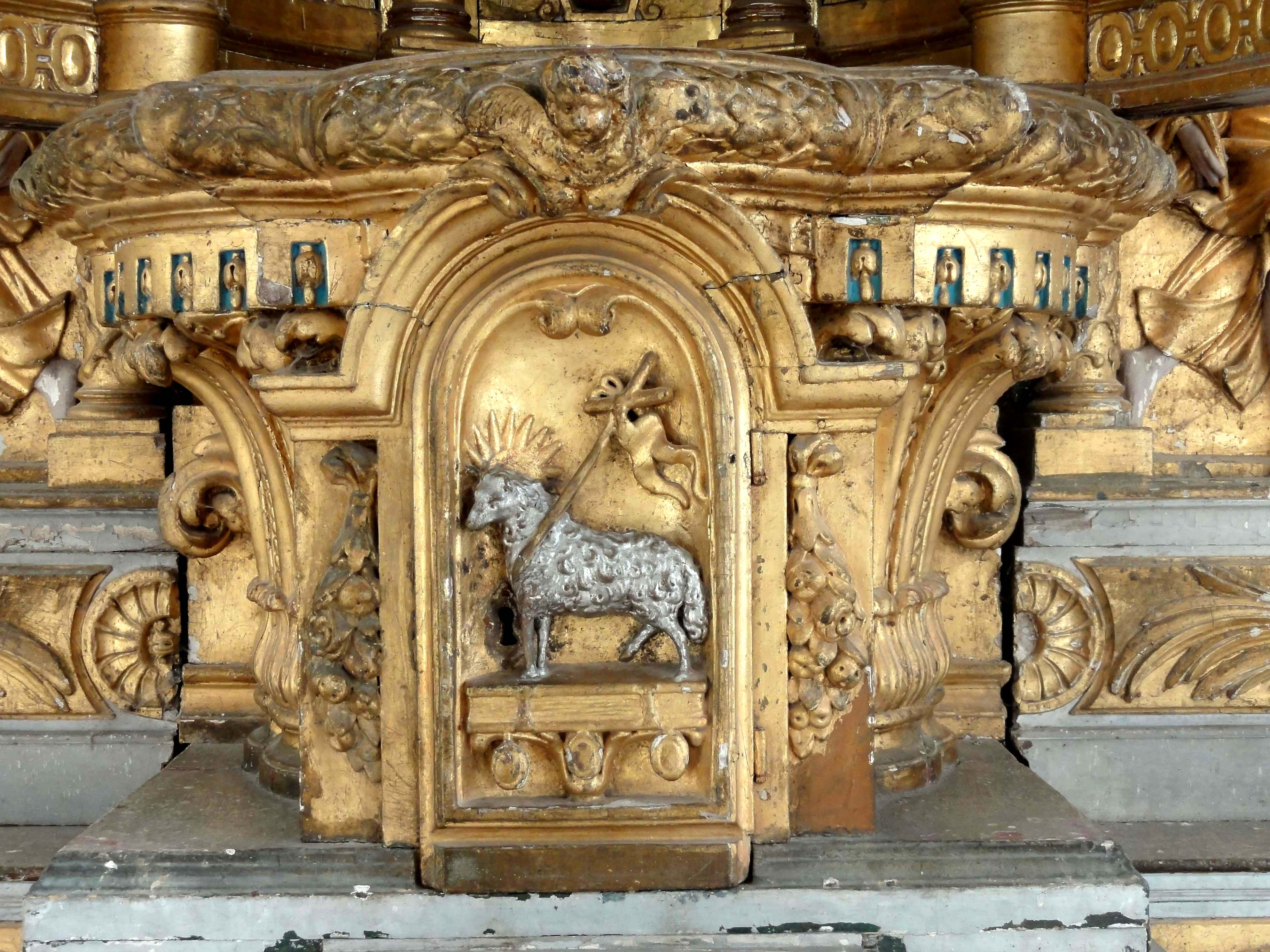
Soubassement du tabernacle.
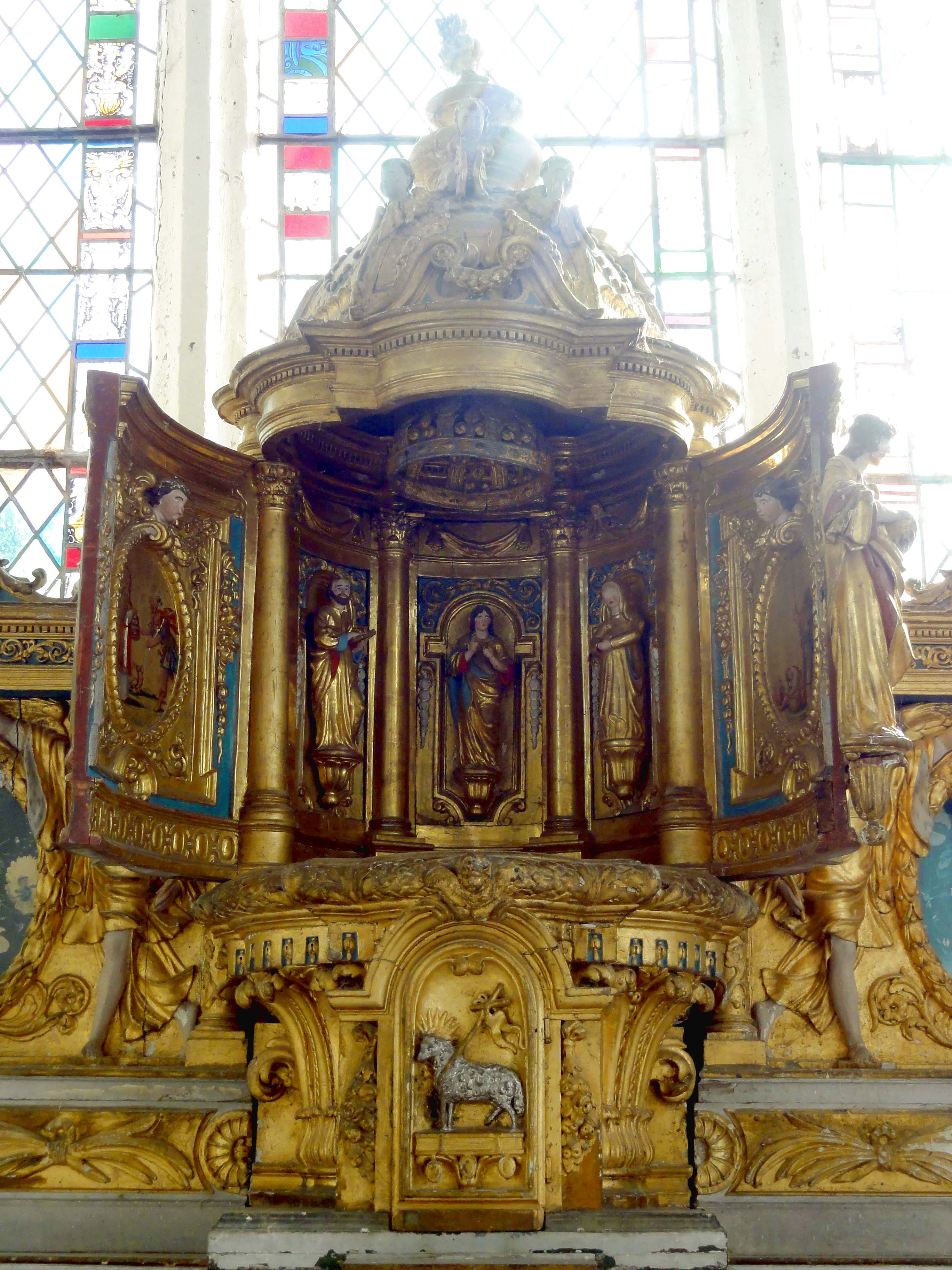
Le tabernacle, portes ouvertes.
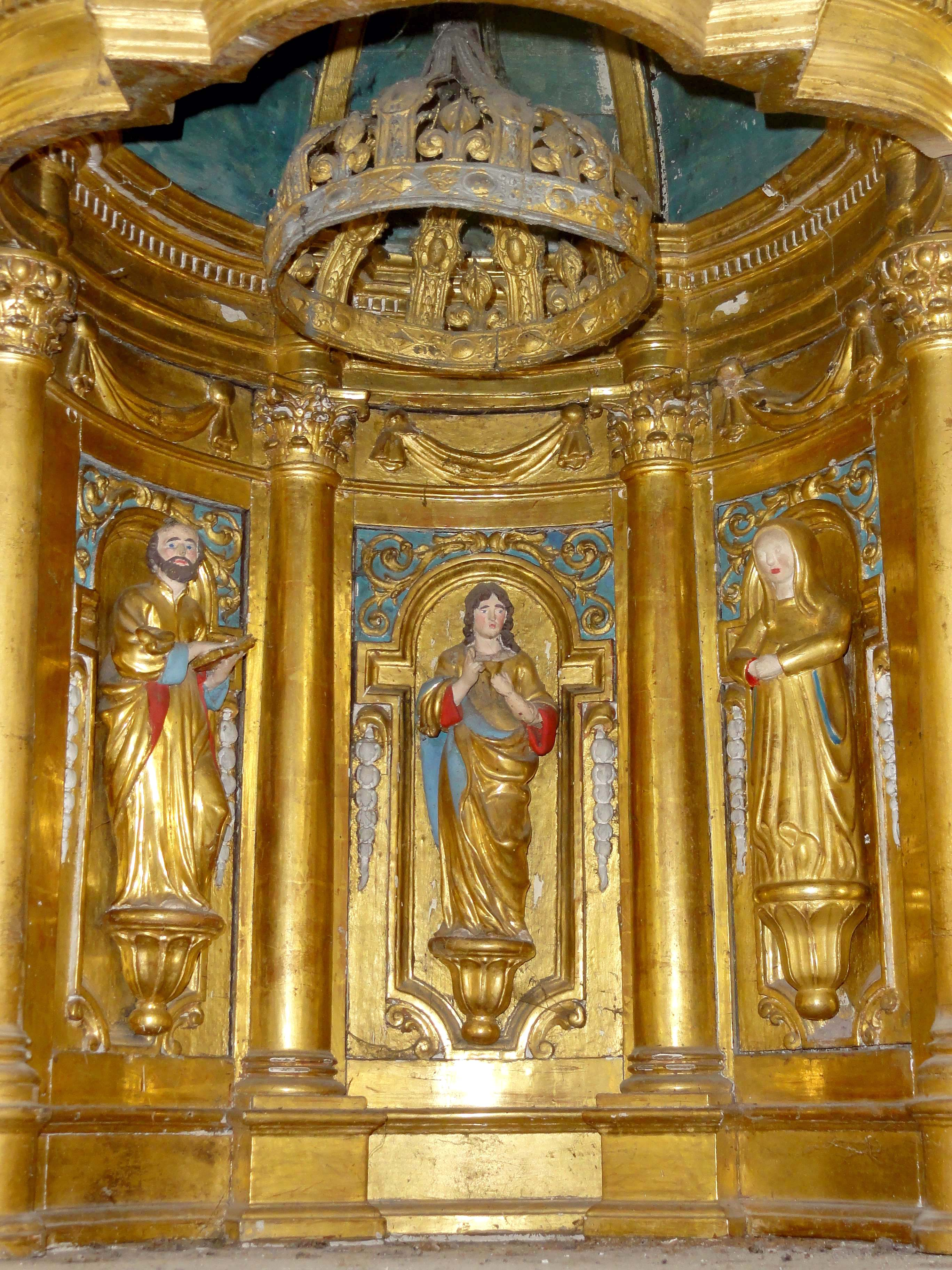
Intérieur du tabernacle.
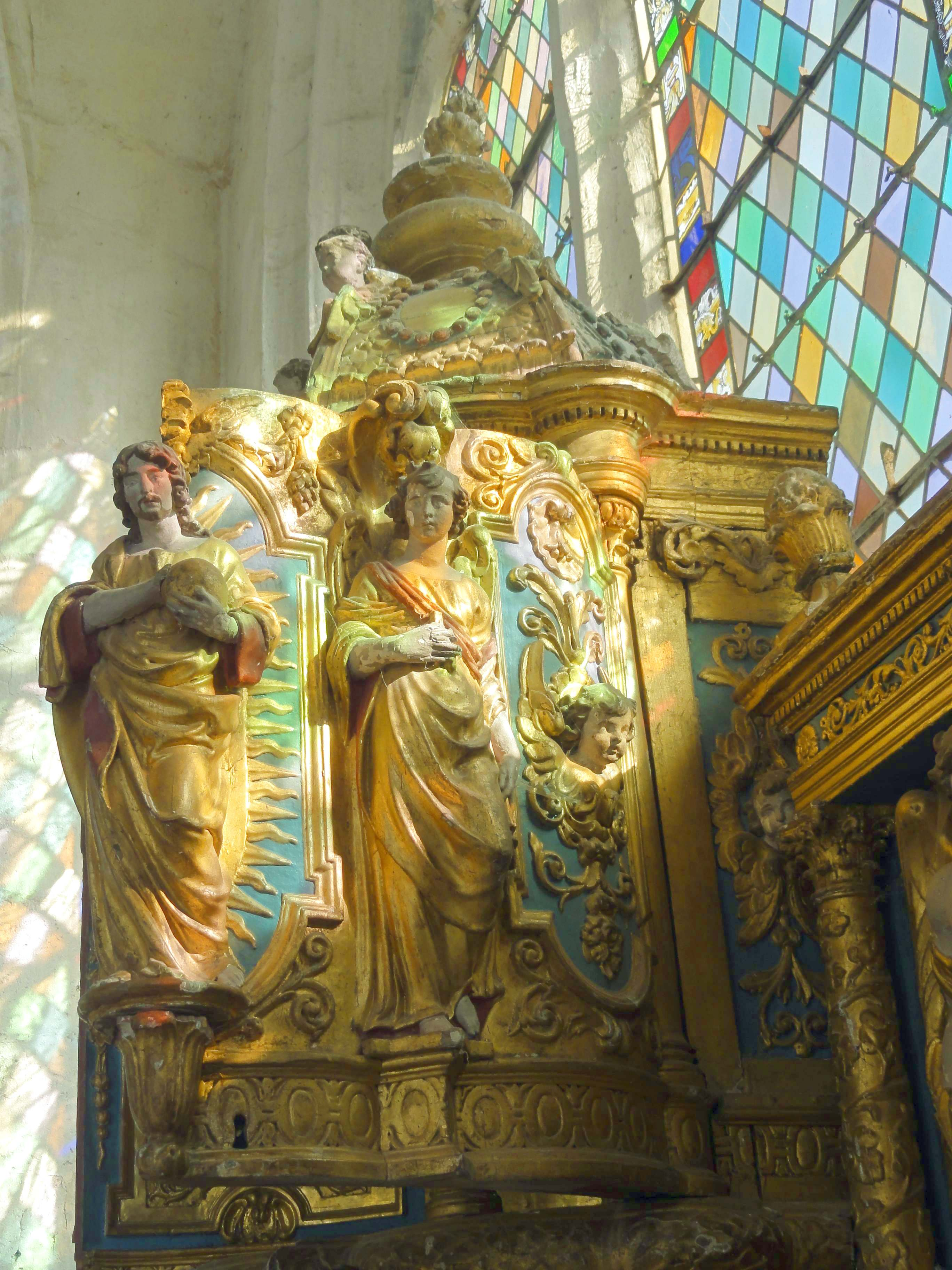
Vantail de droite, extérieur.
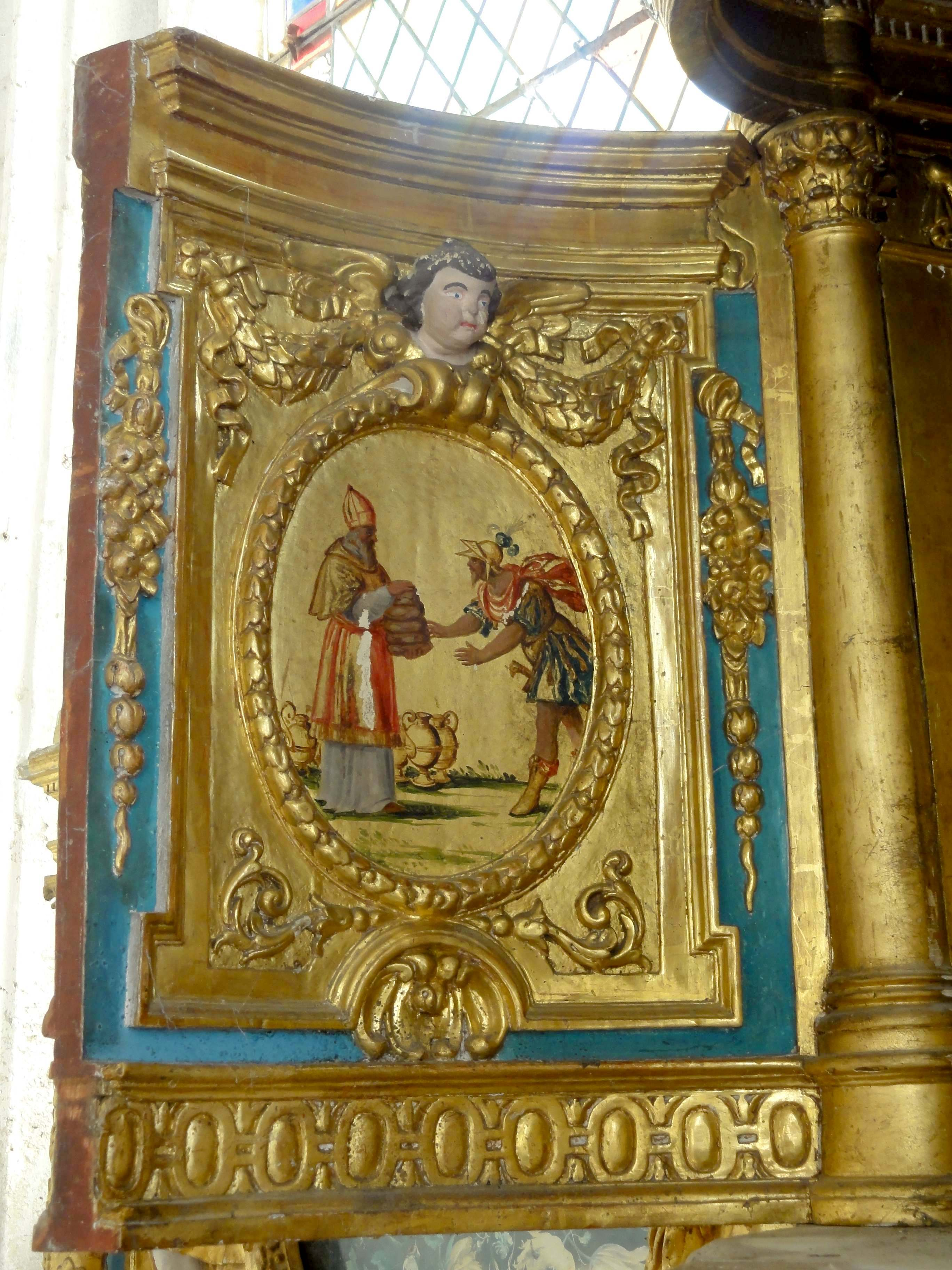
Vantail de gauche, intérieur.
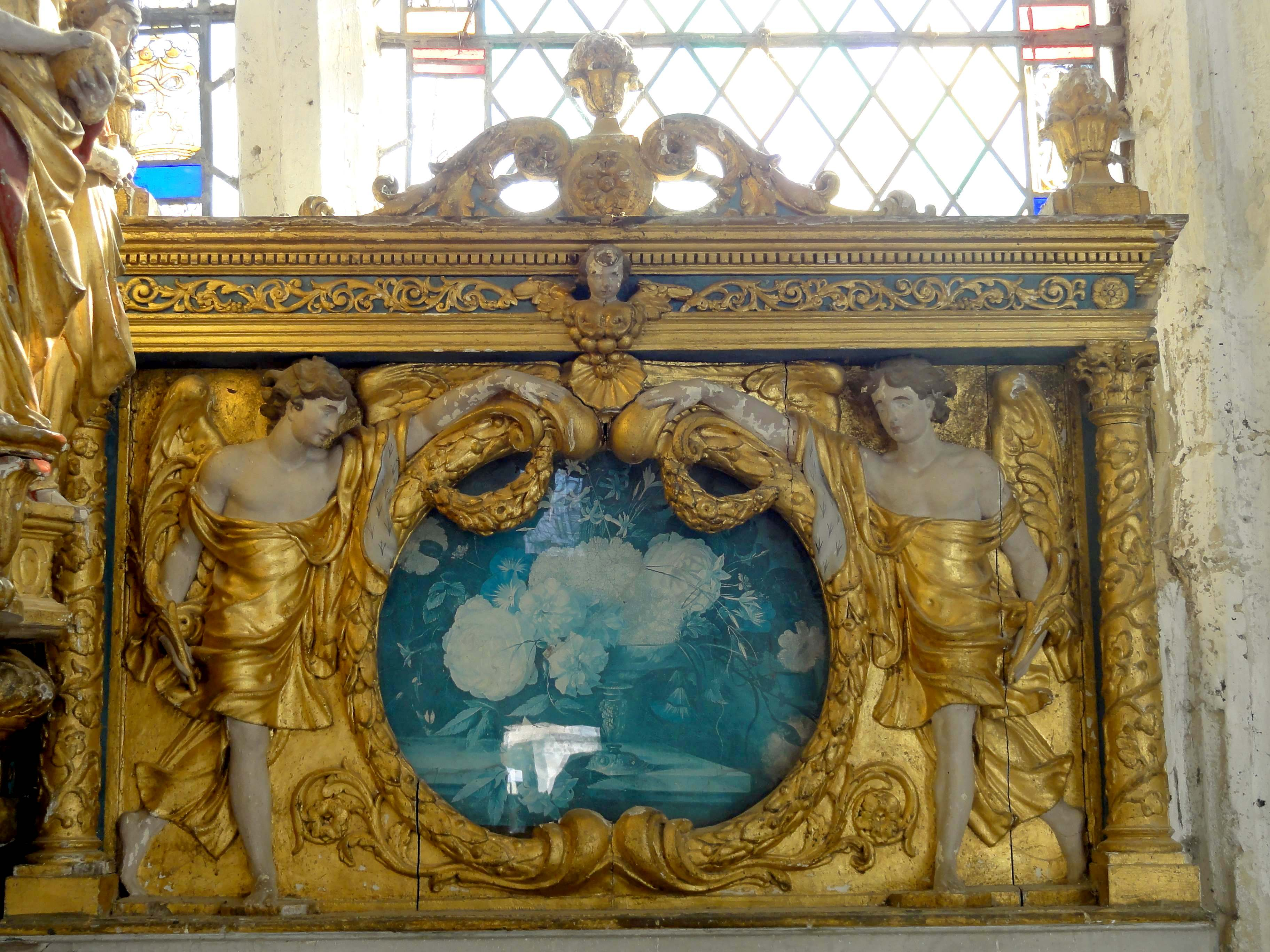
Aile de droite.

### Tableaux

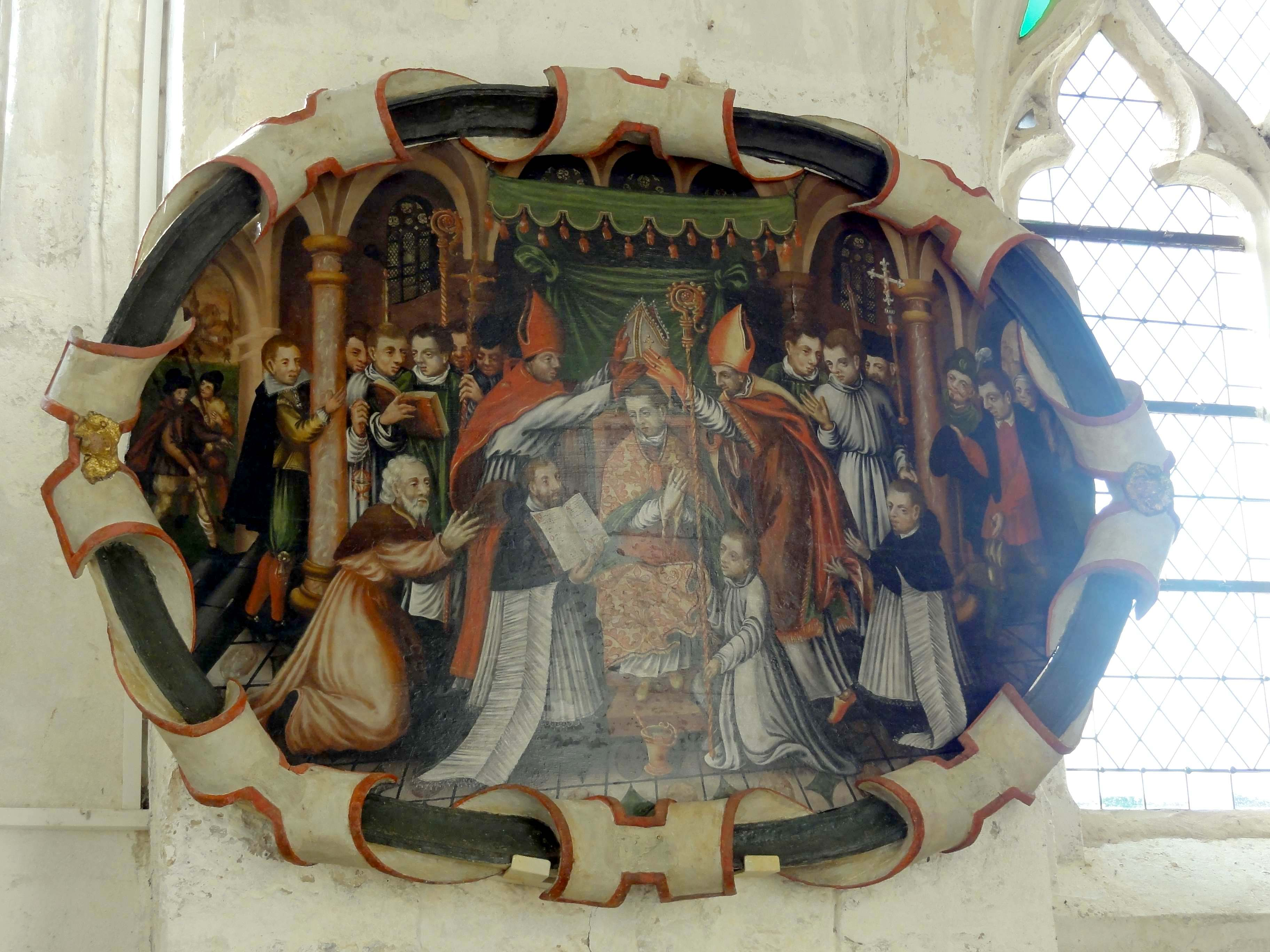
Le Sacre de saint Prix.

Le tableau représentant probablement le sacre de saint Priest en tant qu'évêque de Clermont (à l'époque Arvernis), en 666, est peint à l'huile sur bois, sur un panneau ovale. Le cadre est remarquable : il est constitué d'un rondin enveloppé d'une série de courts rubans, liés les uns aux autres, parfois par des broches, imitant ainsi librement le motif des « cuirs découpés » inventés à Fontainebleau et diffusés par la gravure d'ornement. L'œuvre du dernier quart du XVIe siècle a été inscrit en janvier 1996, et vient bénéficier d'une restauration. L'église possède un autre tableau, sans valeur artistique et sans cadre, qui représente l'Annonciation. Toujours sur le plan de la peinture, l'on peut signaler le devant d'autel, qui représente la Cène.

### Vitraux

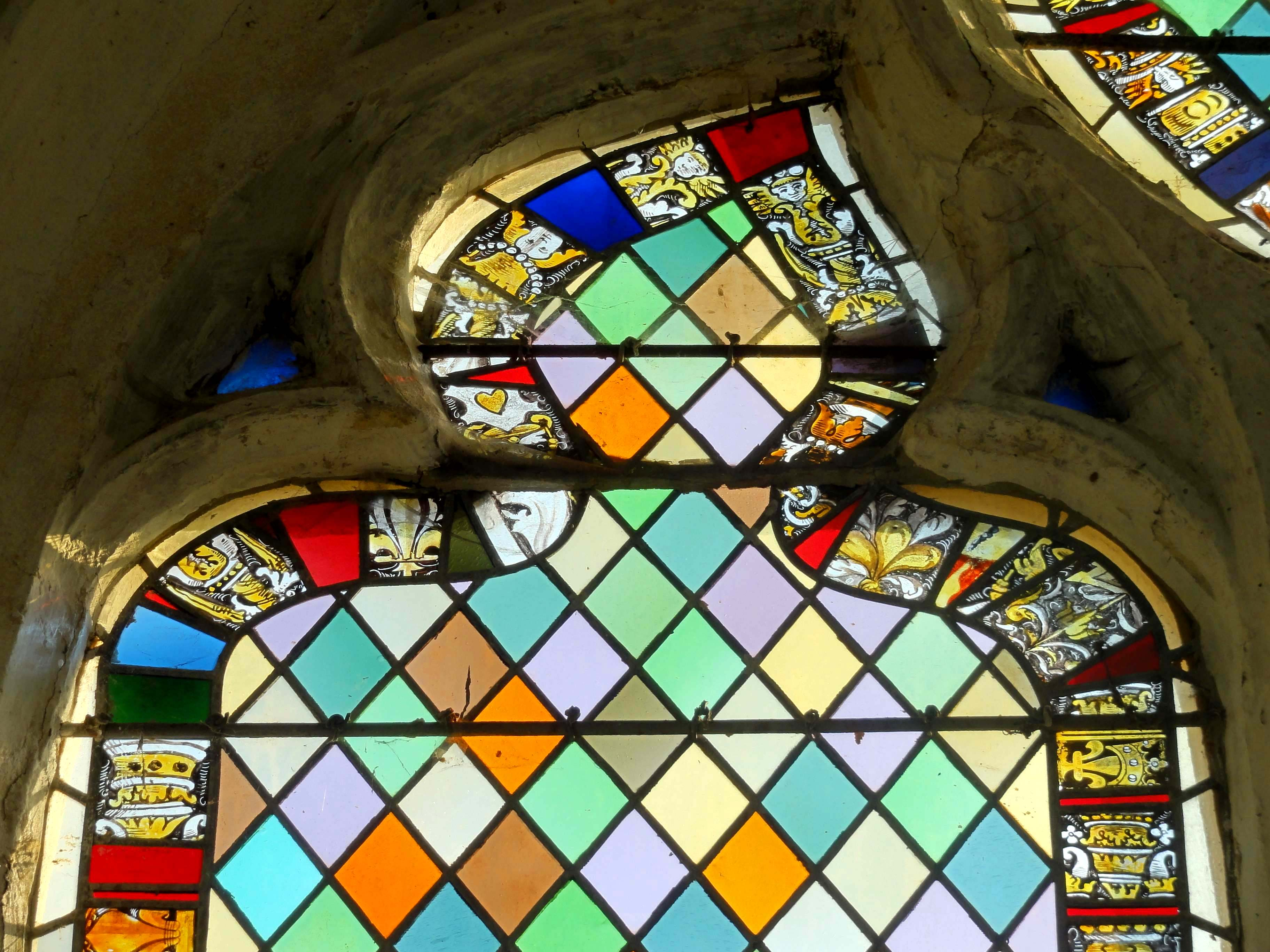
Bordures Renaissance.

Les fragments de vitraux conservés sur place sont peu signifiants. Ils se résument notamment aux fragments de bordures Renaissance peintes en grisaille et jaune d'argent et représentant des candélabres et autres motifs décoratifs, qui ont été incorporés dans les vitraux modernes des trois lancettes et de la rose de la baie d'axe du chevet (n° 0). Sur le pourtour de ces vitraux, des morceaux de couleur rouge, bleu et vert alternent avec les segments de bordure. Les fragments du XVIe siècle sont inscrits depuis août 1982. Par le même arrêté d'inscription, un minuscule personnage au milieu de l'avant-dernière verrière du sud (n° 4) et un cartouche portant la date de 1548 ont également été inscrits. Ce cartouche se trouverait dans la dernière verrière du sud (n° 2), où on ne trouve aujourd'hui que du verre blanc. En revanche, un autre minuscule fragment, apparemment un ange, se trouve dans l'avant-dernière verrière du nord (n° 3). Il n'est pas concerné par la protection.